# 伊本·图伦清真寺

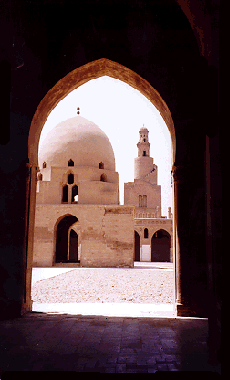
伊本·图伦清真寺中庭

伊本·图伦清真寺是埃及的伊斯兰教清真寺。是伊斯兰早期建筑的代表之作。位于开罗旧城南亚什卡尔山的高地上。建于876～879年间。为当时占据埃及的突伦王朝的艾哈迈德·伊本·突伦所建。作为一座历史悠久的古寺，曾多次塌毁，经历代王朝的不断修复，形成现在这个样子。是一座碉堡形的建筑，它的宣礼塔位于清真寺北面，是埃及唯一有外螺旋梯的宣礼塔。

## 圖集

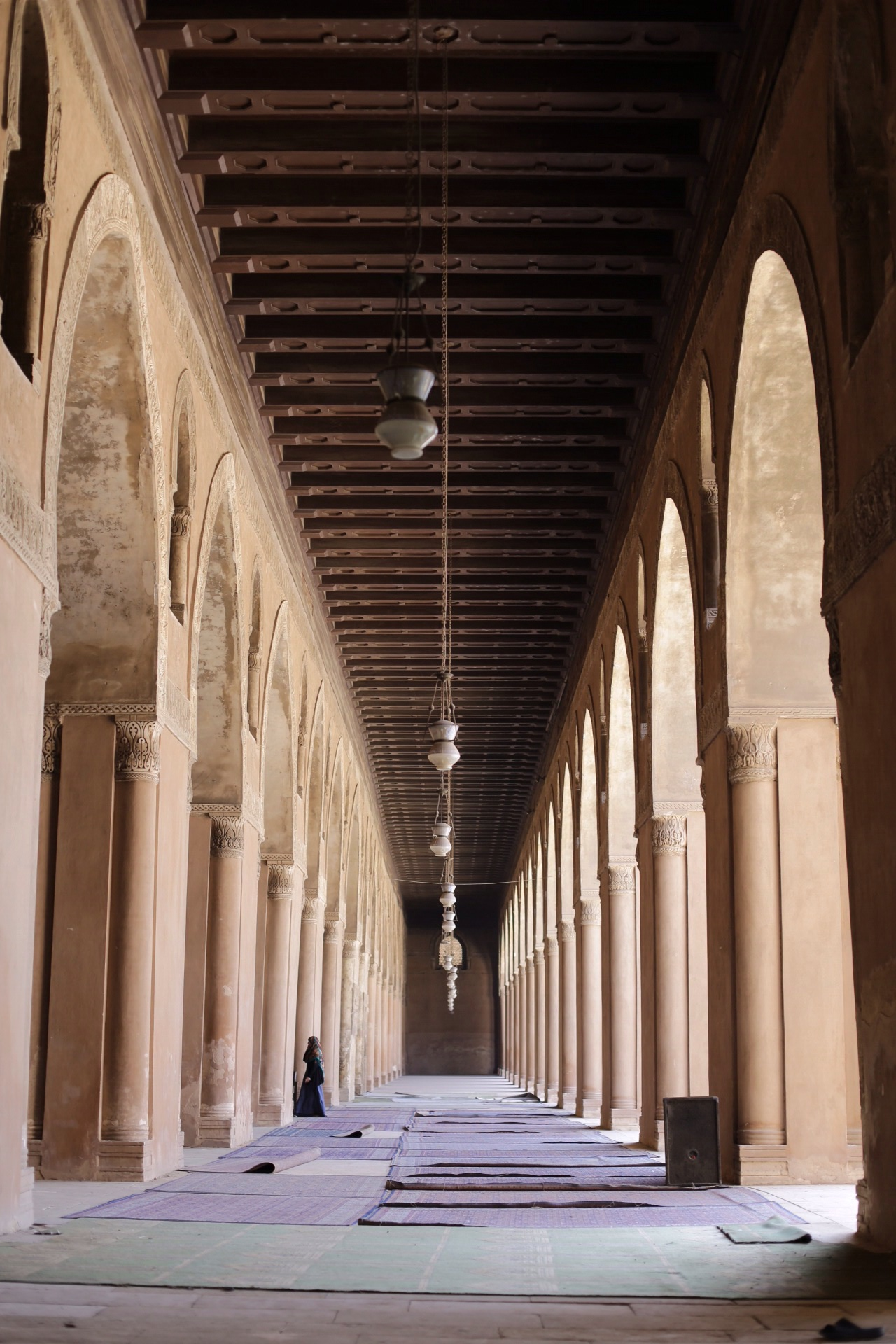
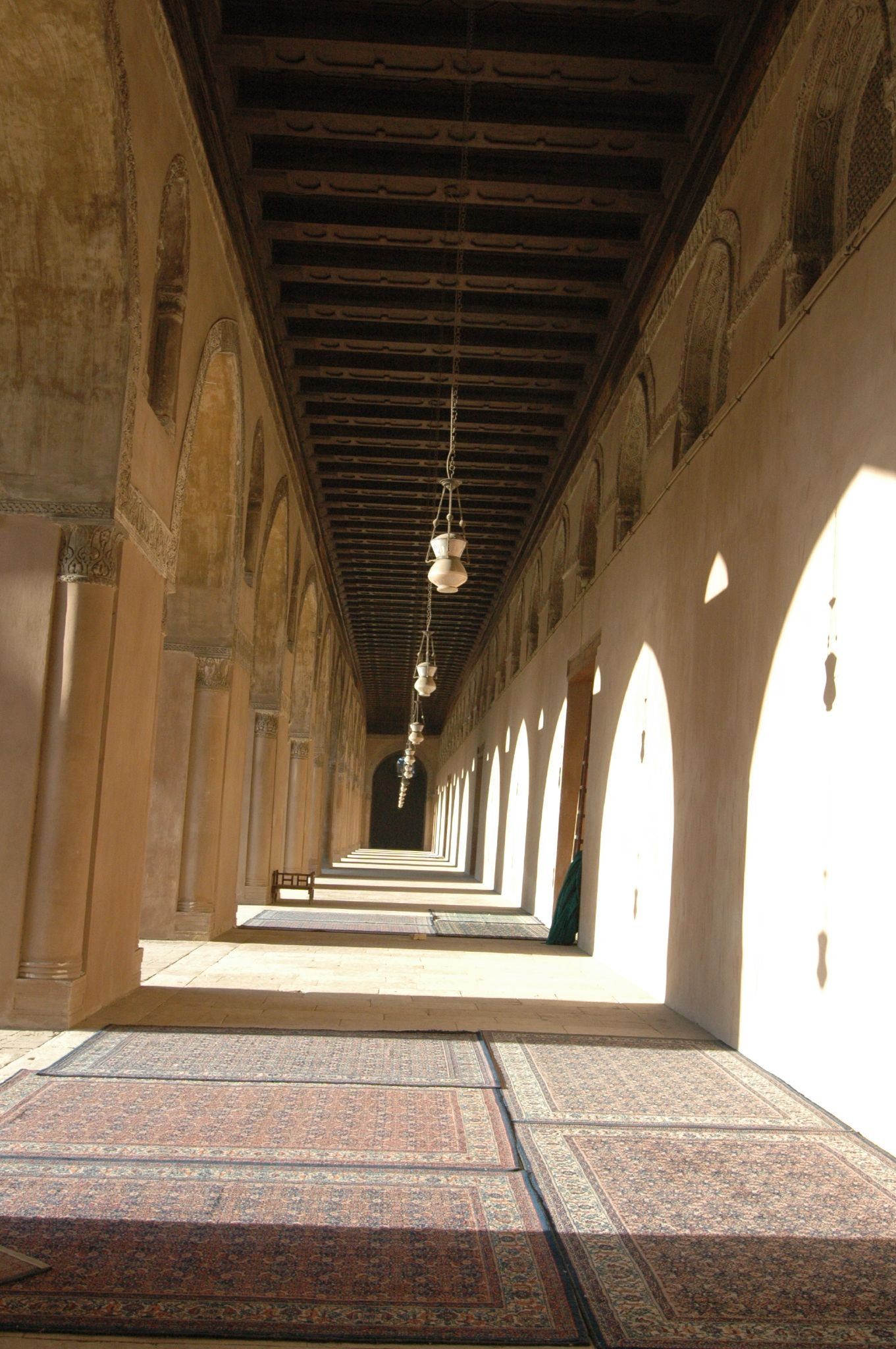
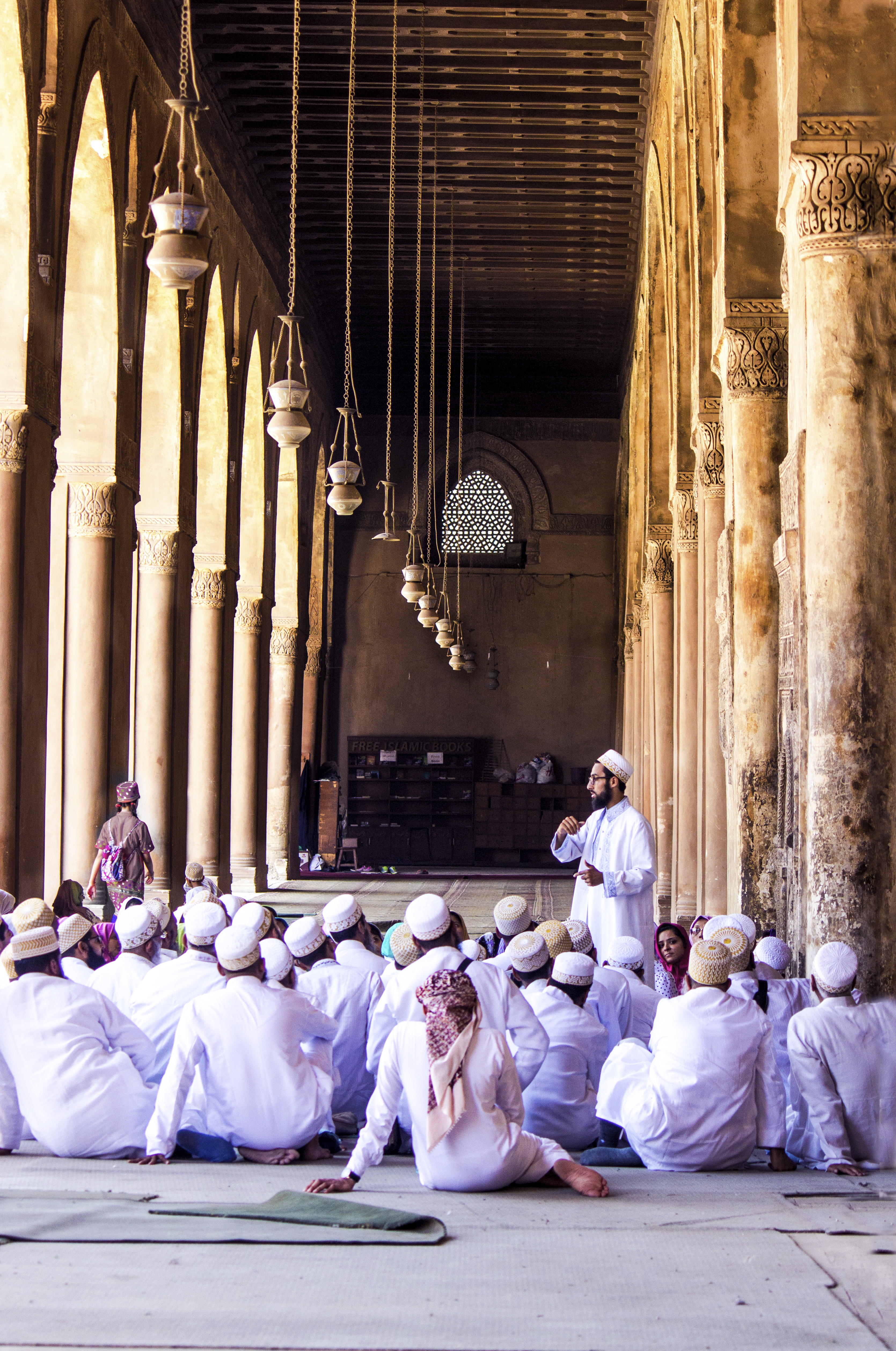
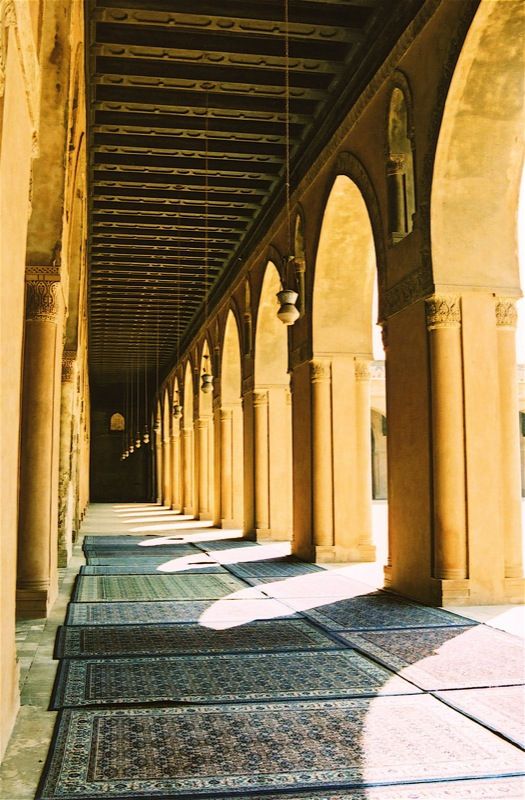
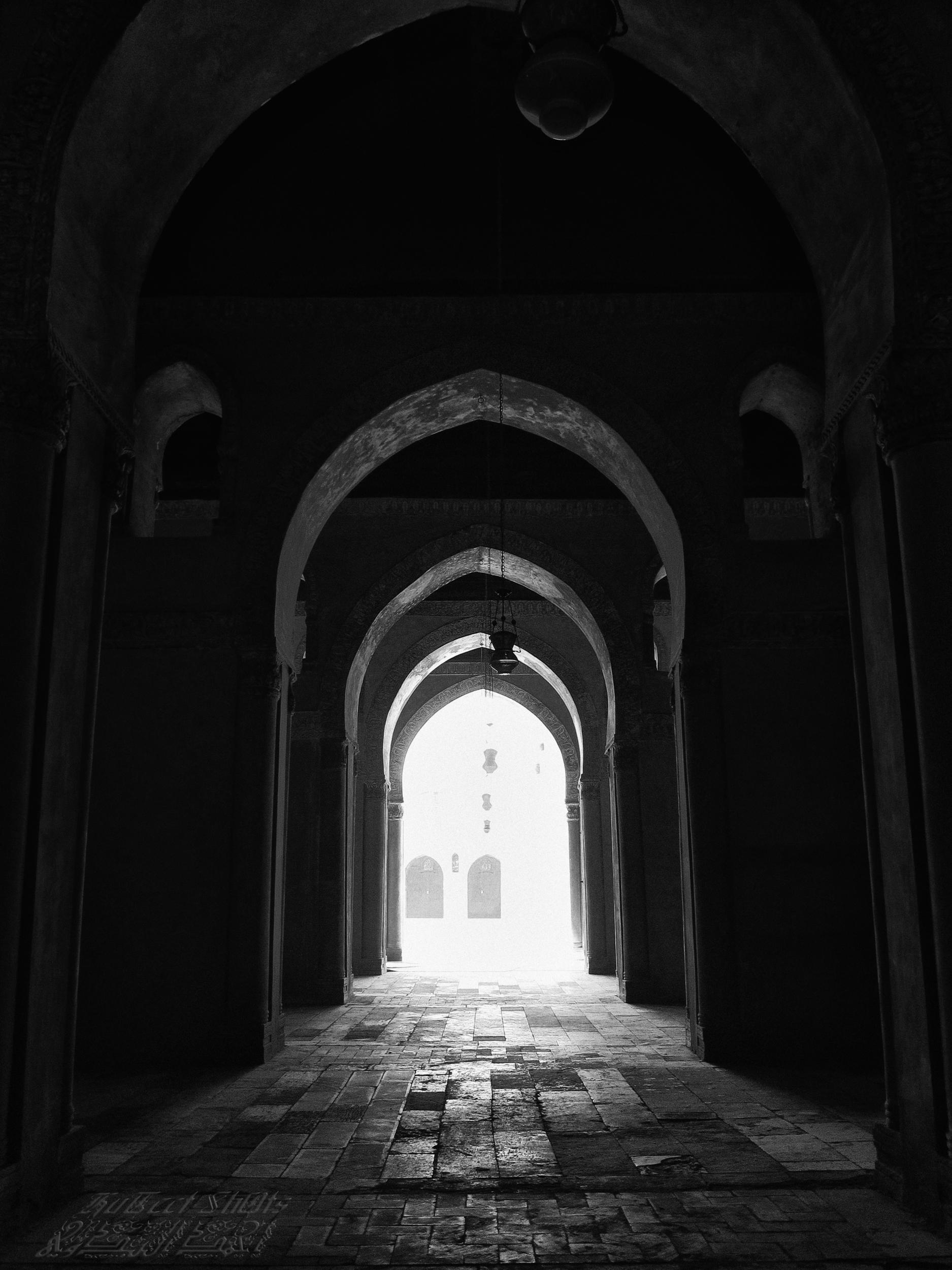
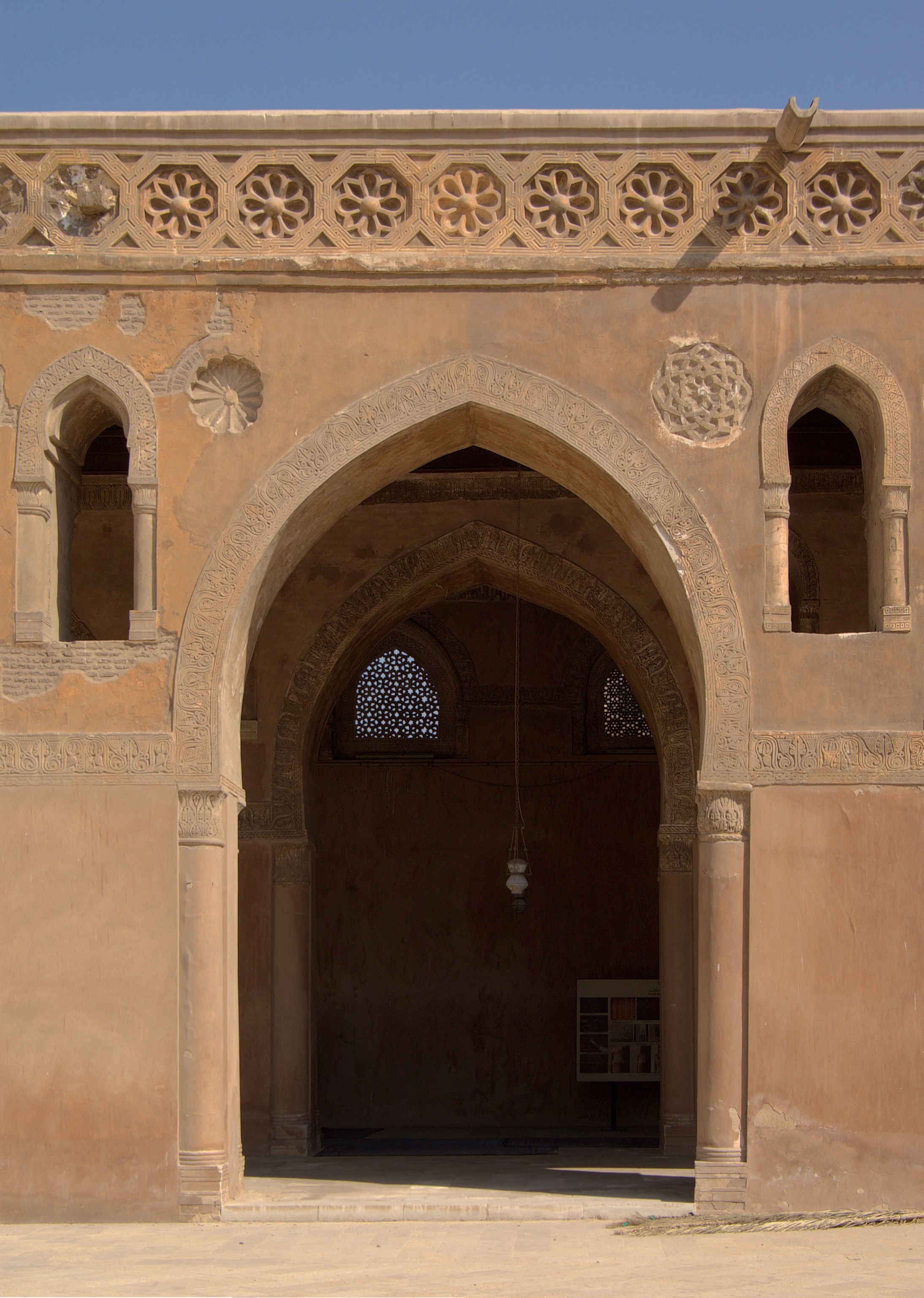
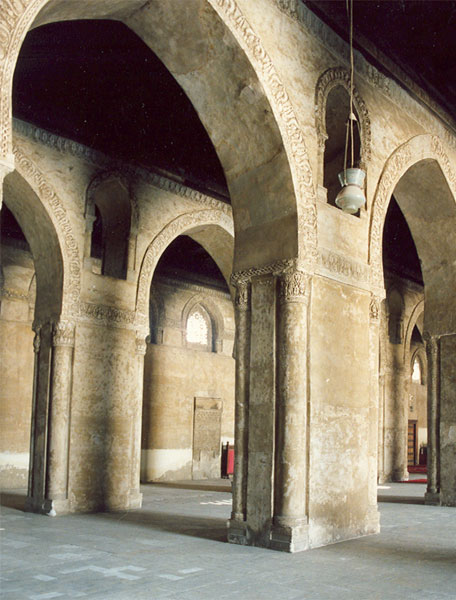
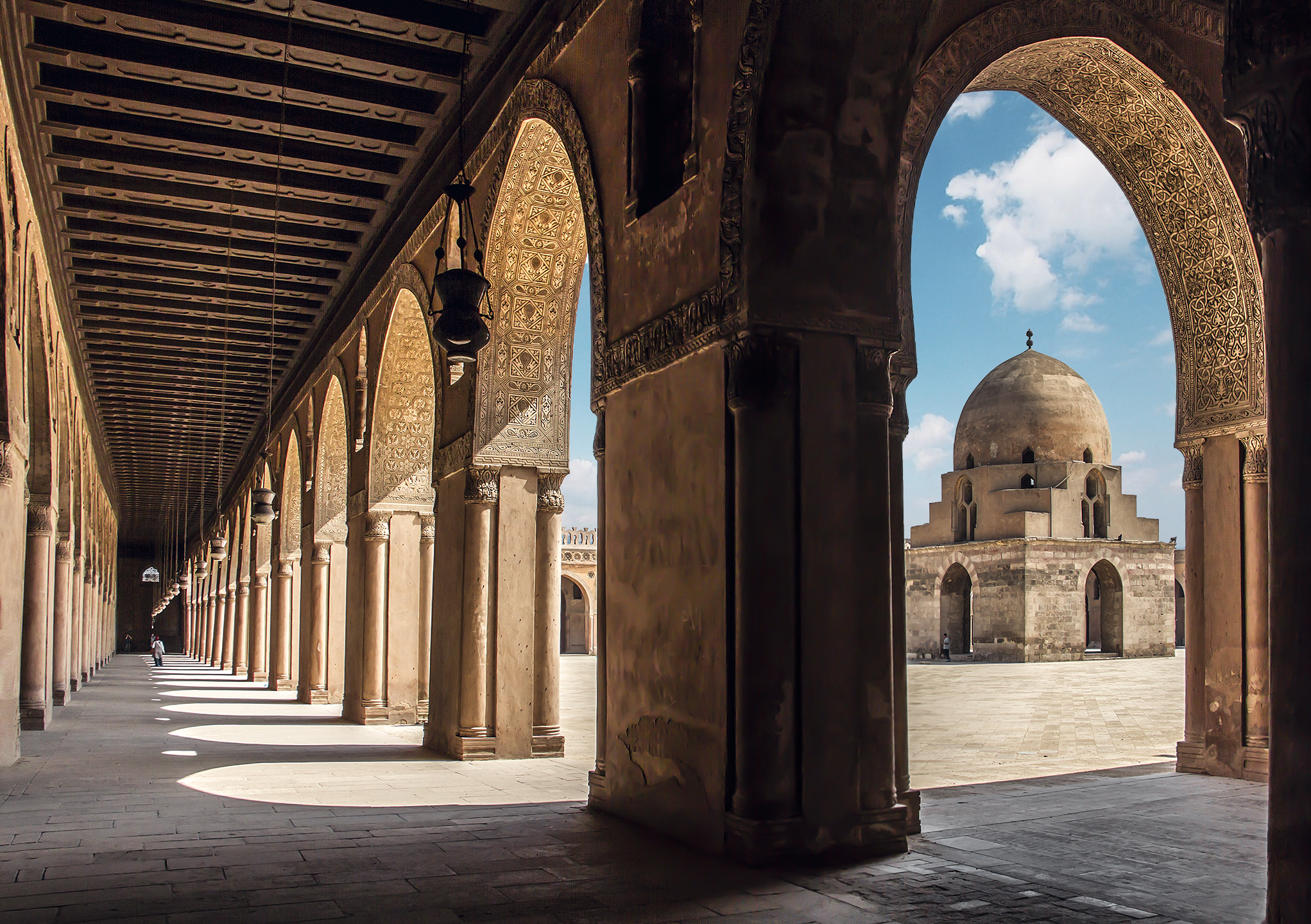
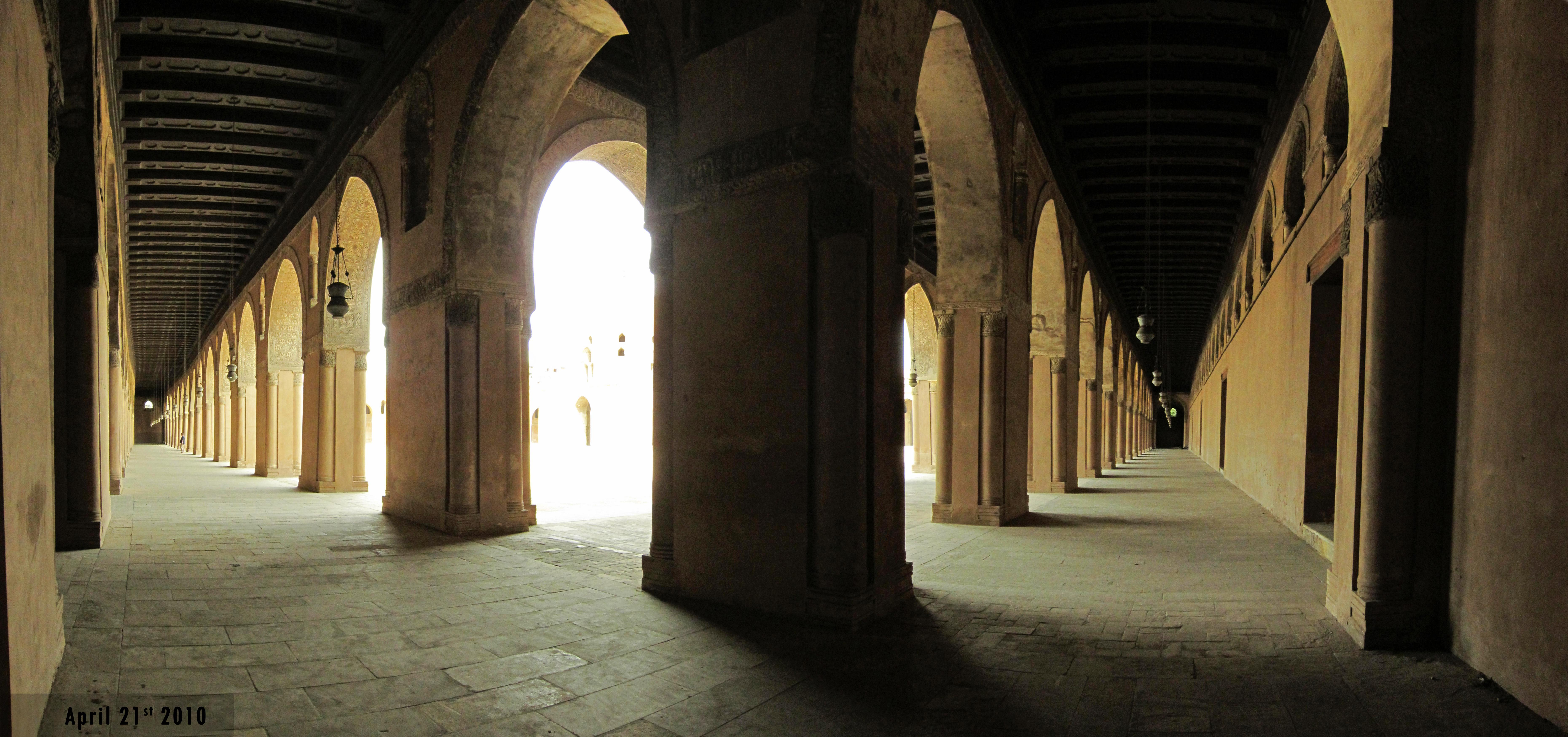
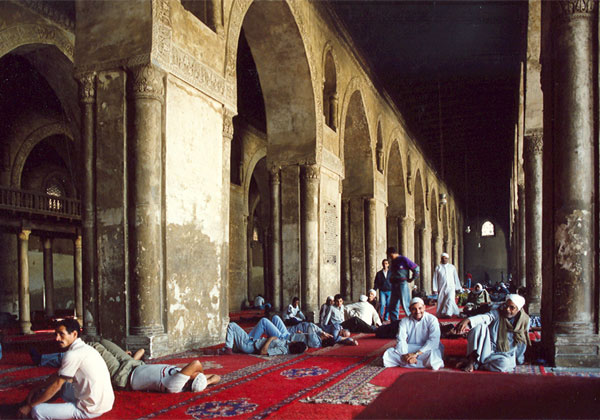
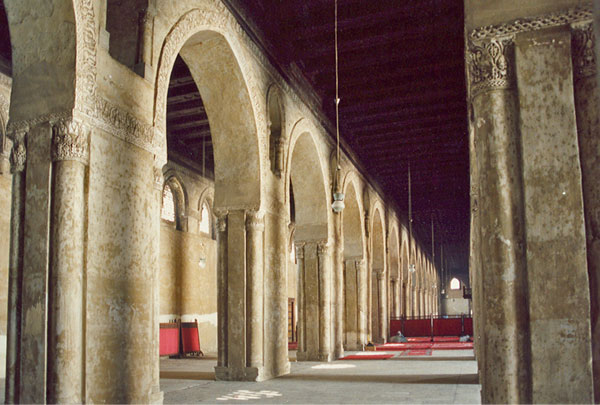
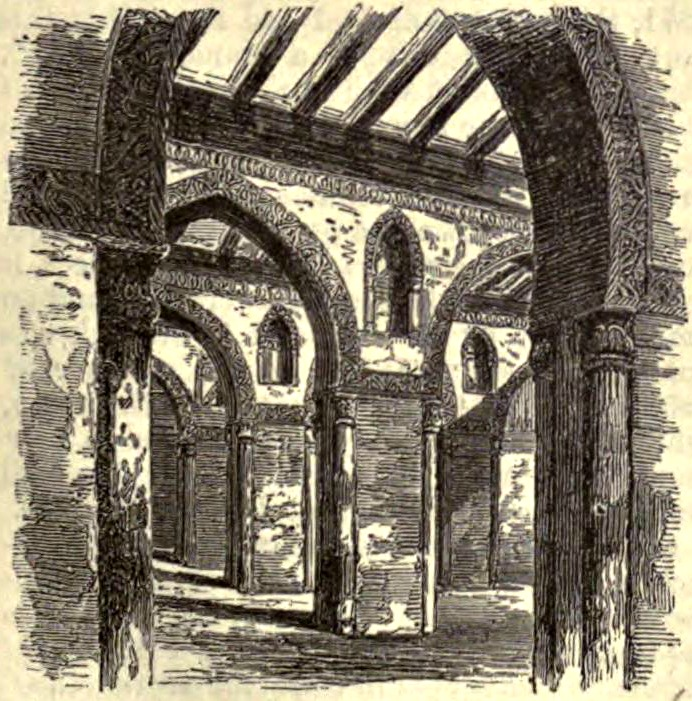
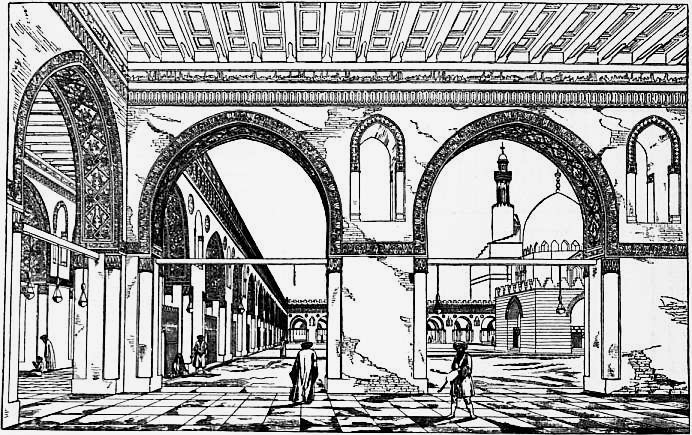
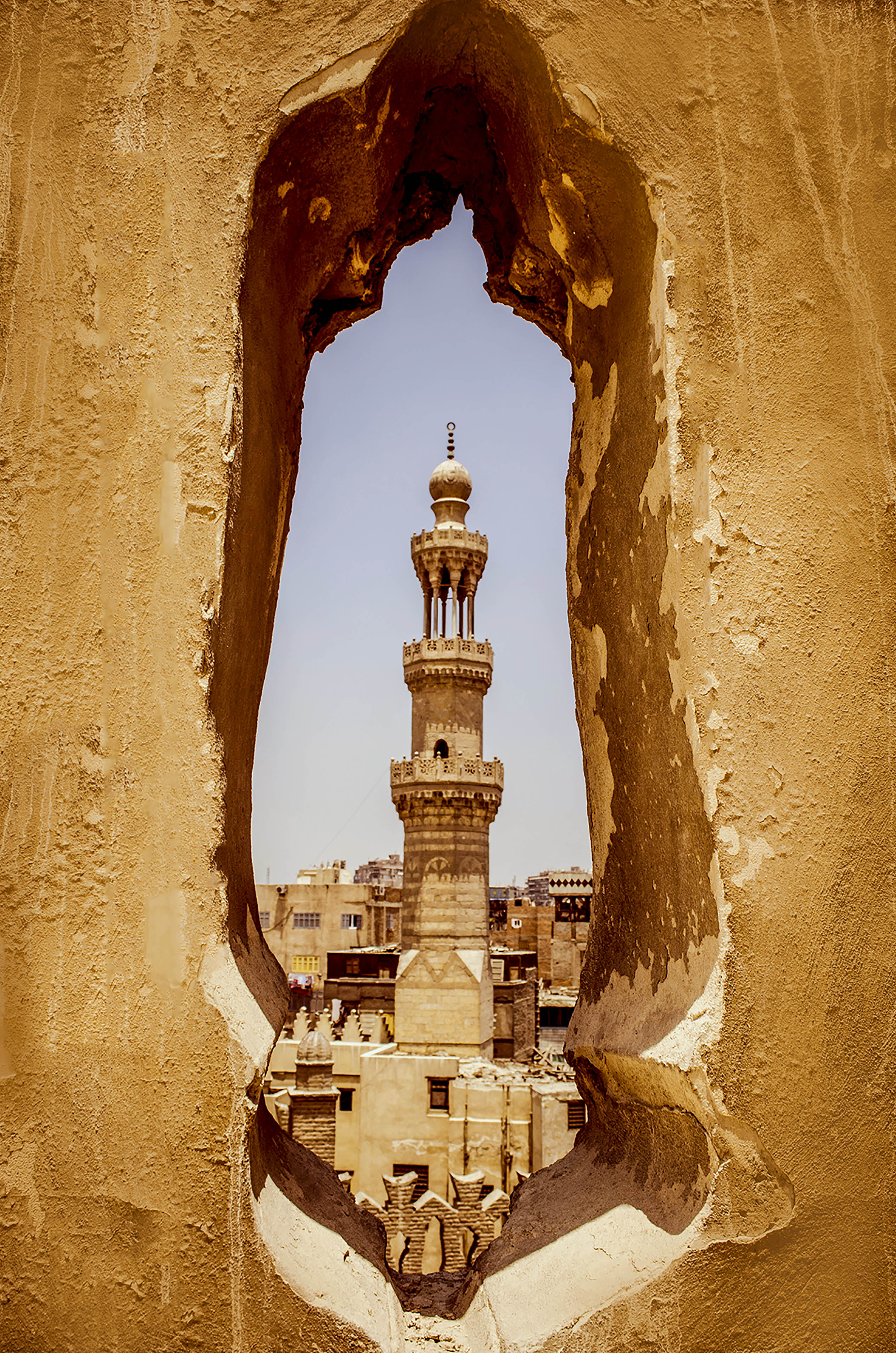
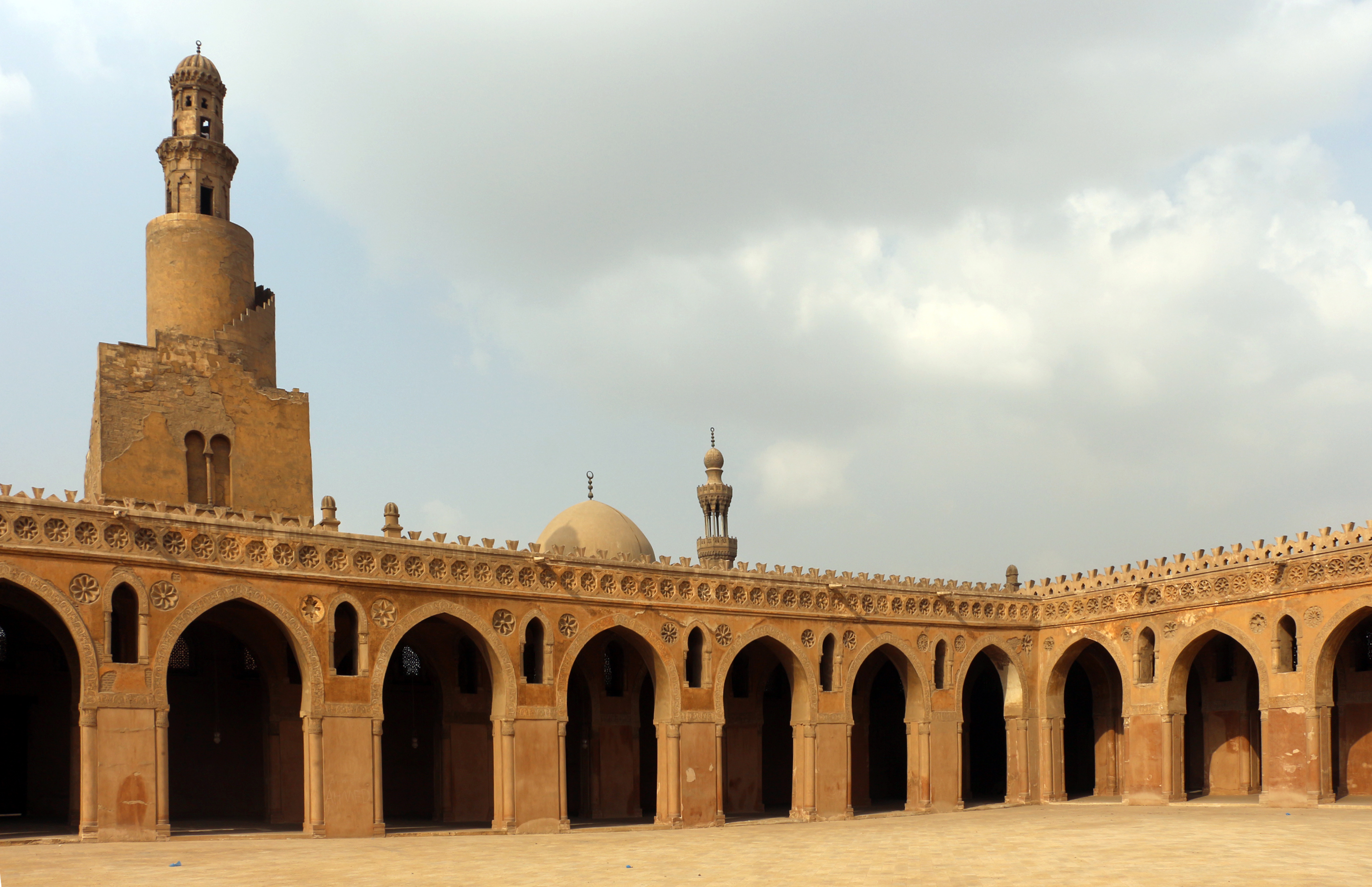
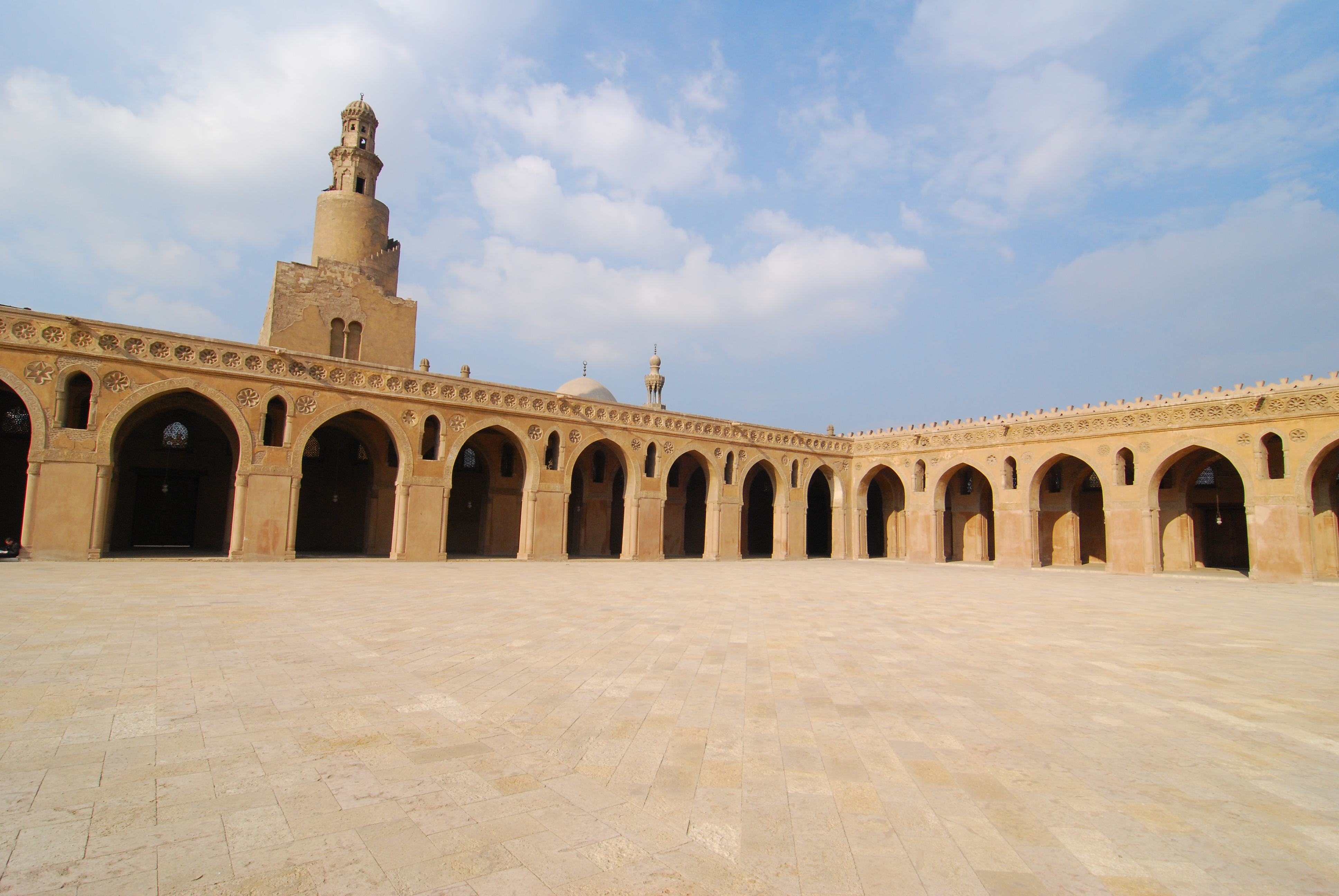
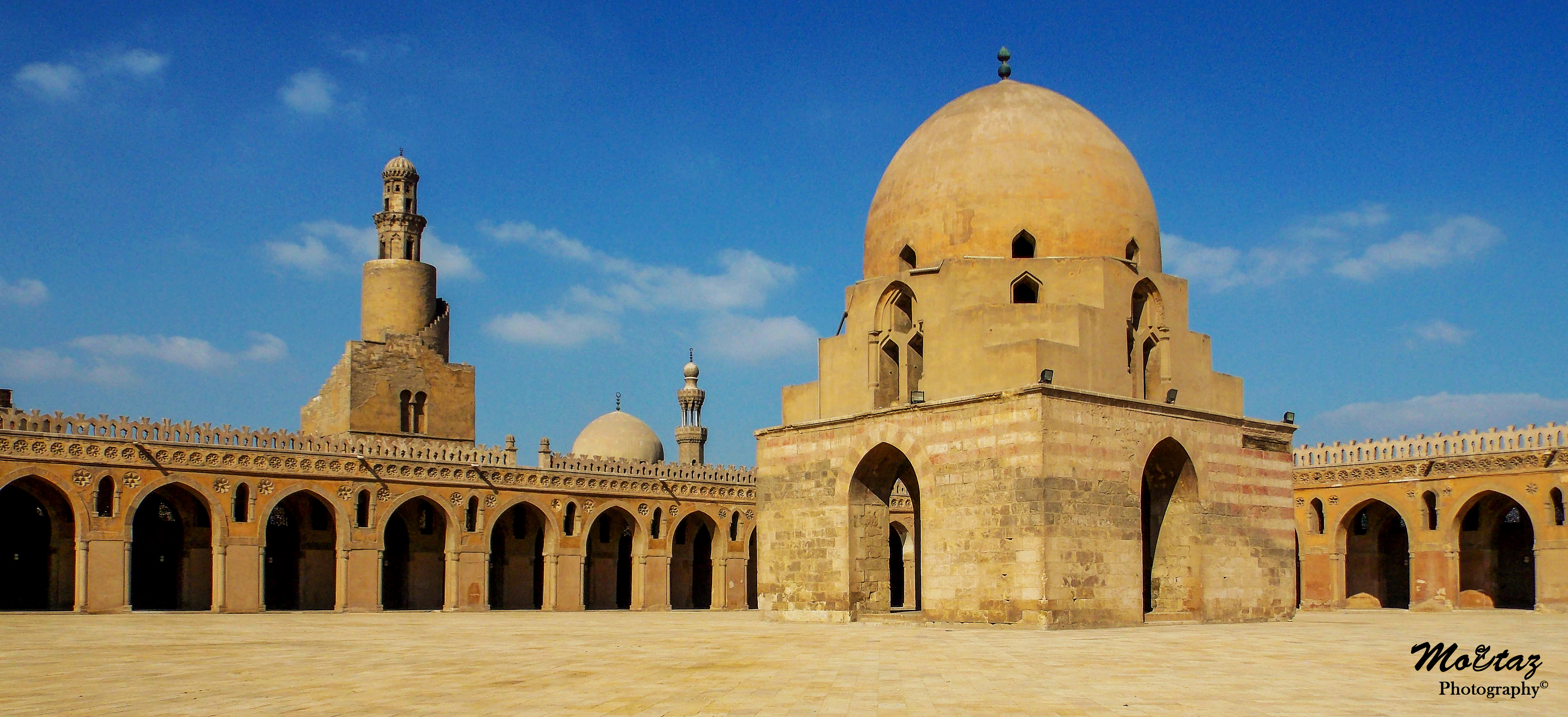
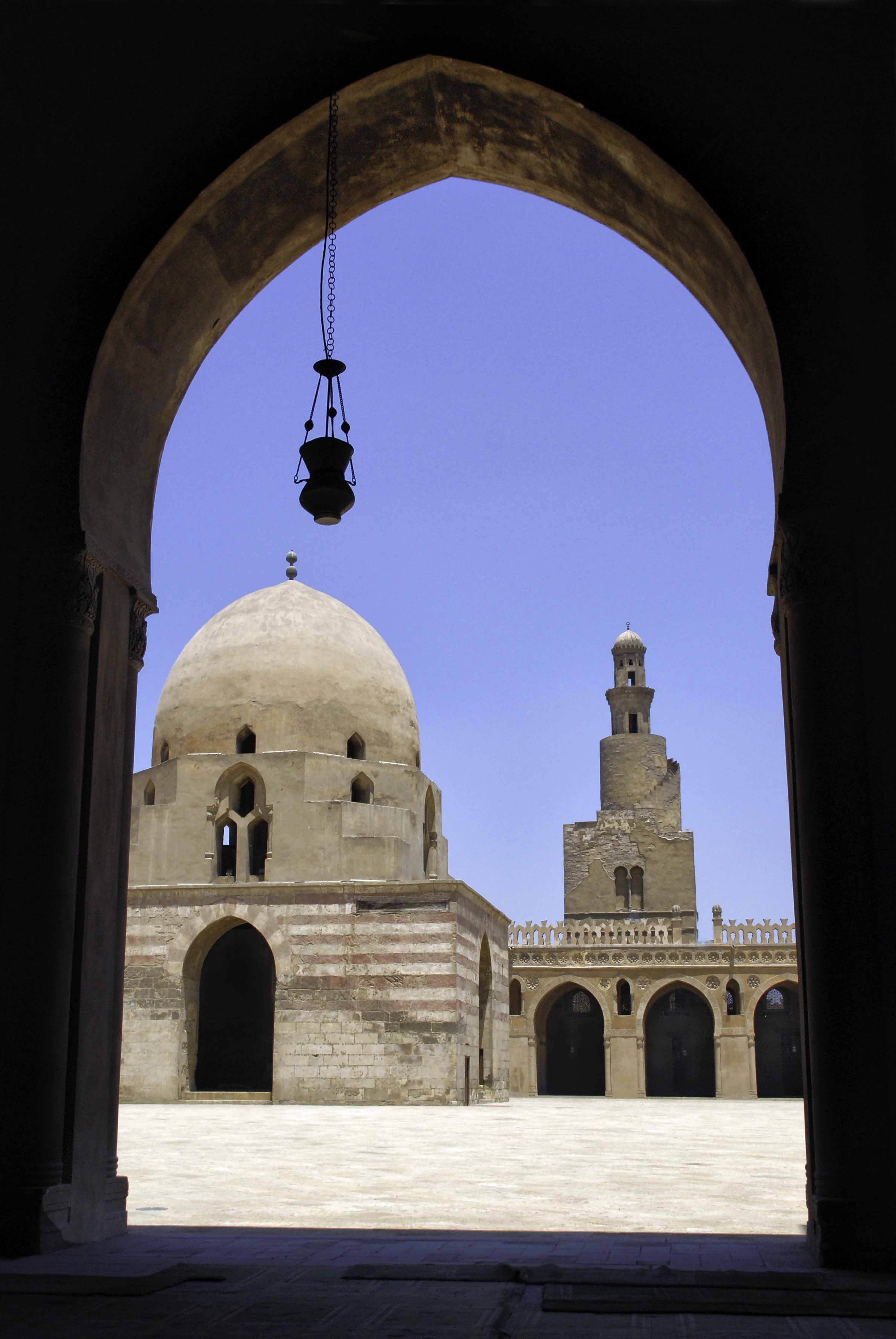
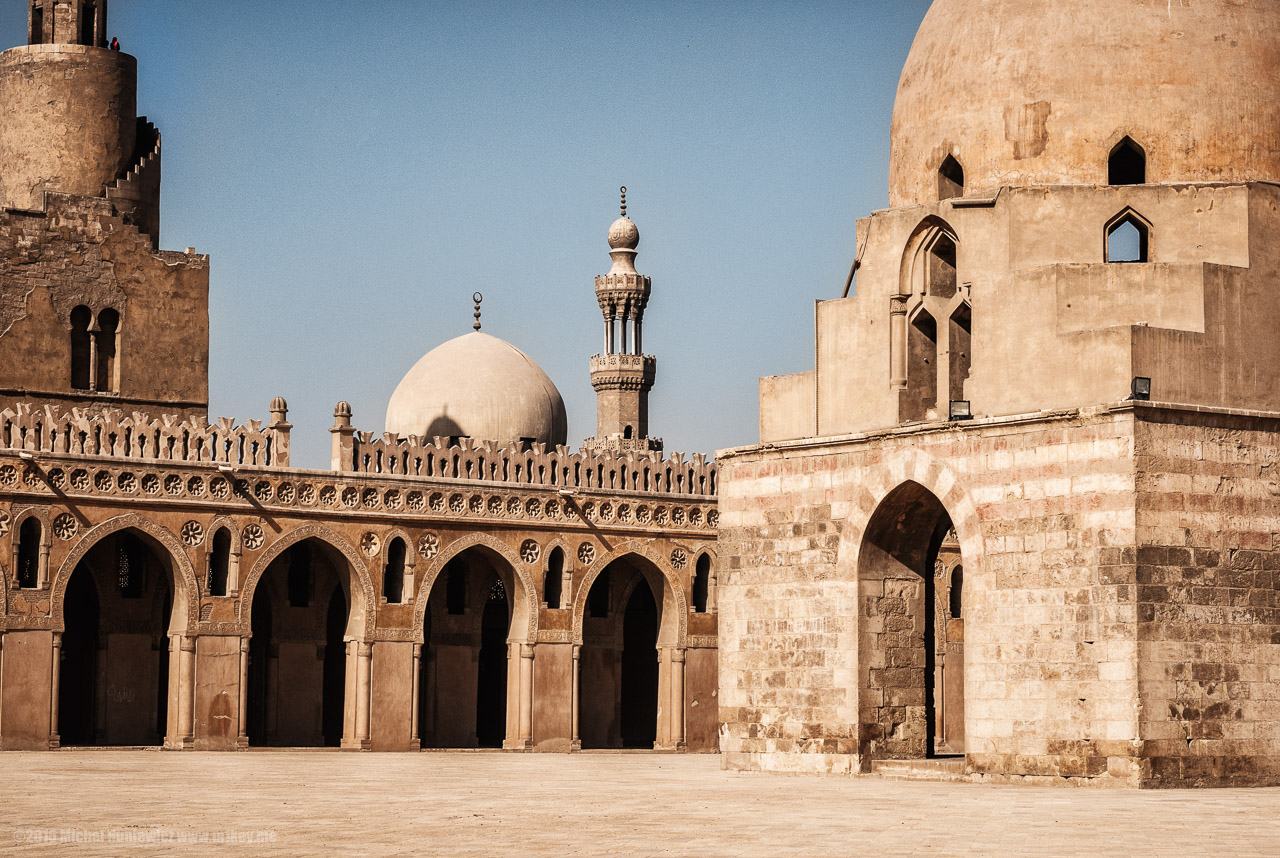
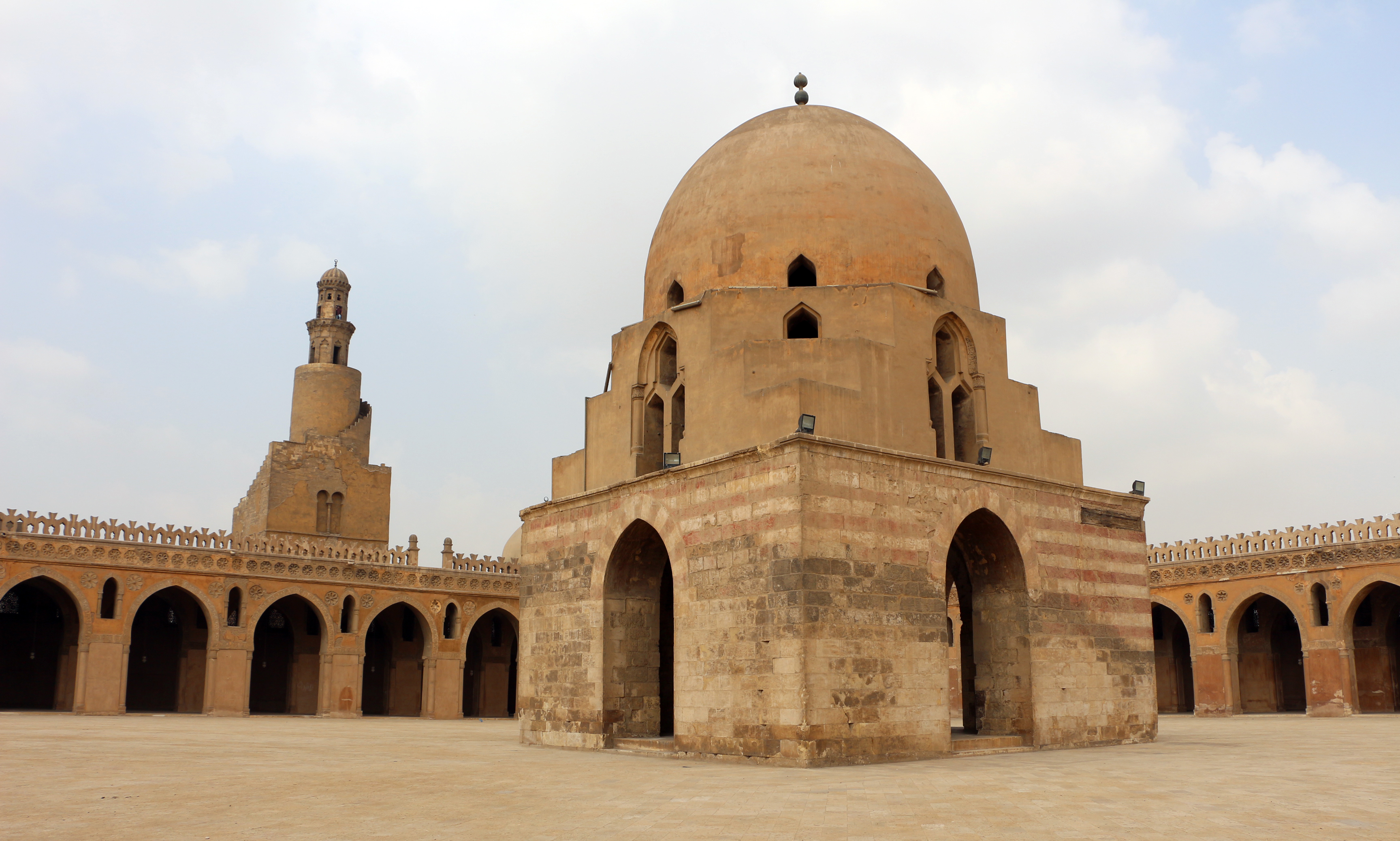
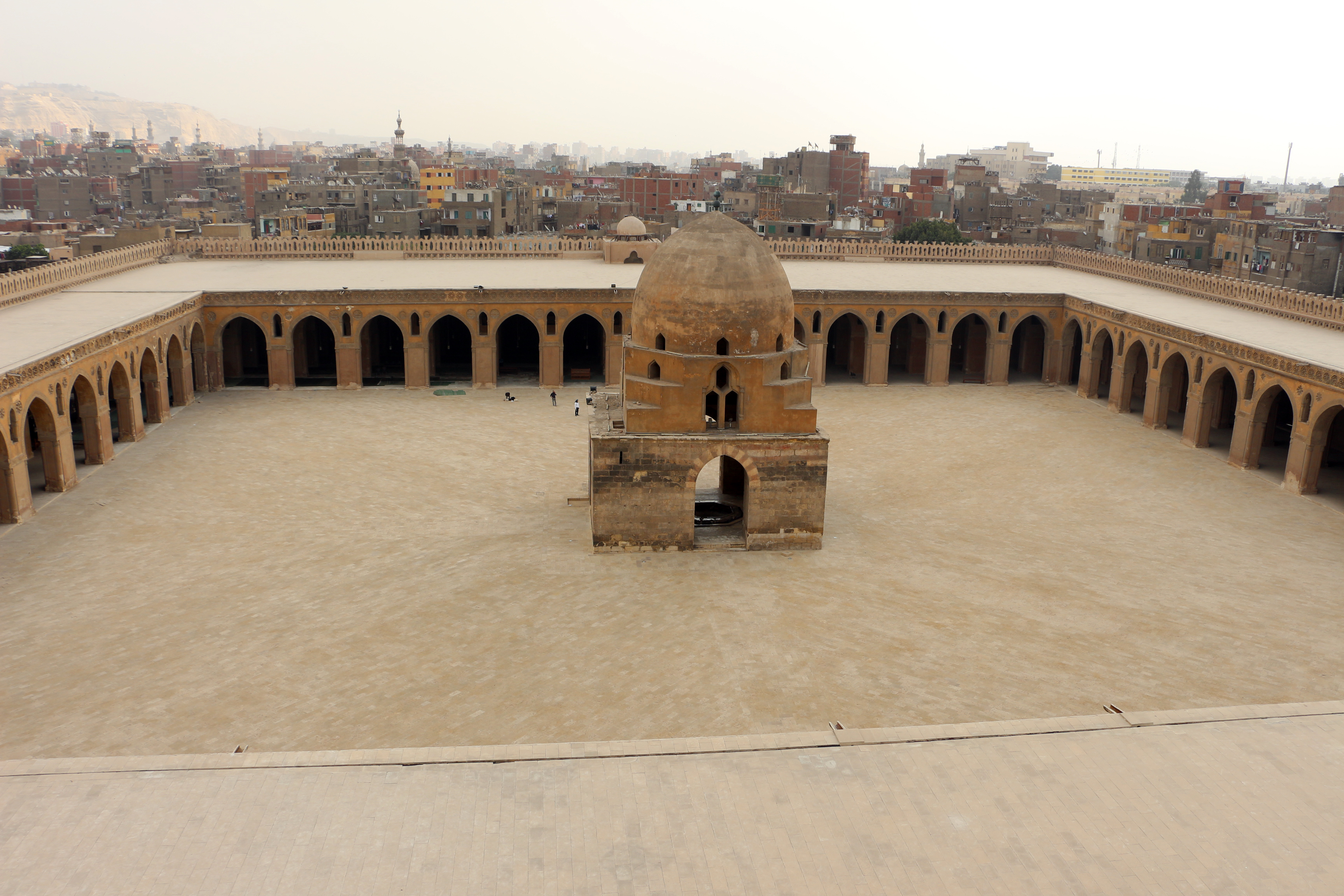
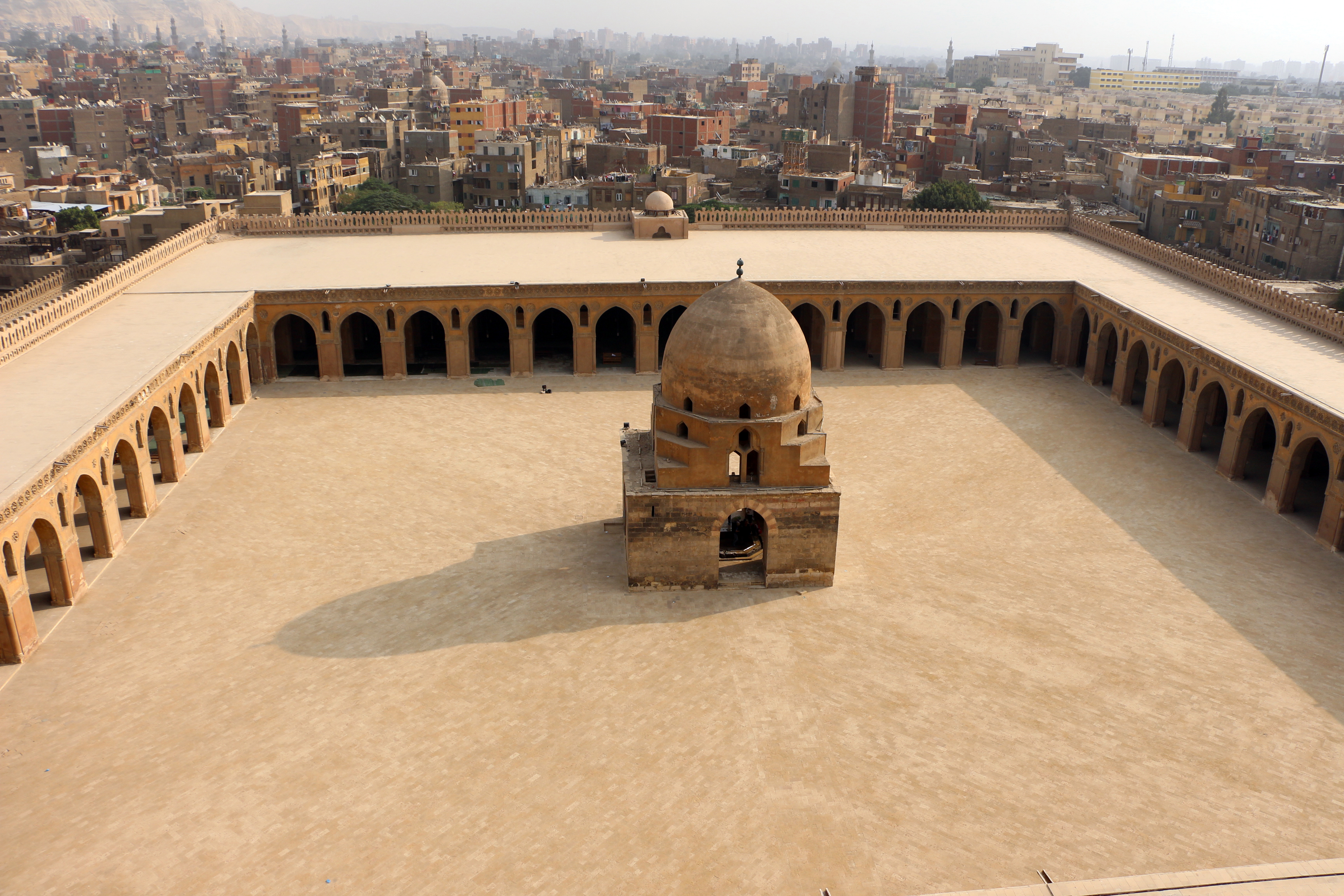
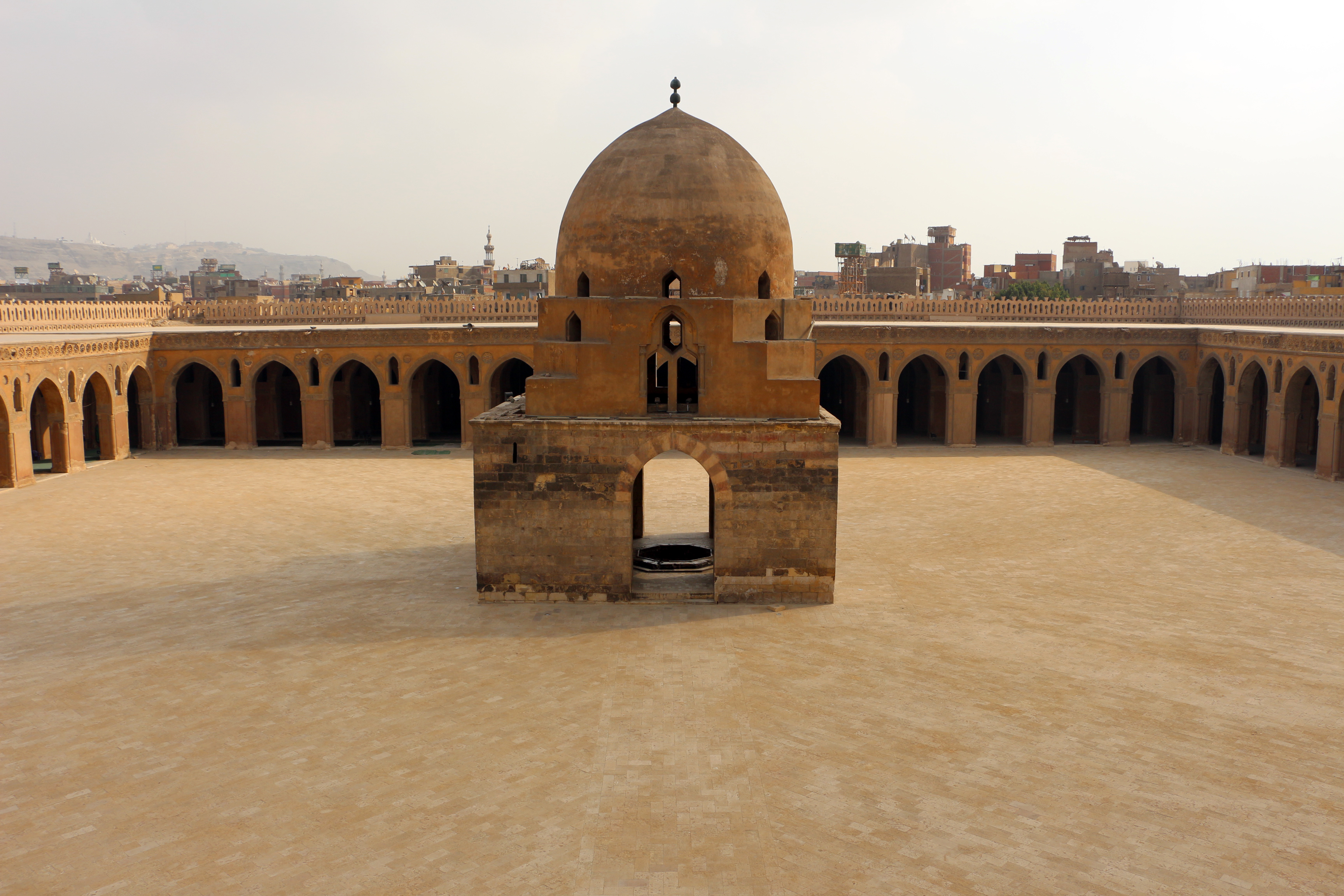
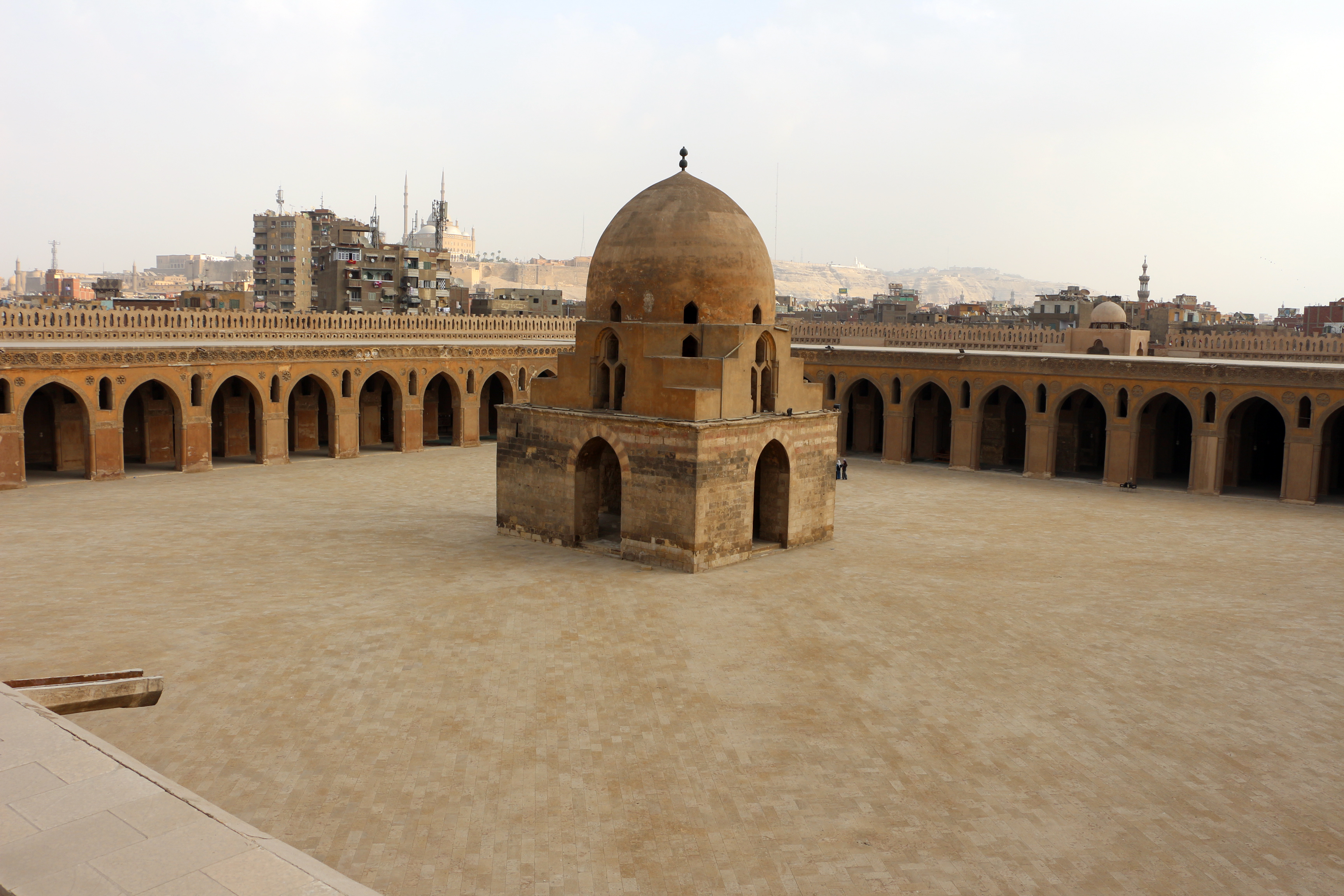
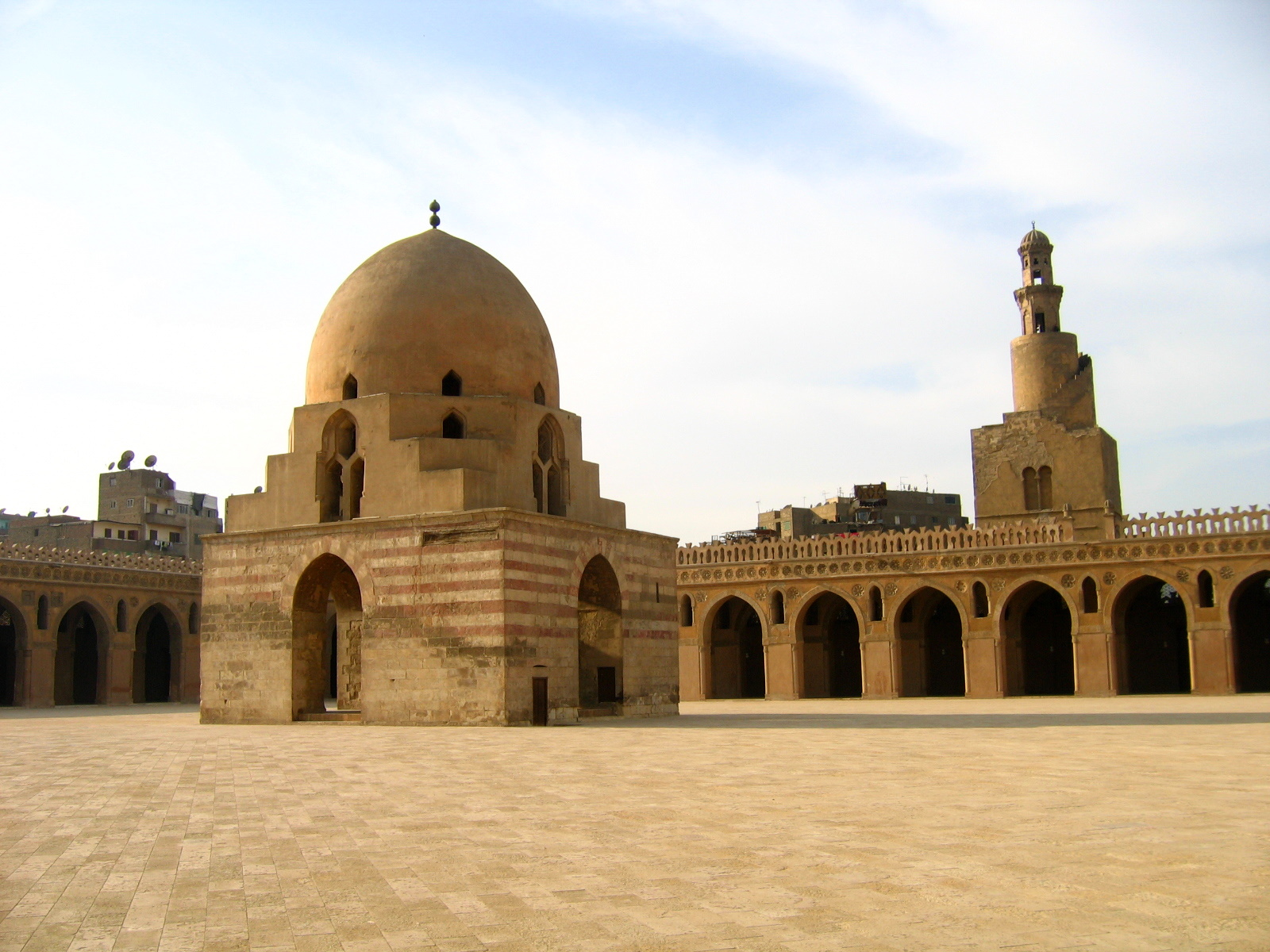
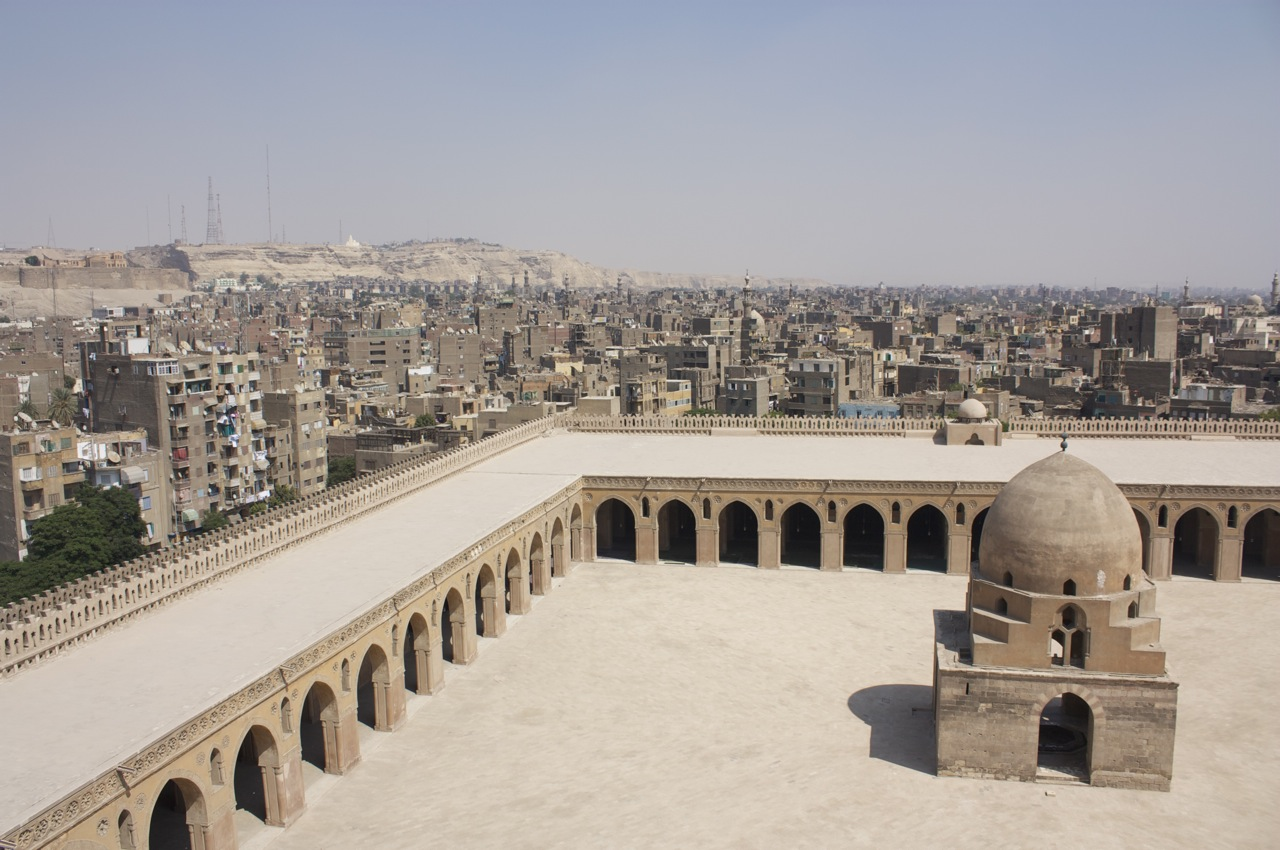
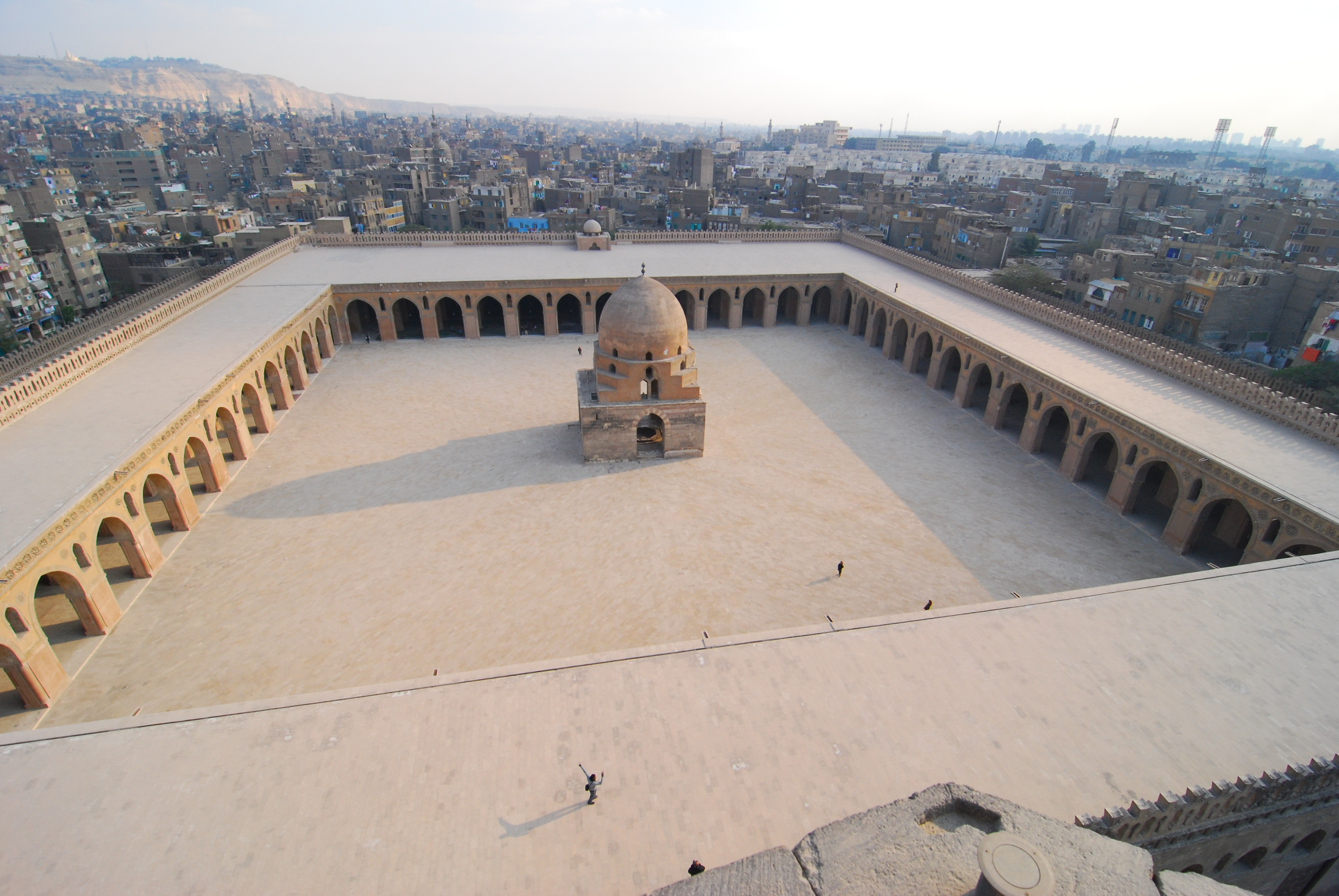
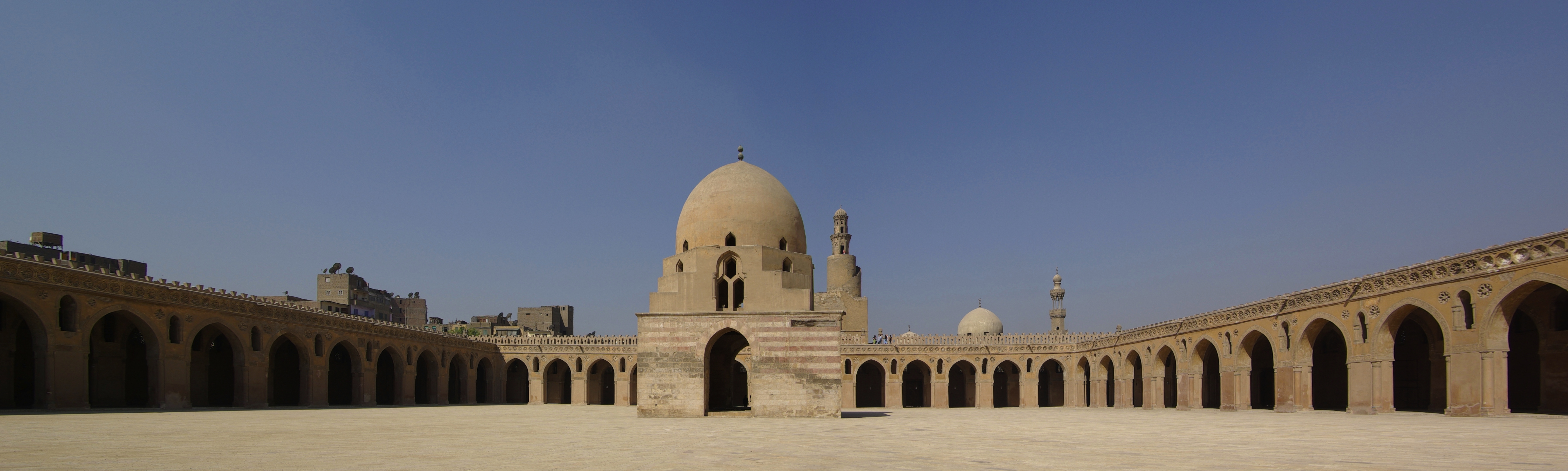
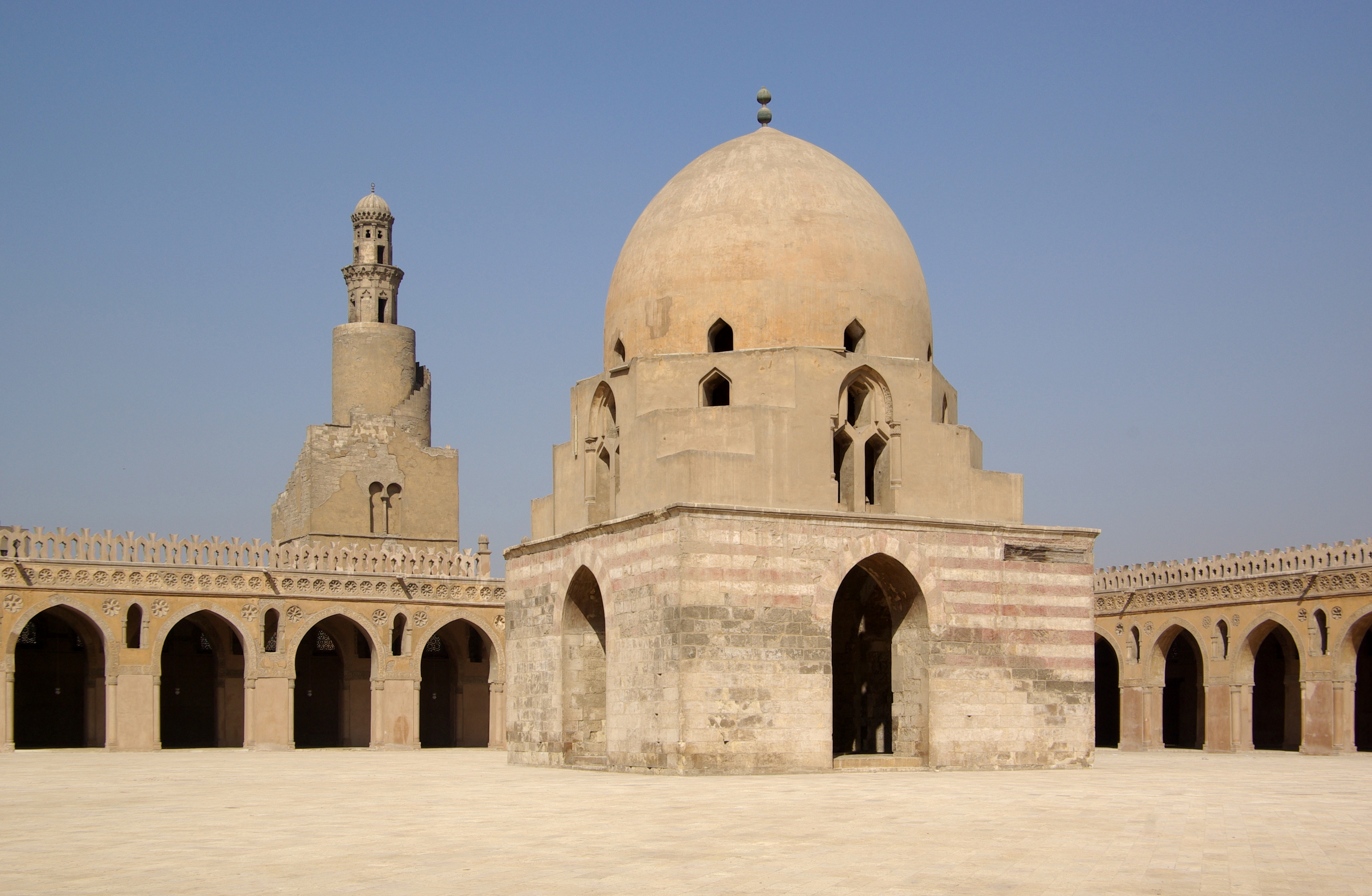
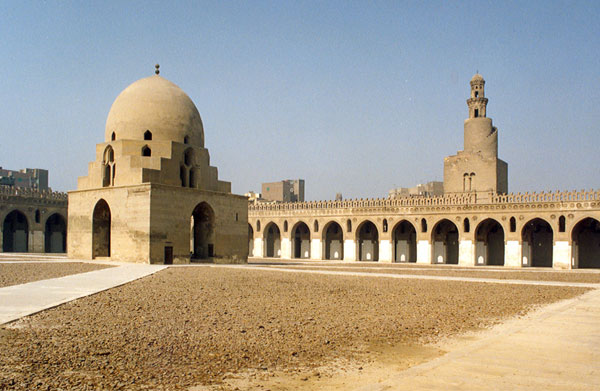
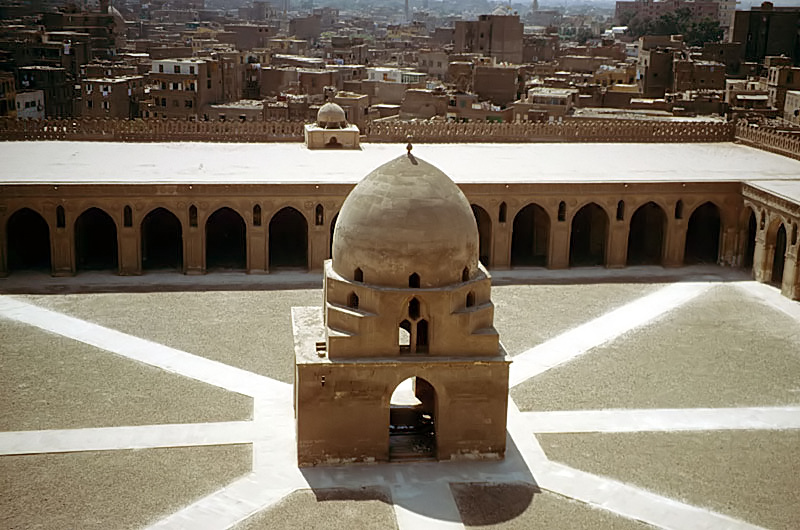
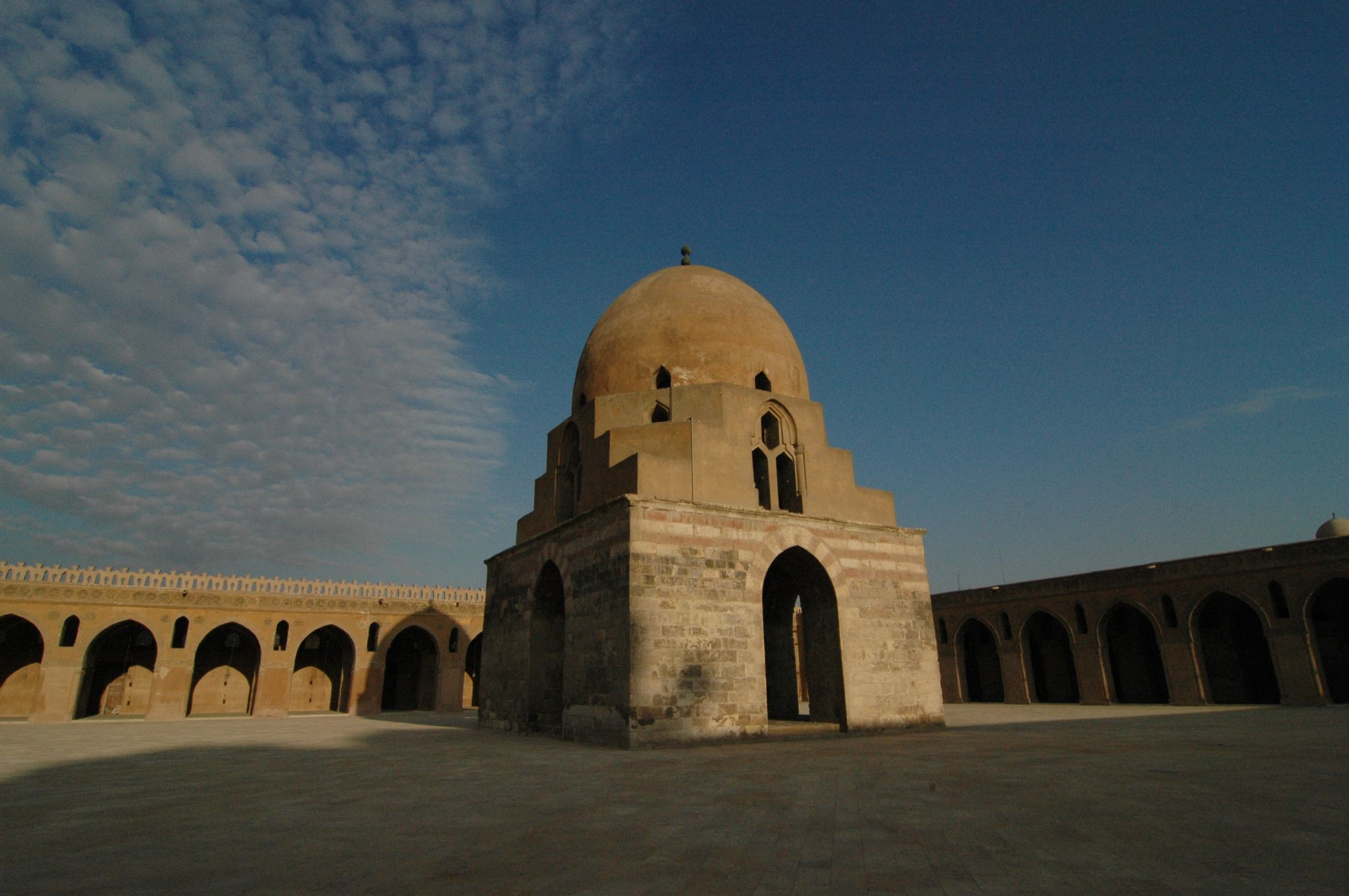
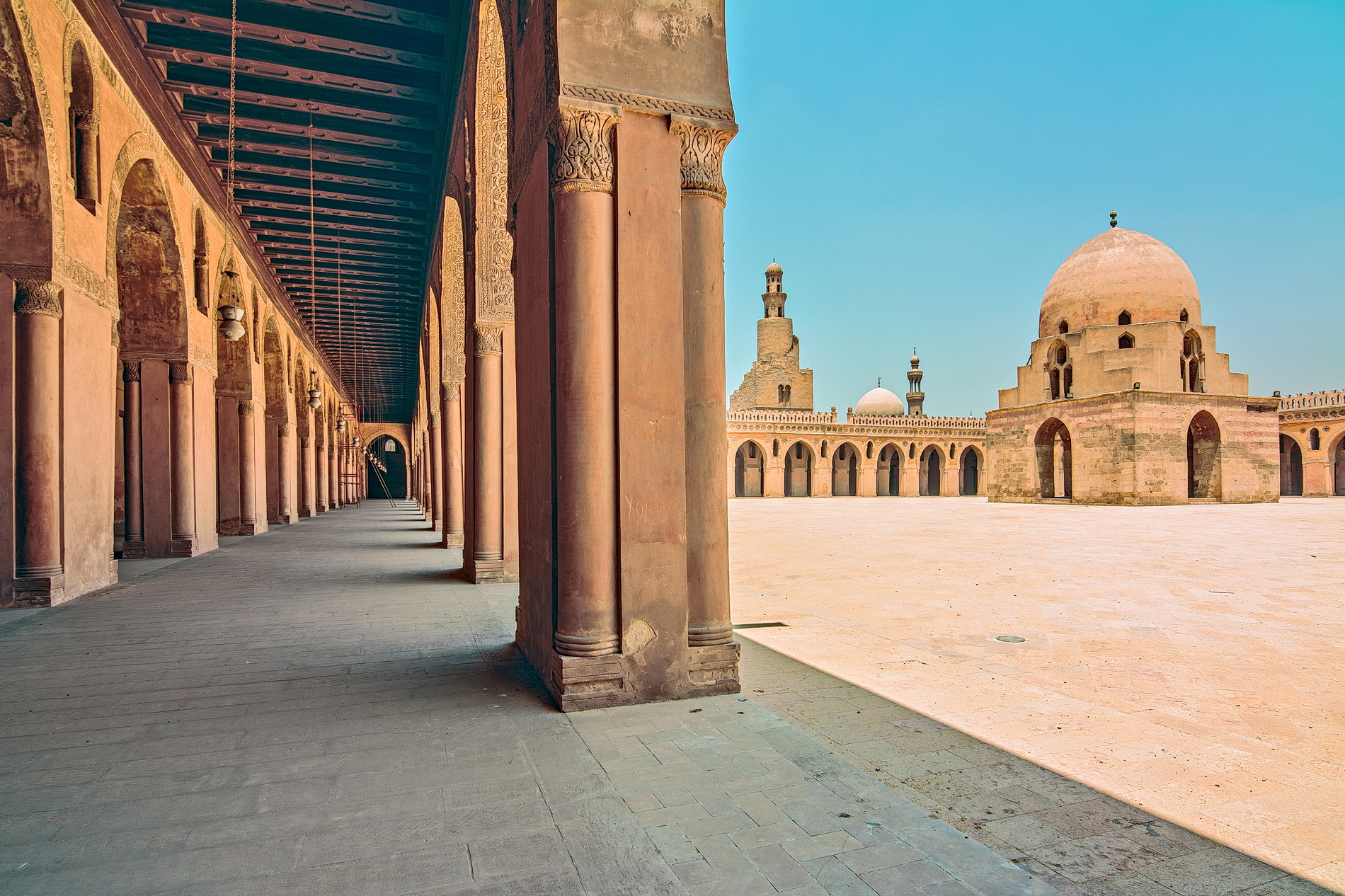
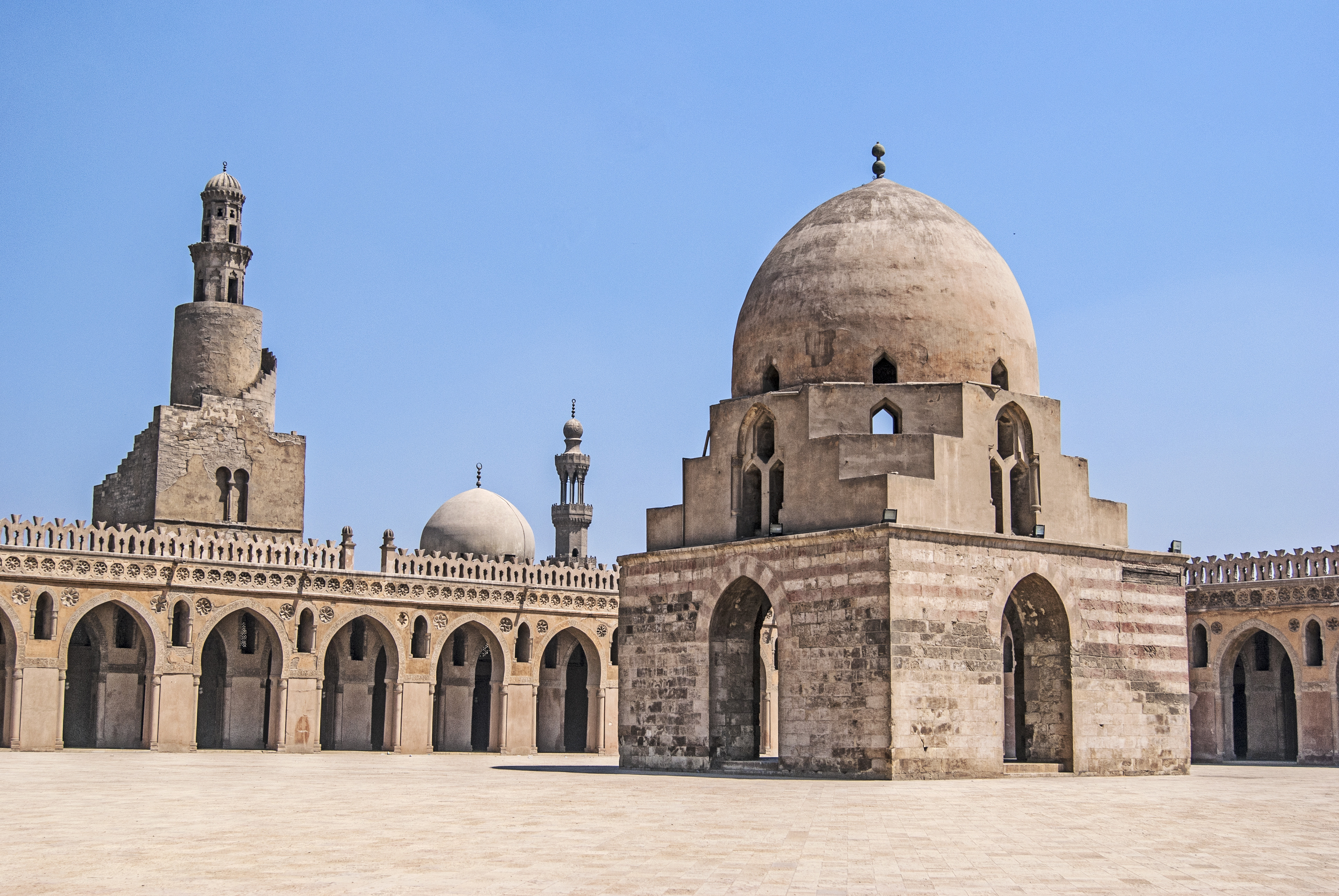
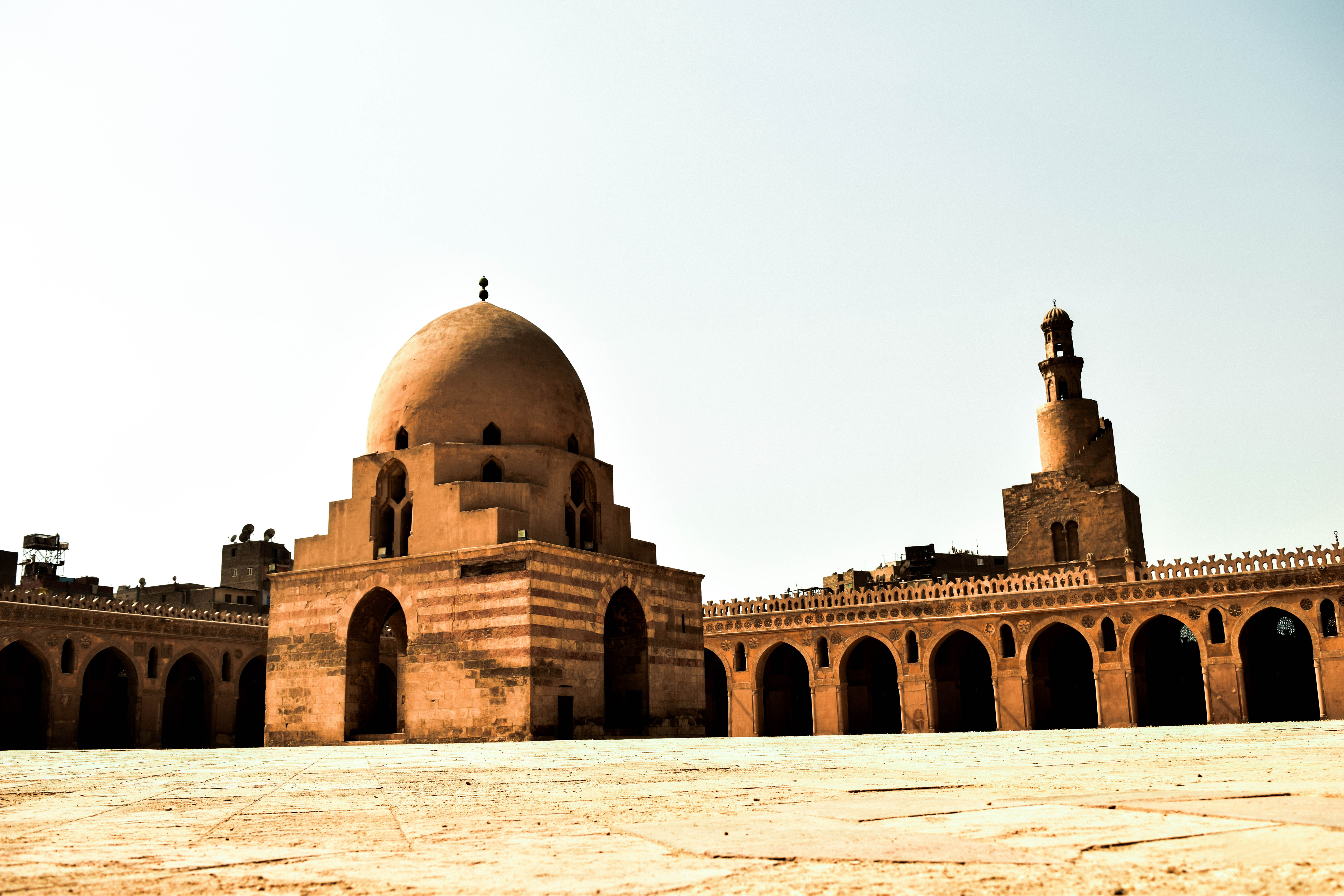
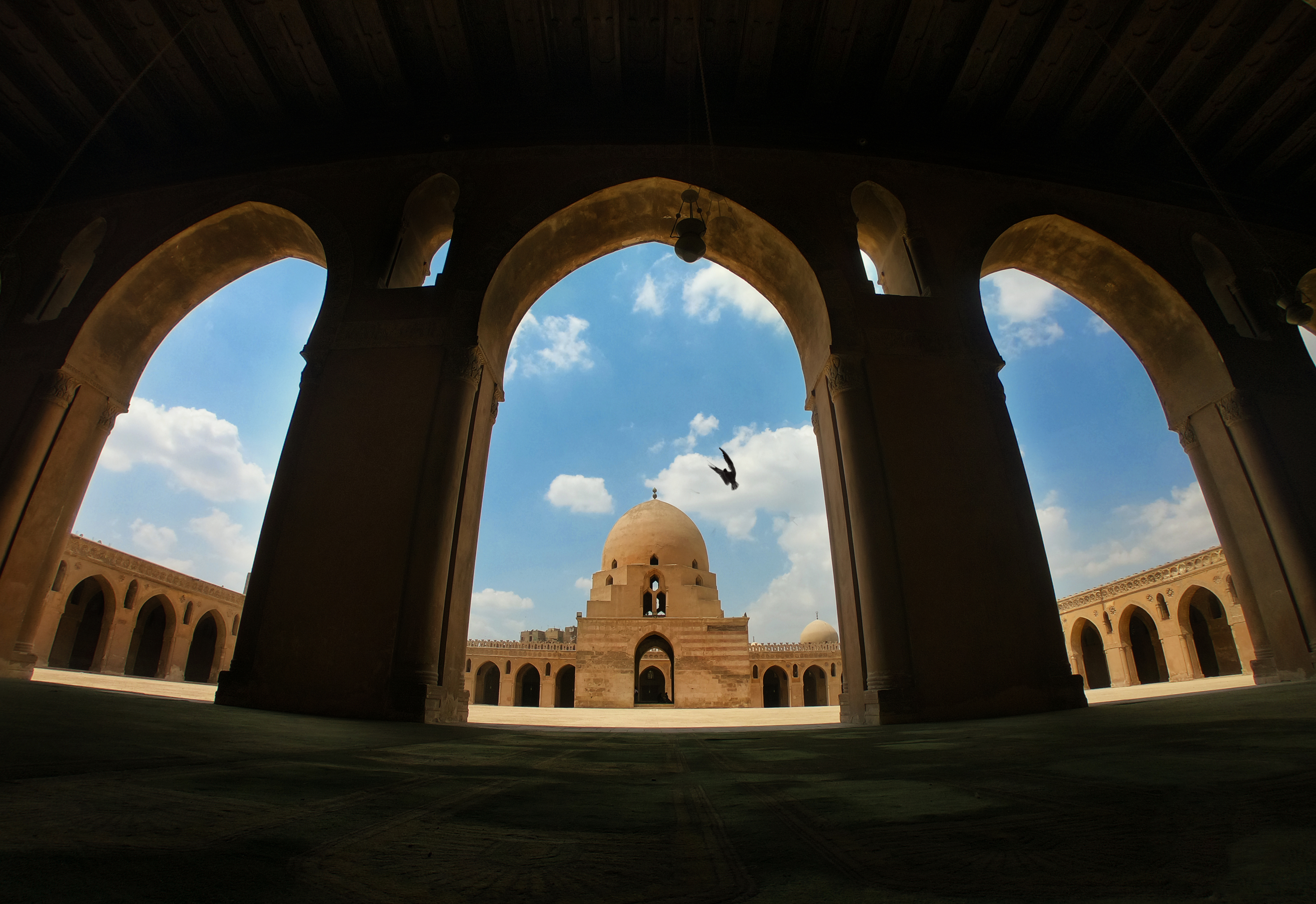
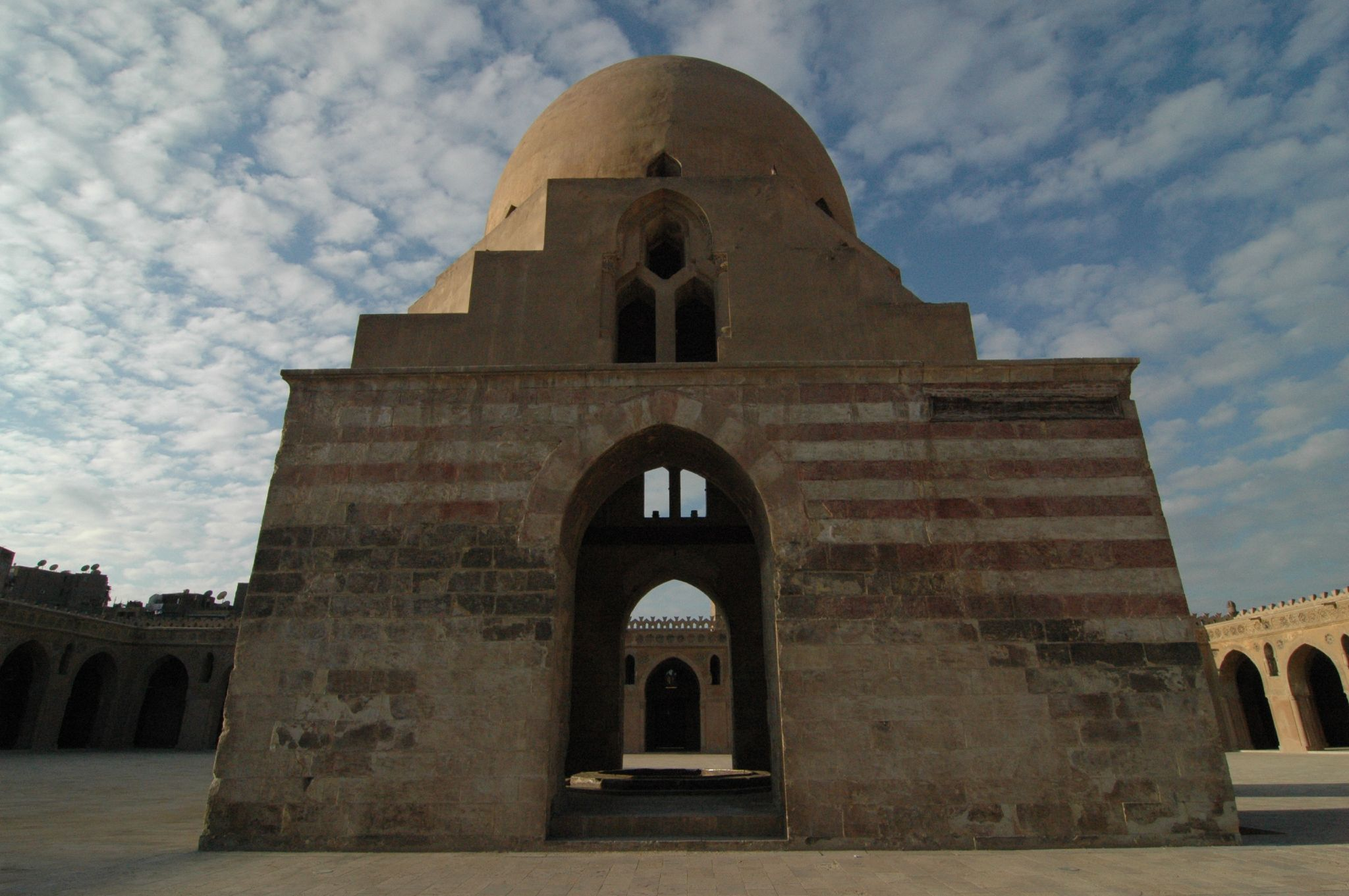
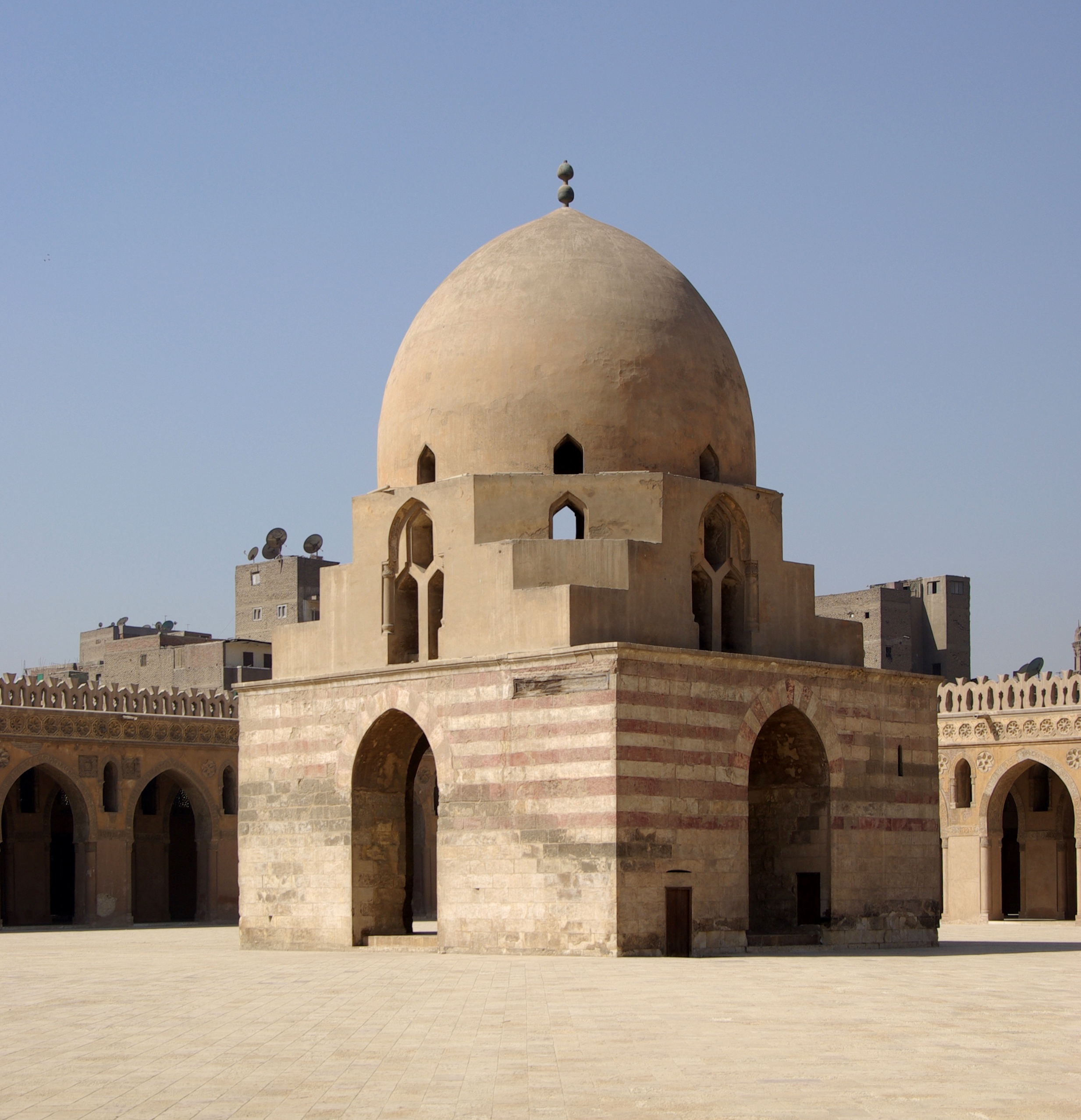
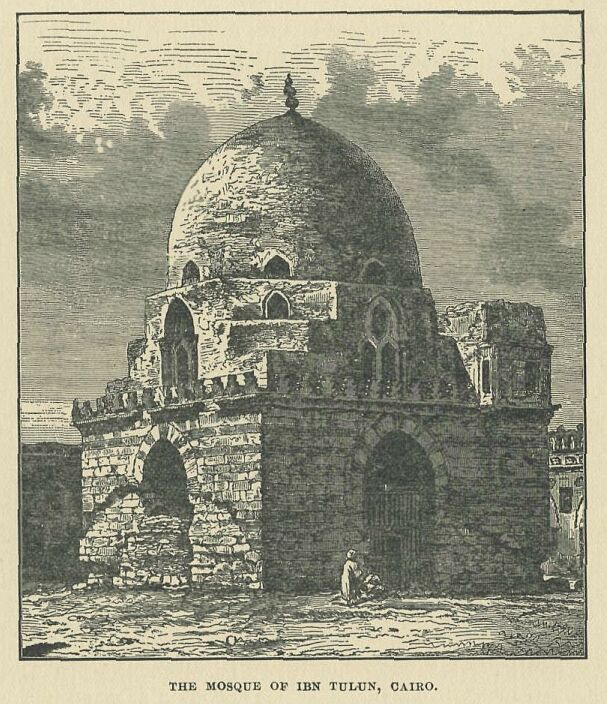
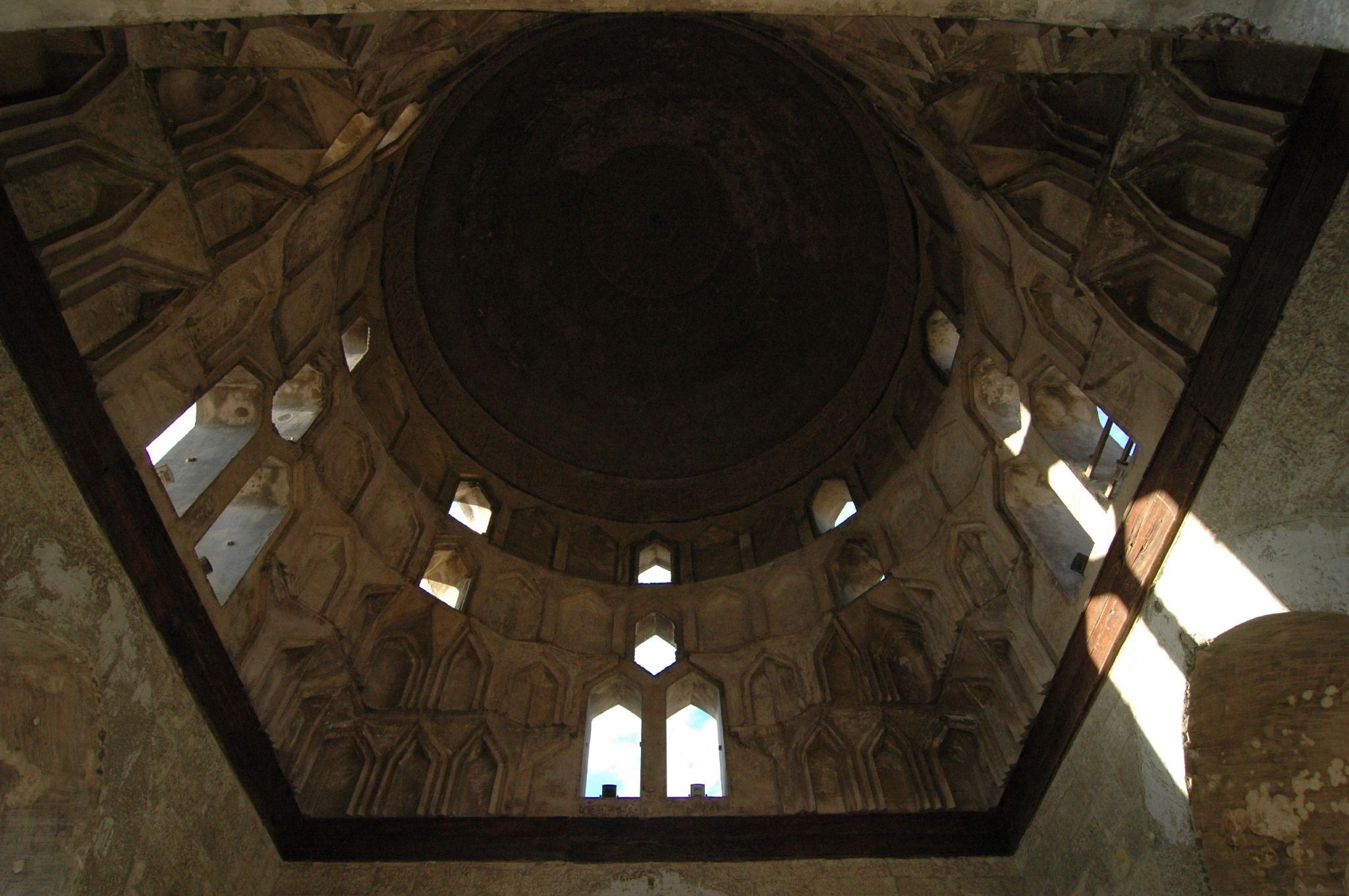
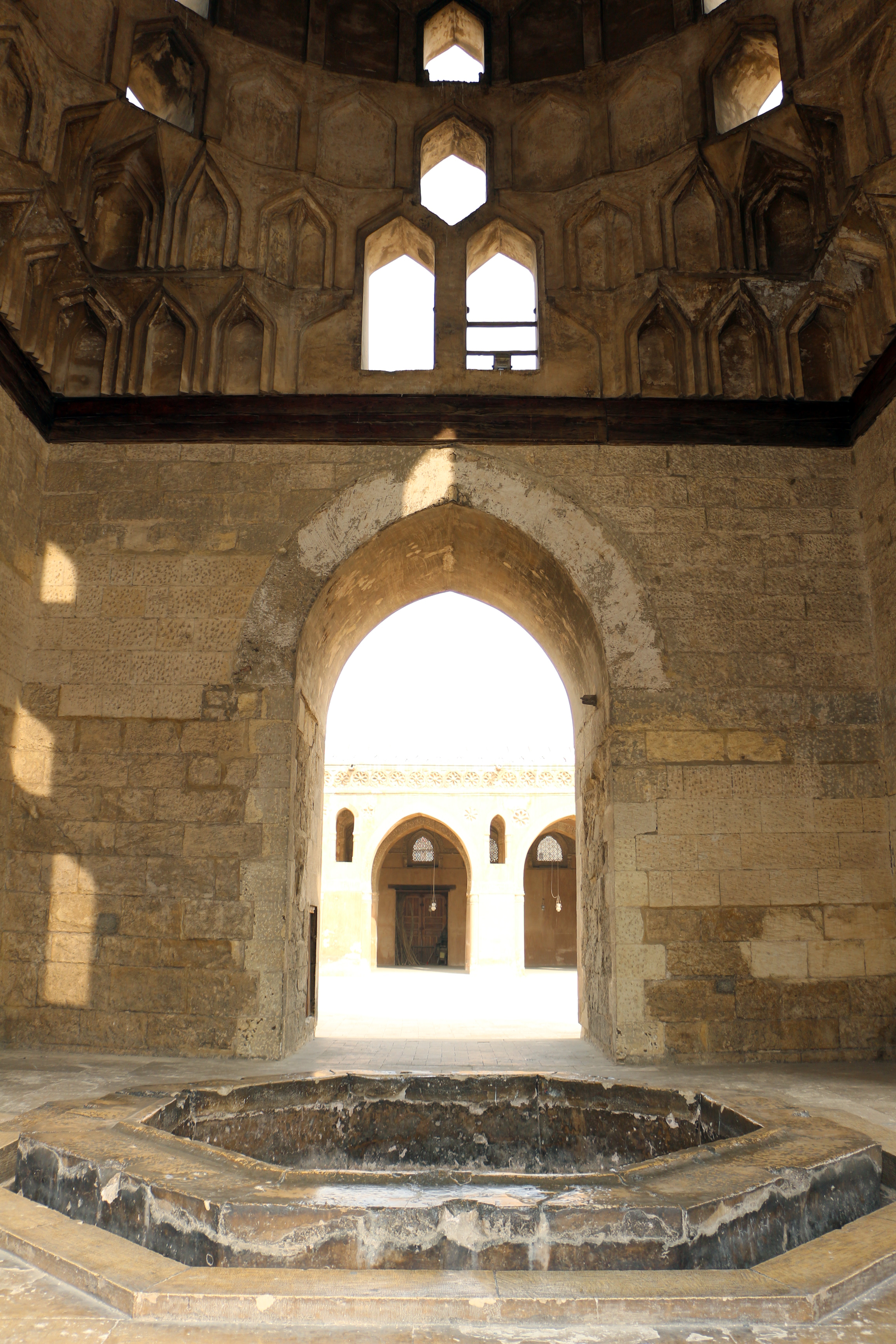
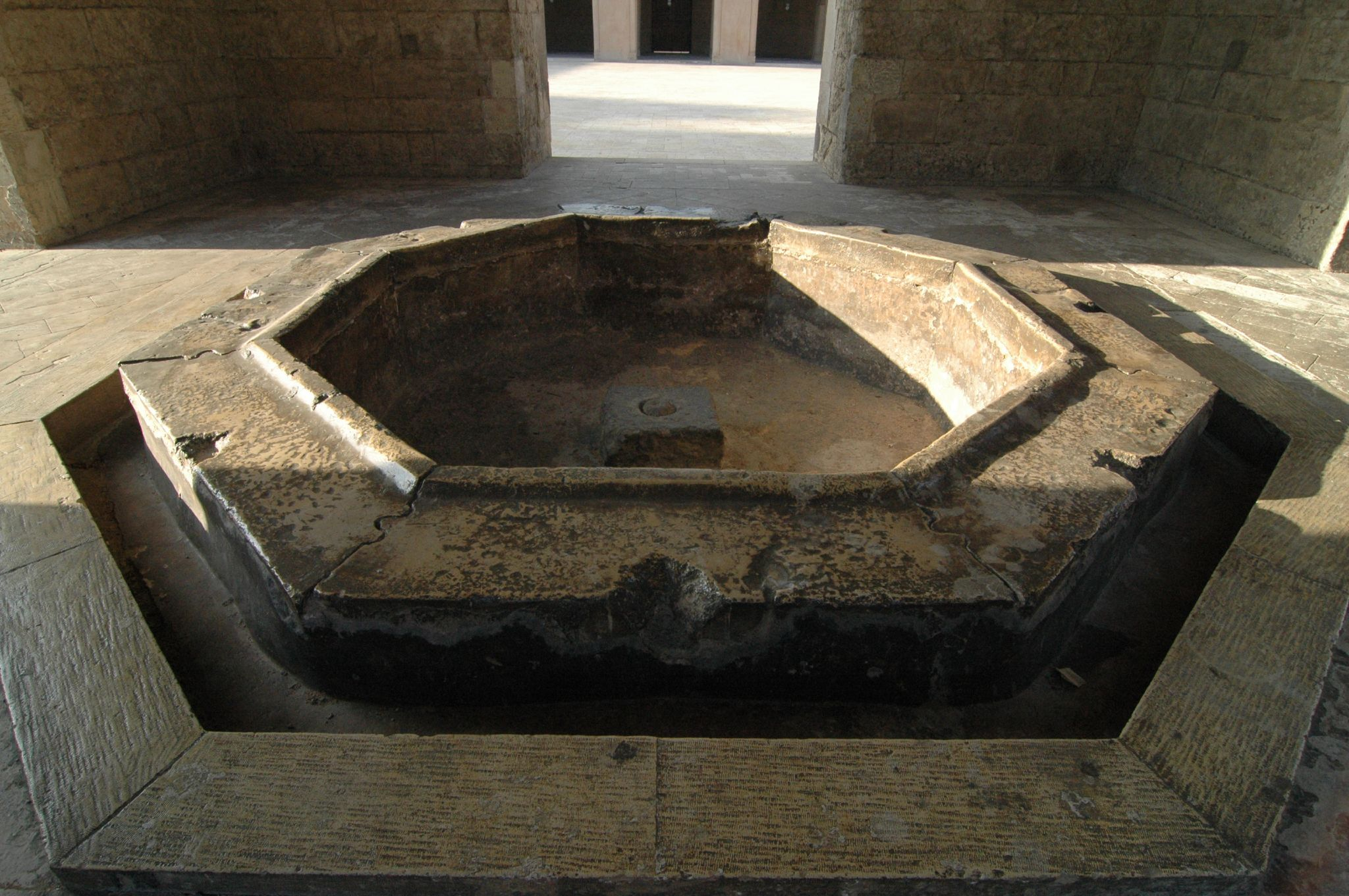
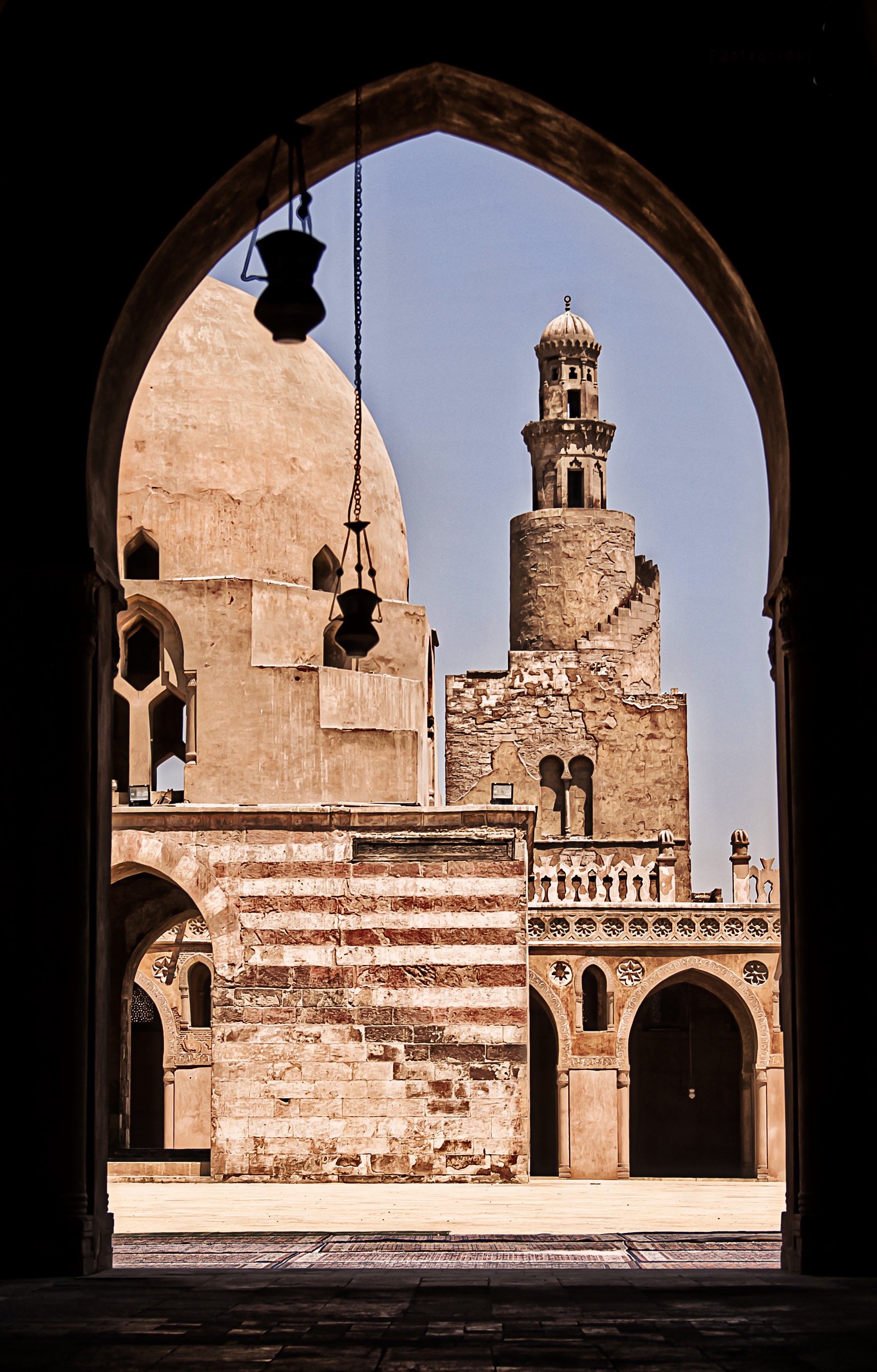
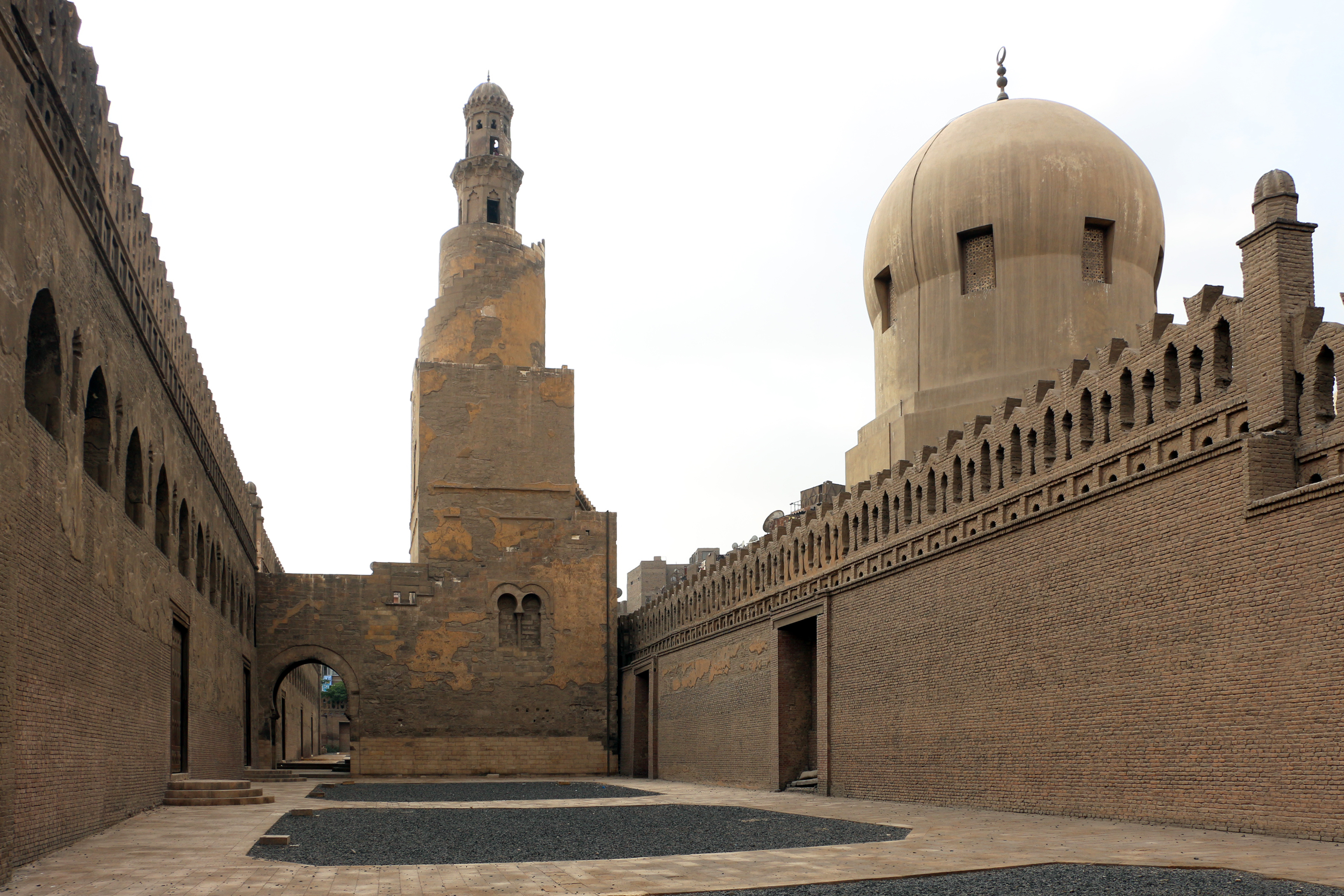
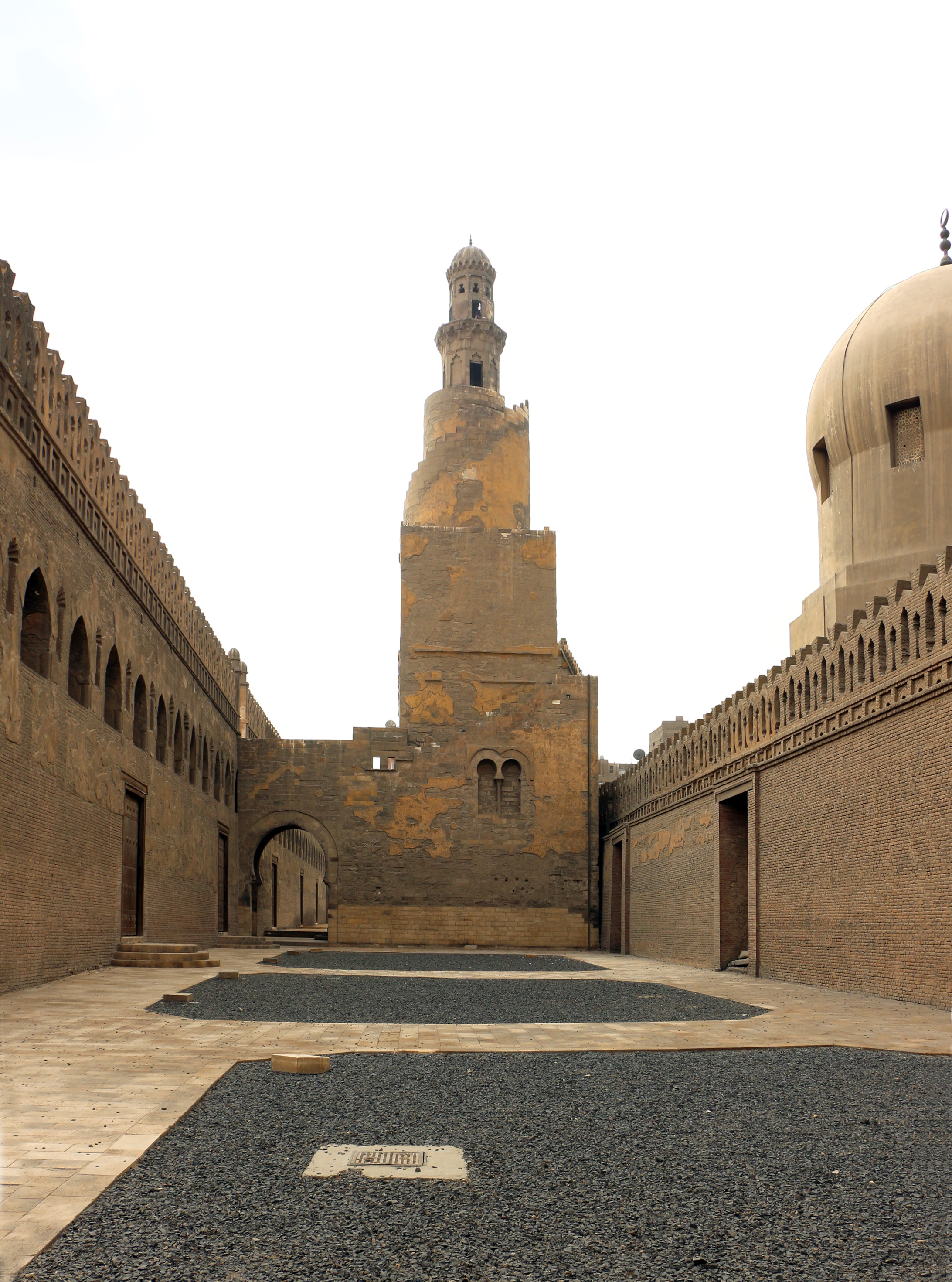
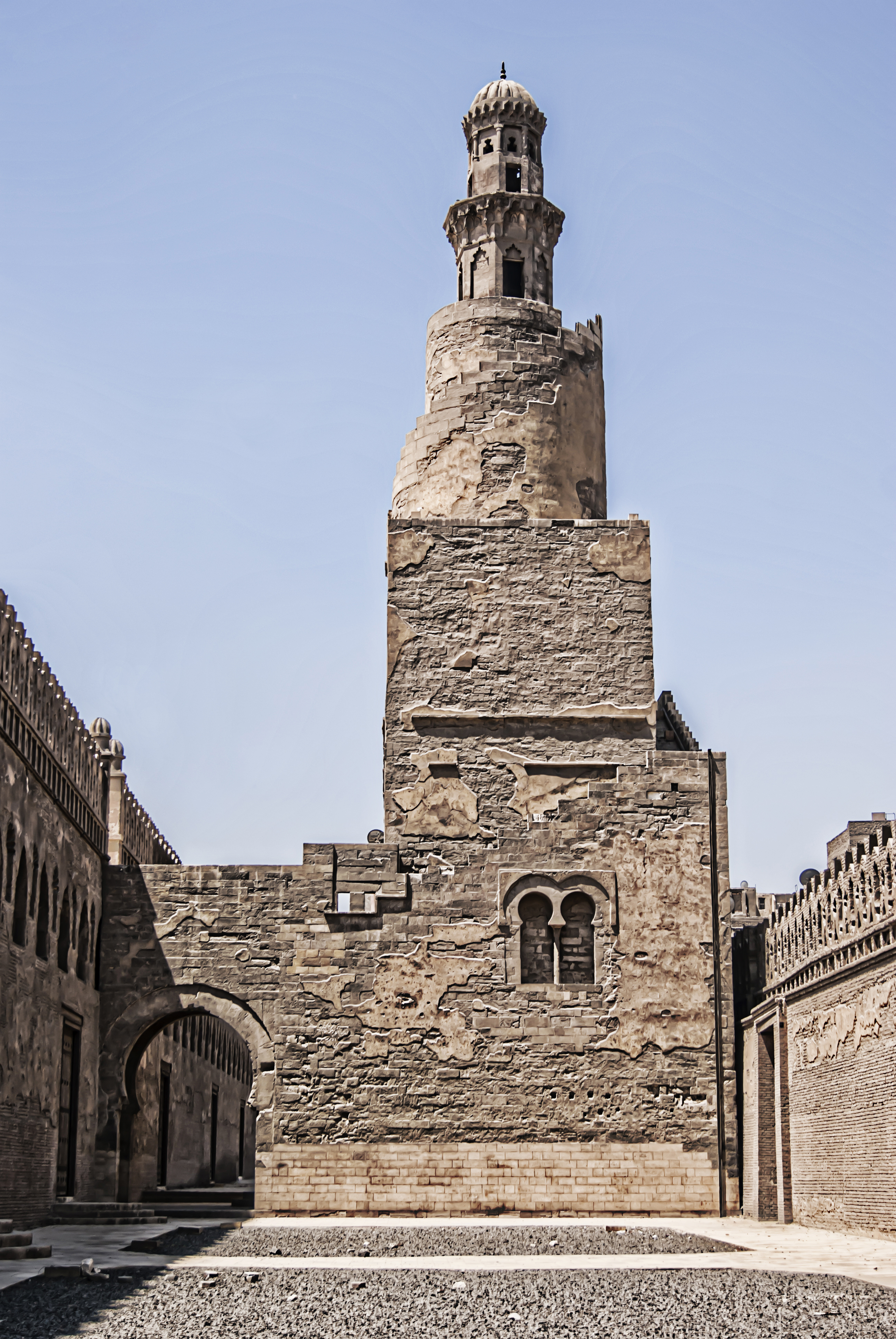
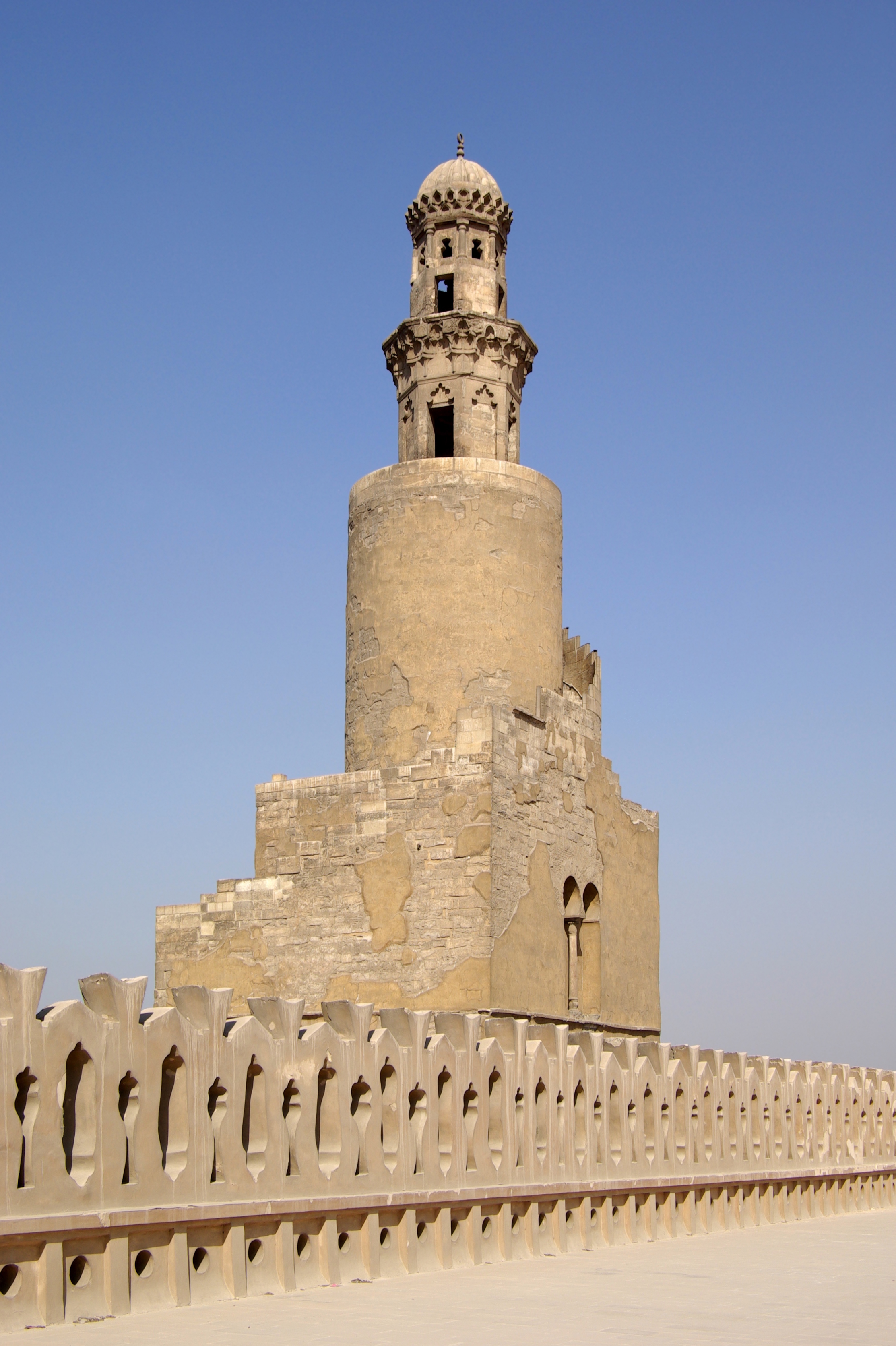
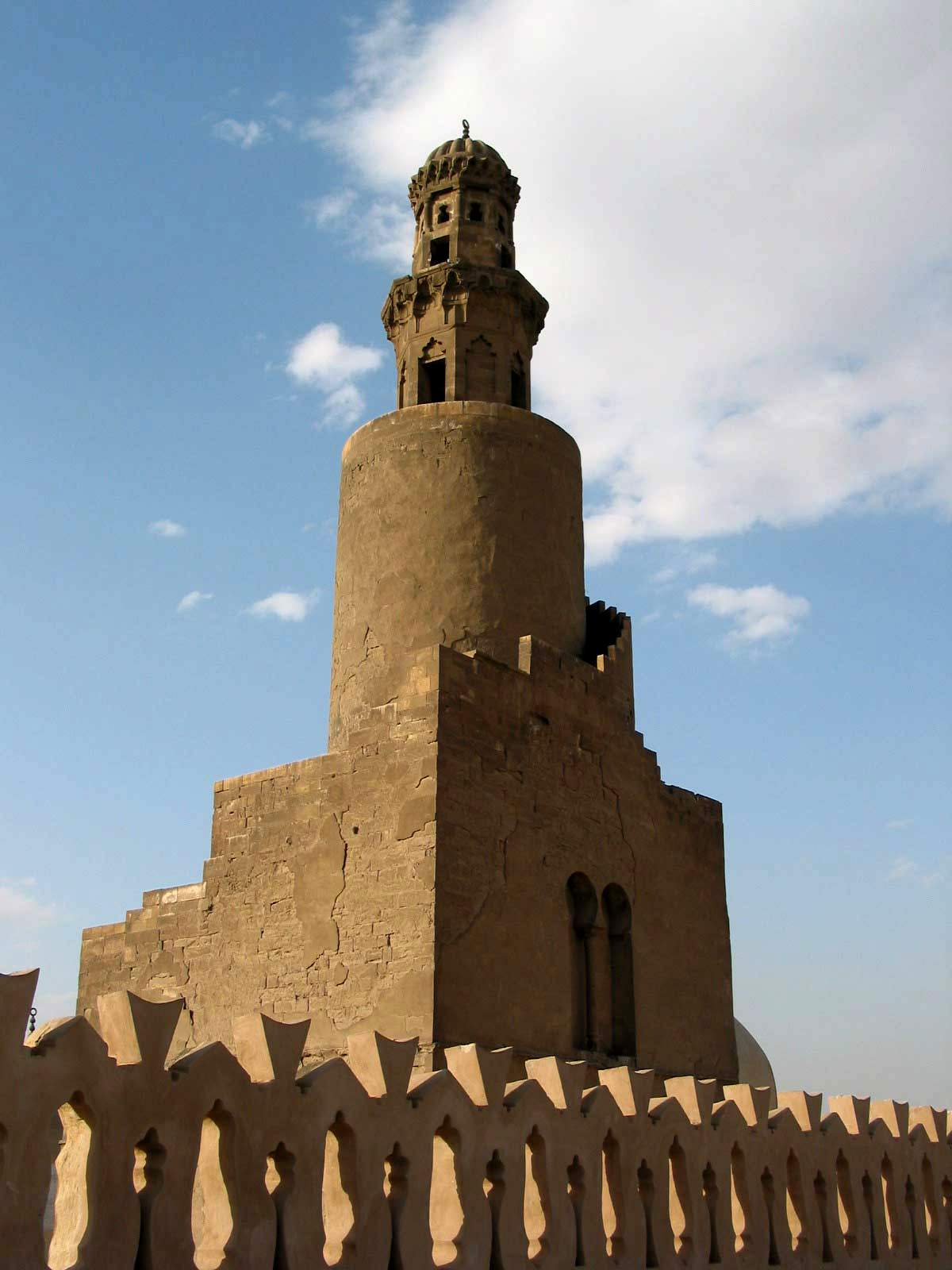
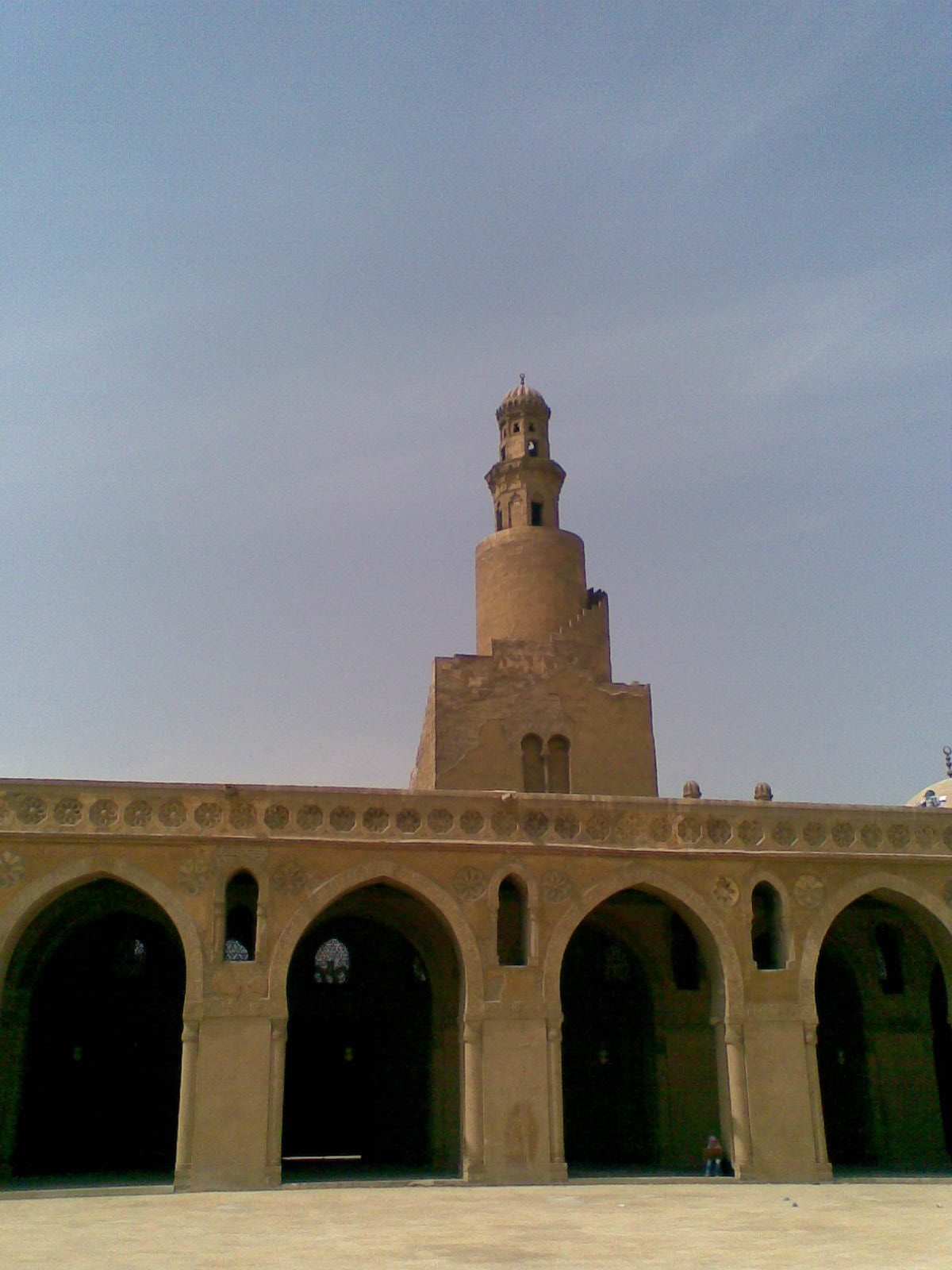
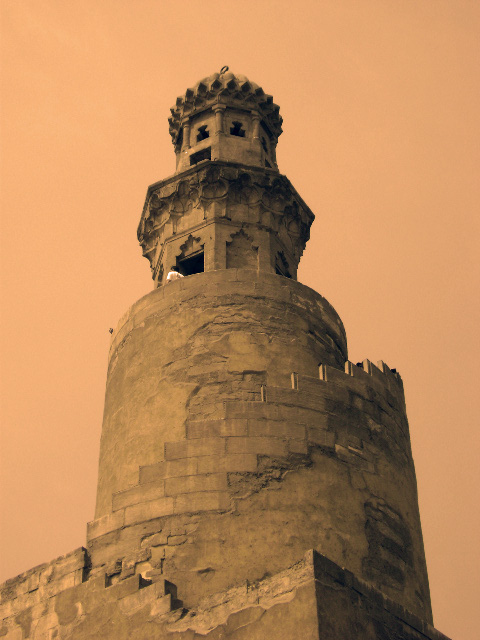
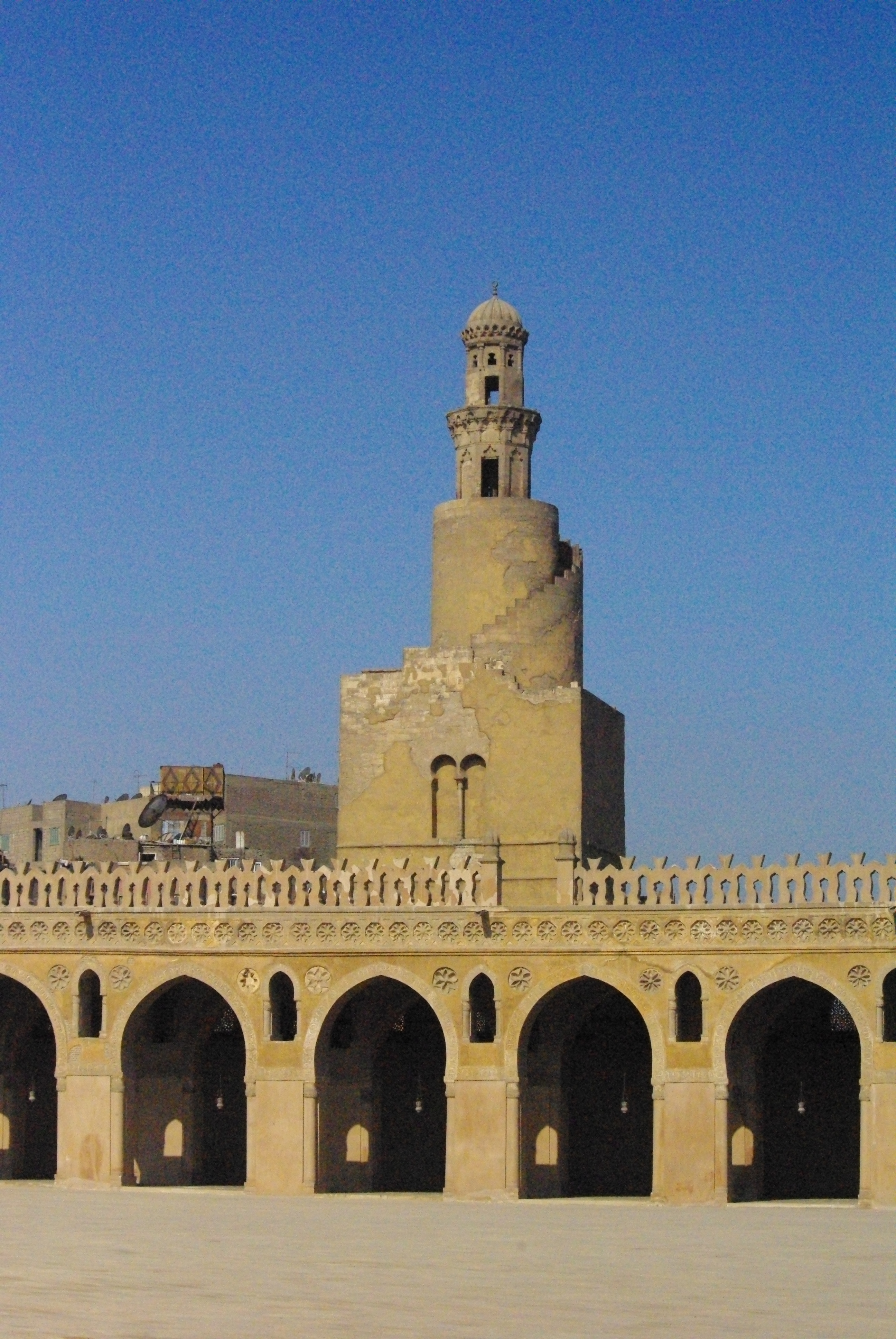
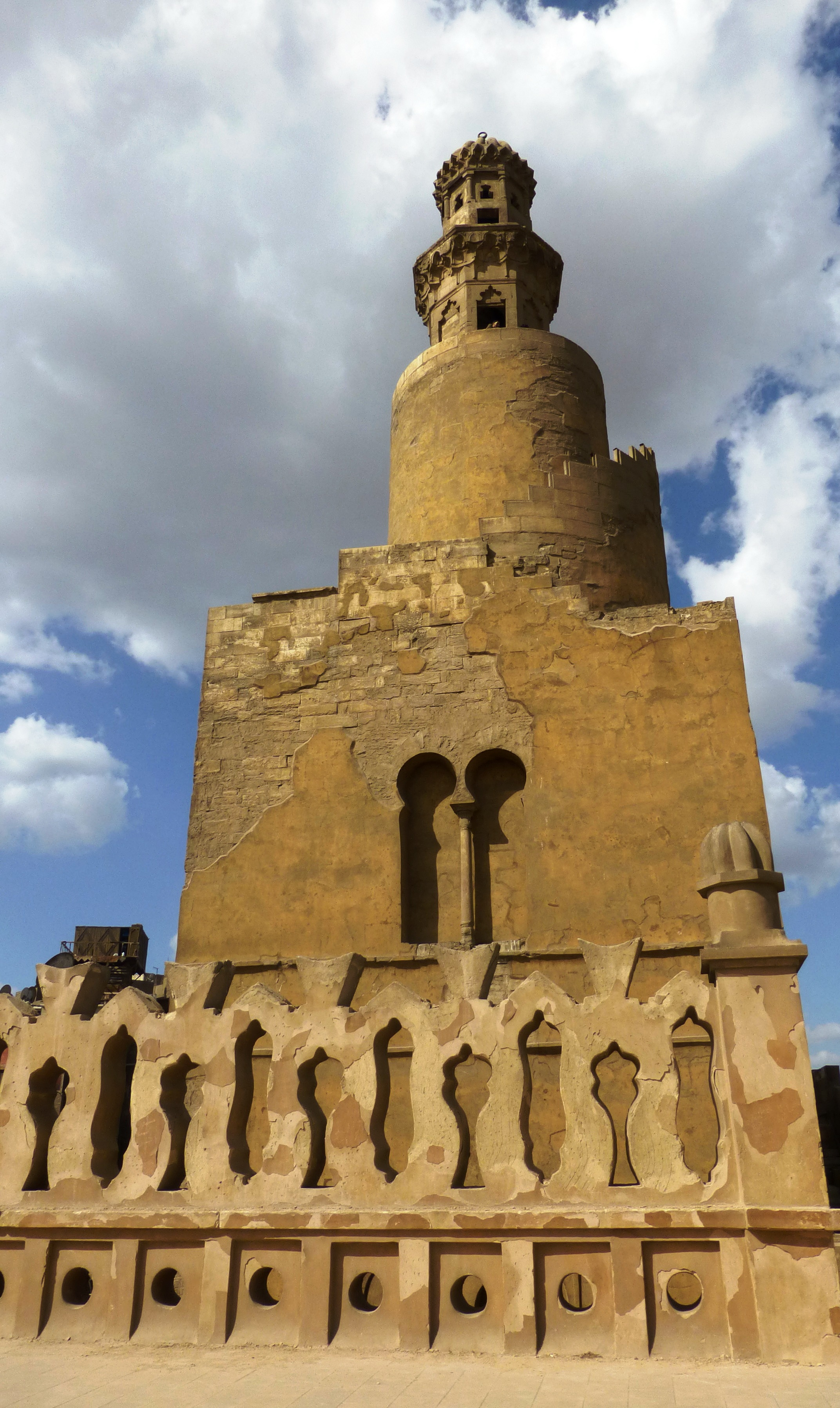
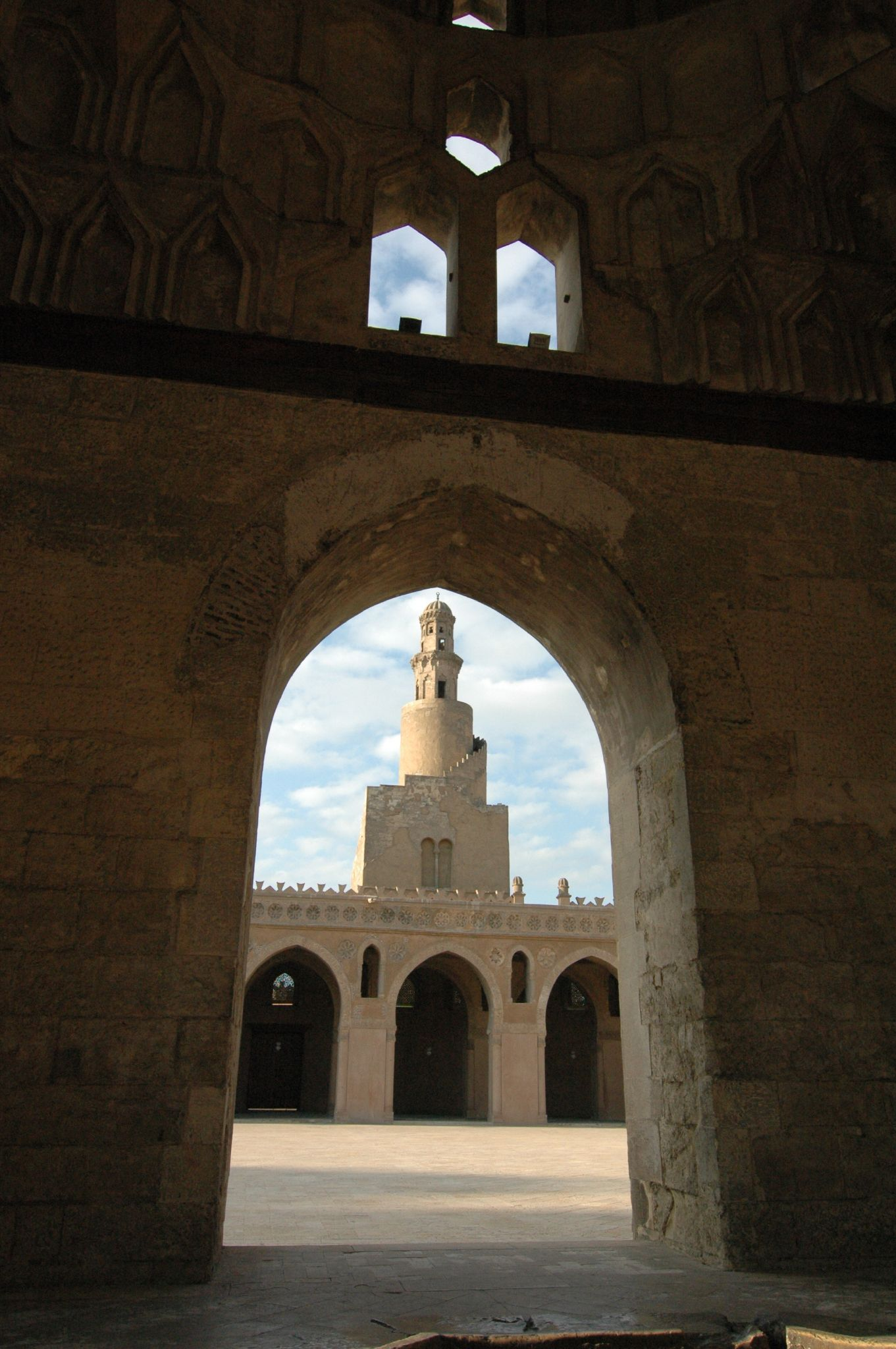
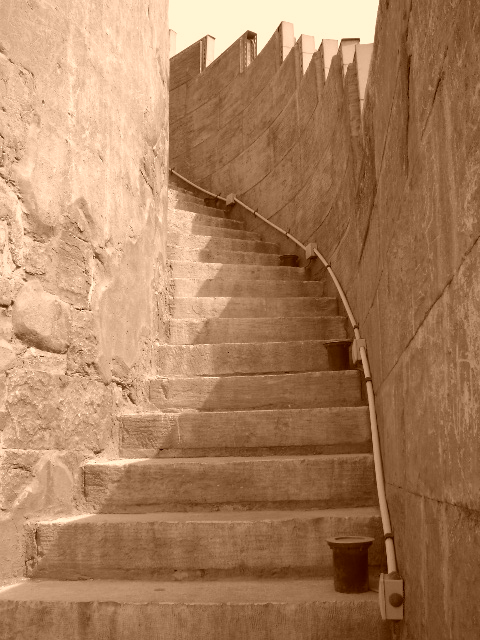
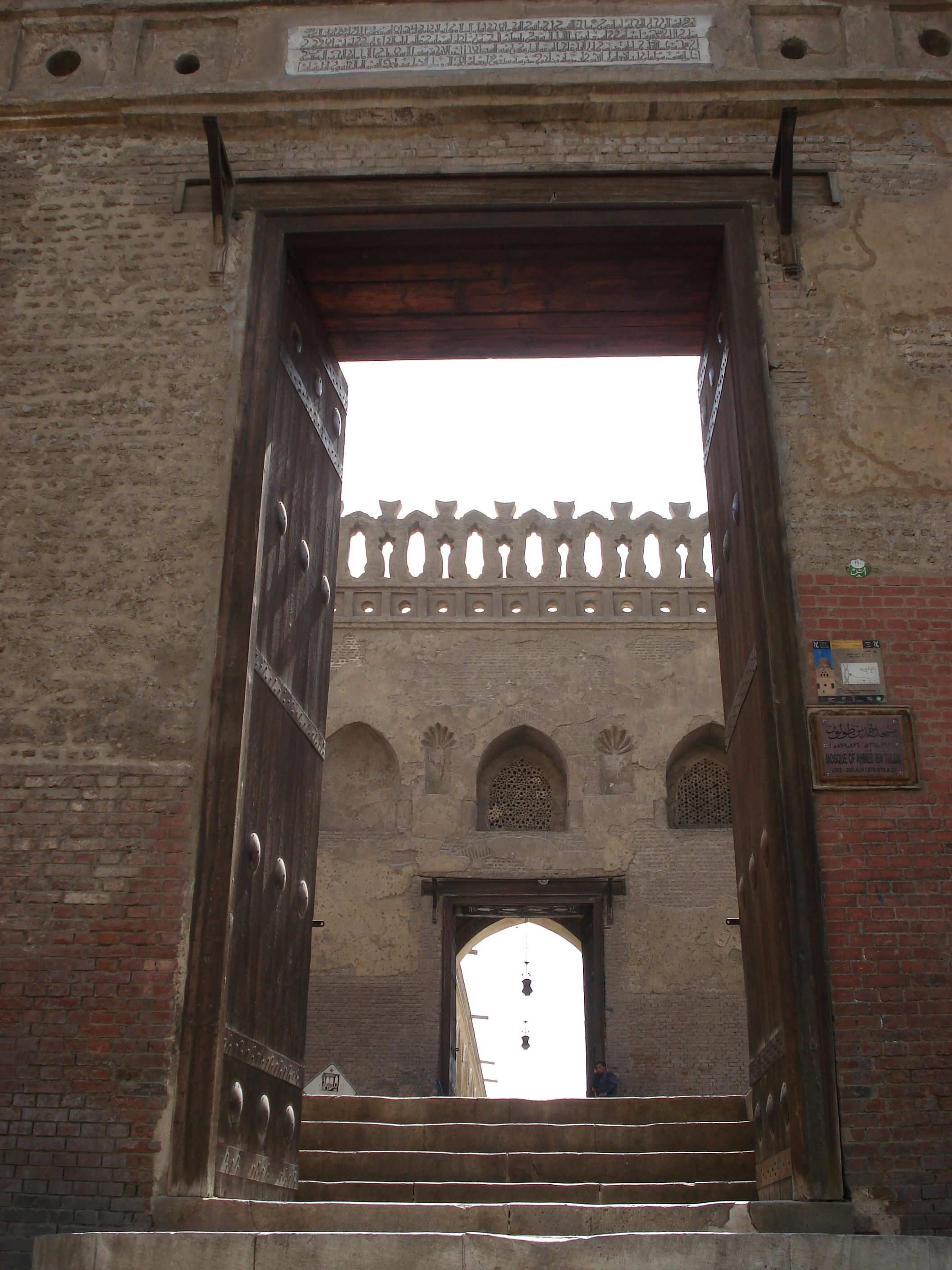
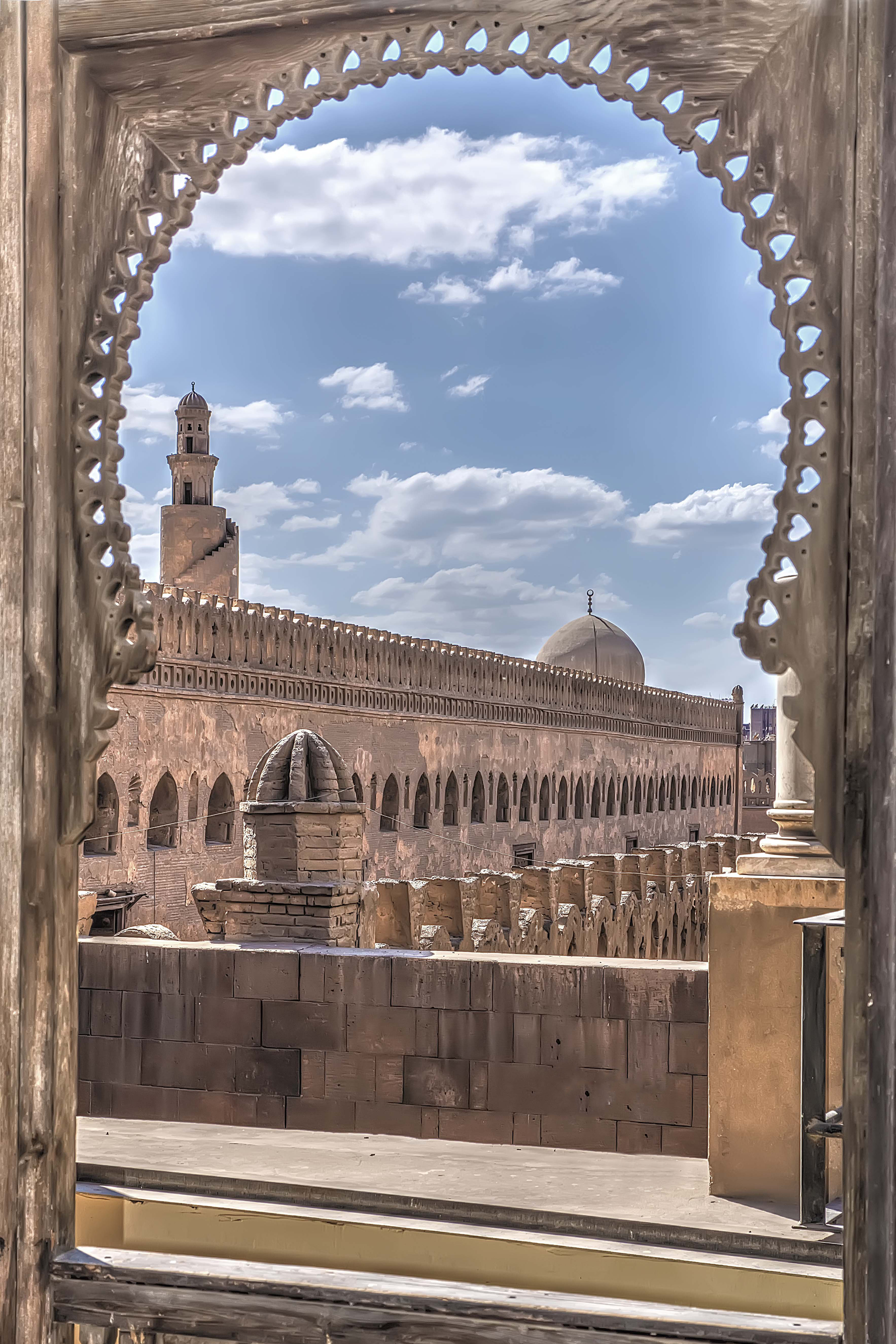
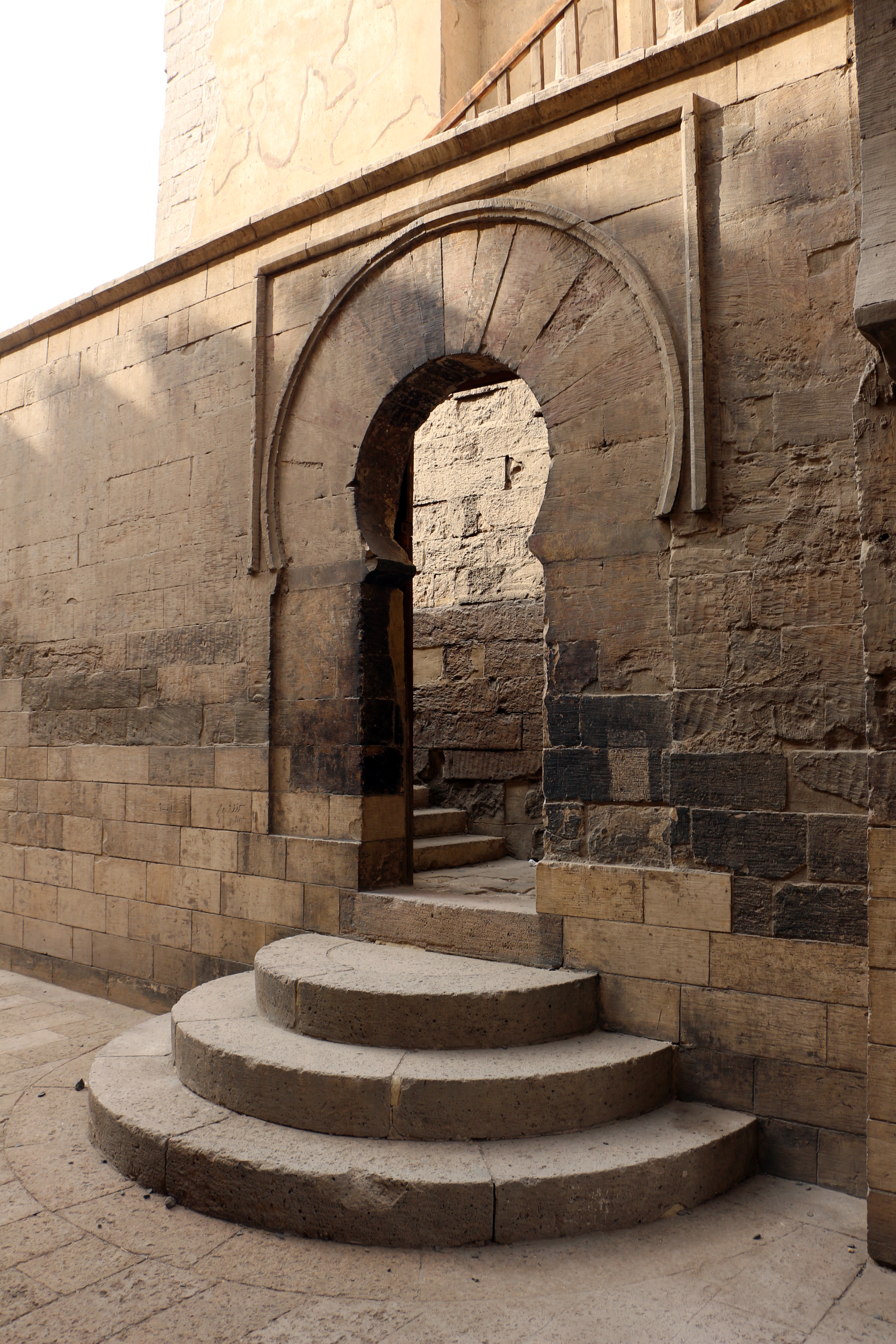
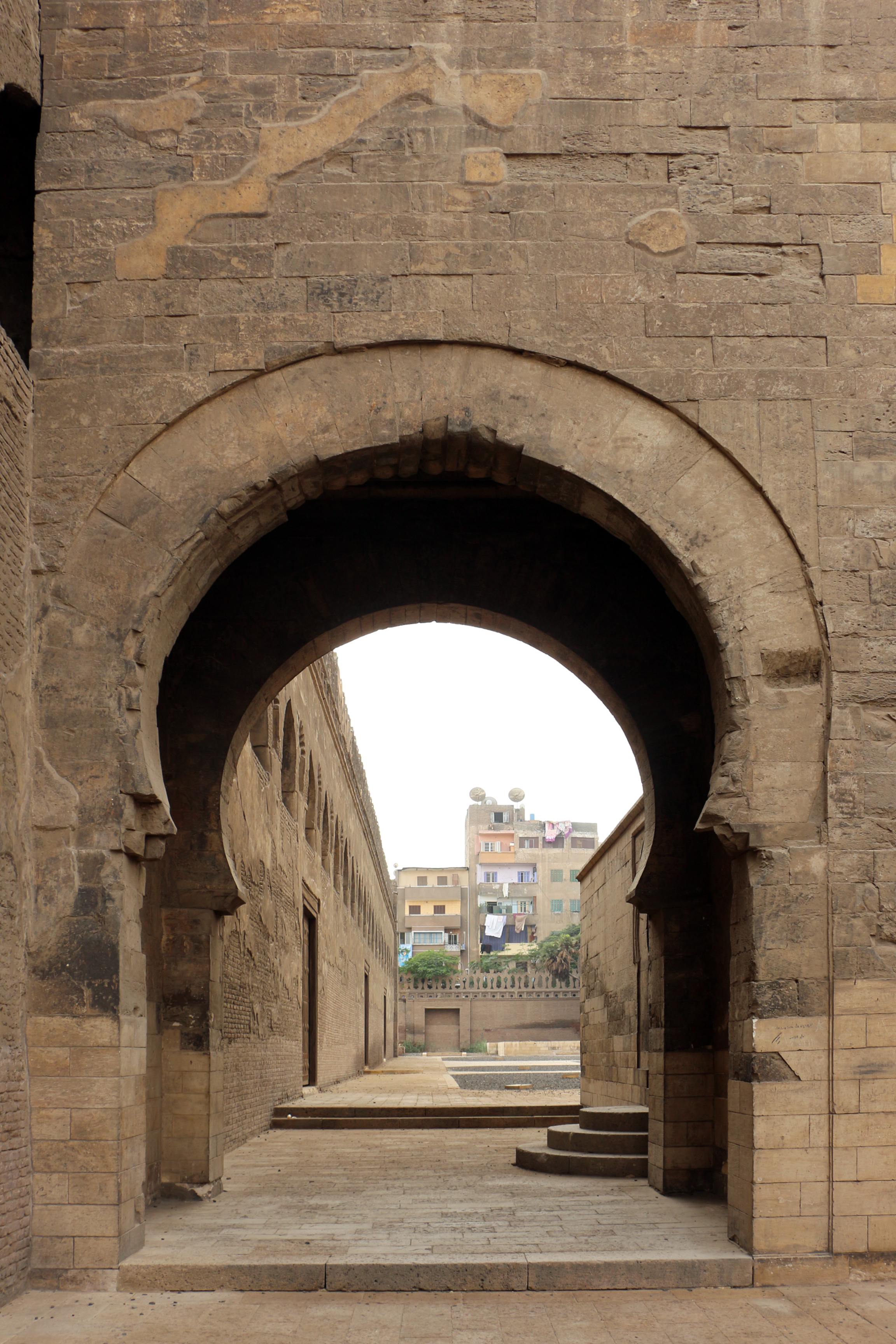
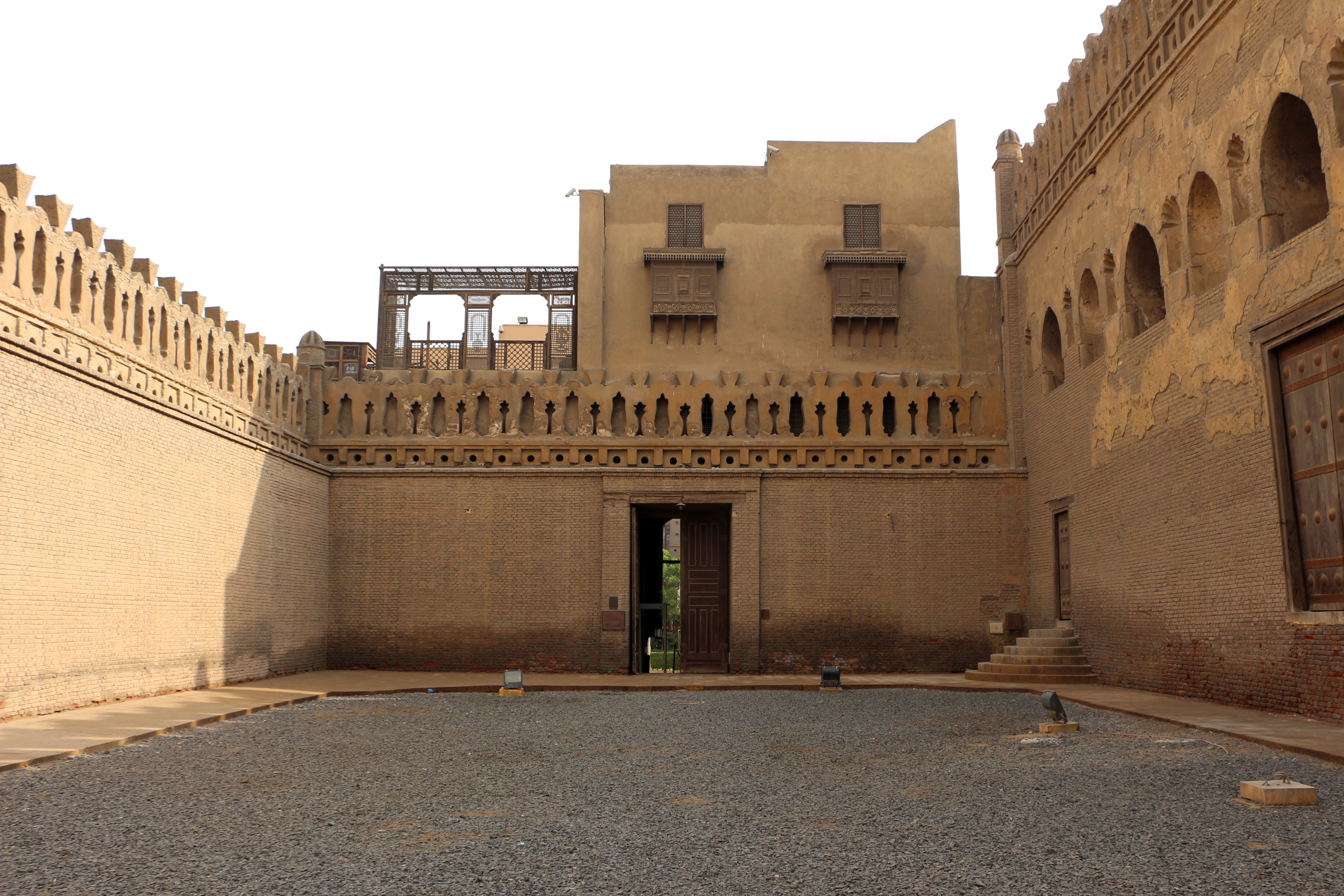
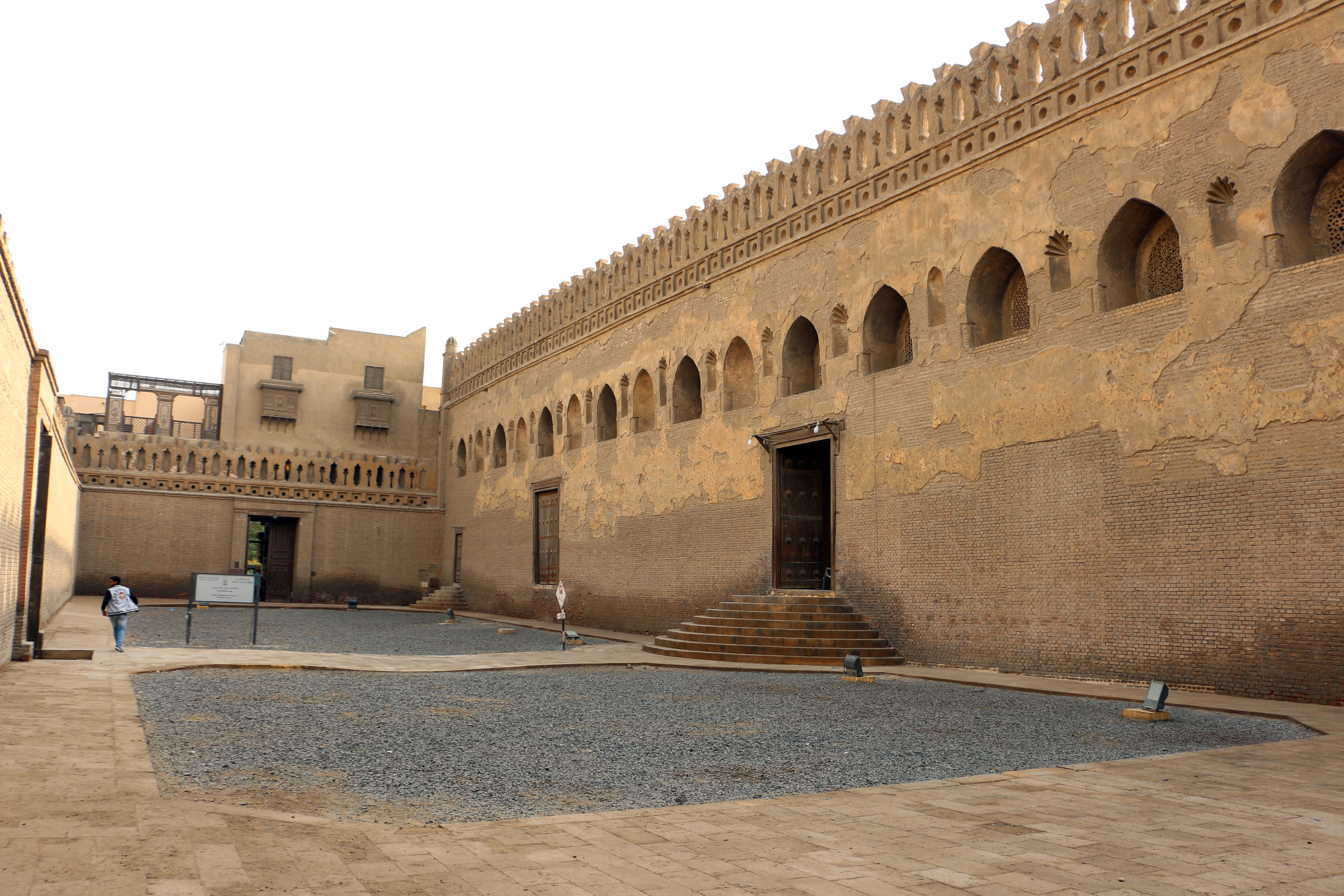
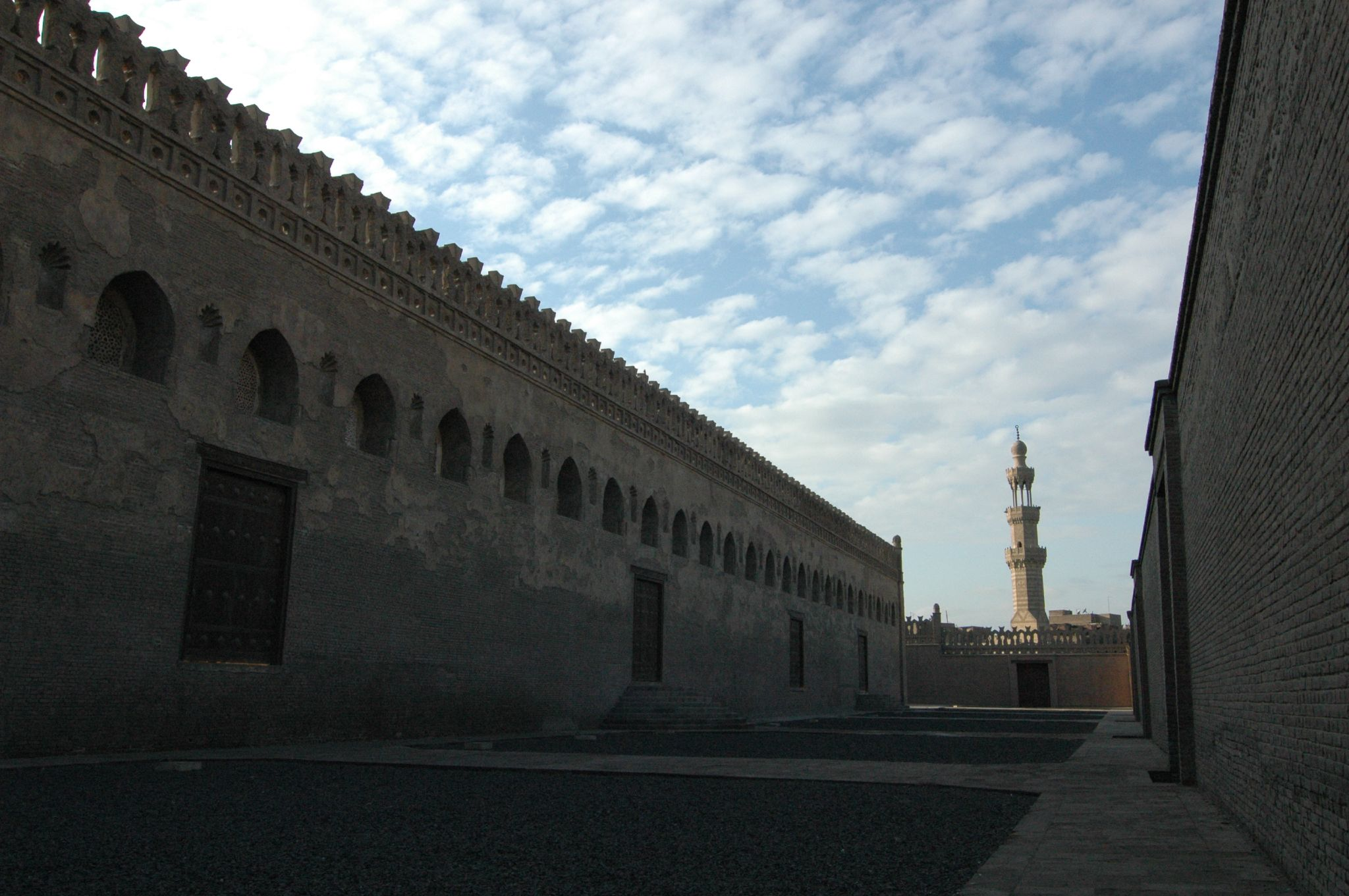
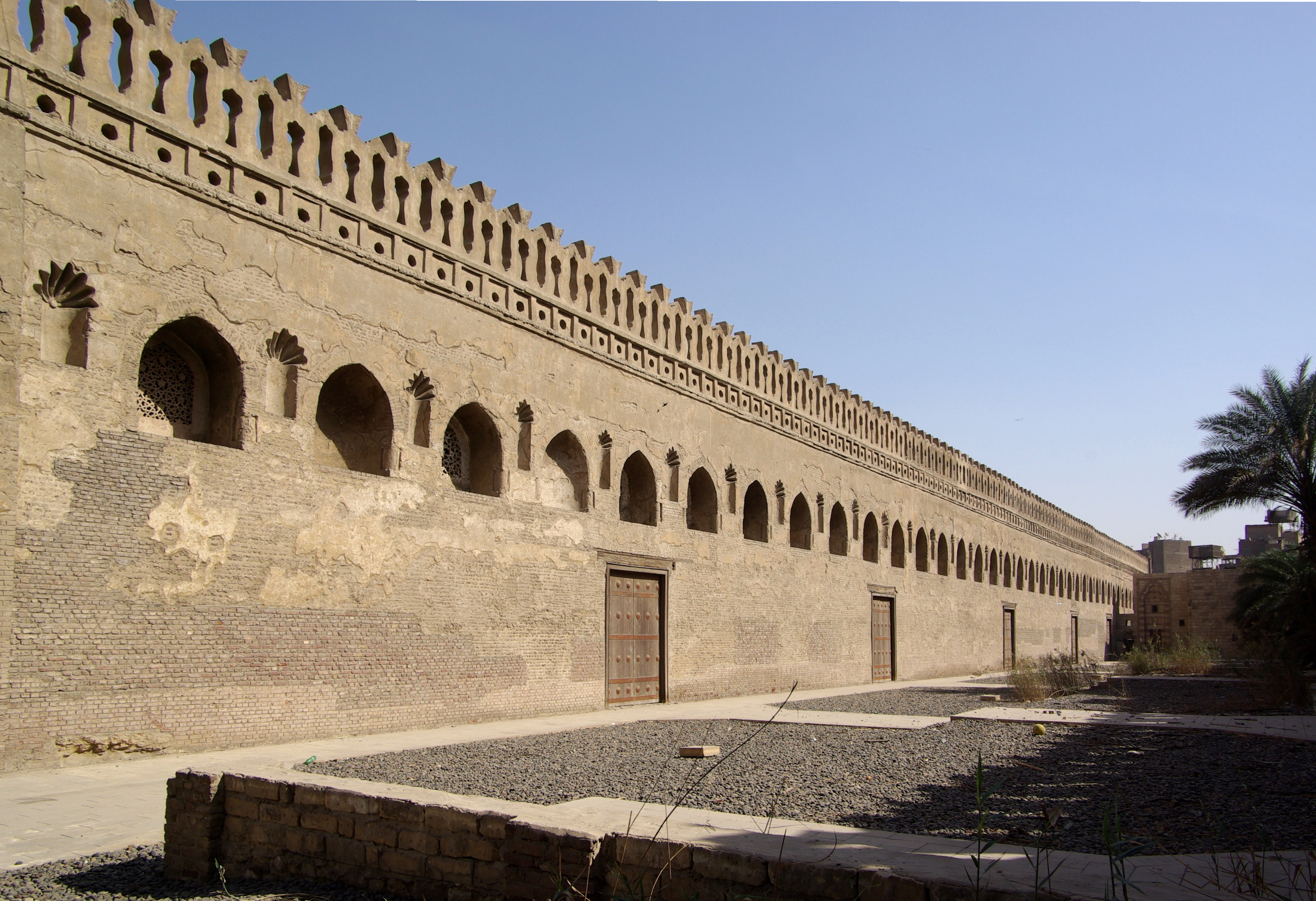
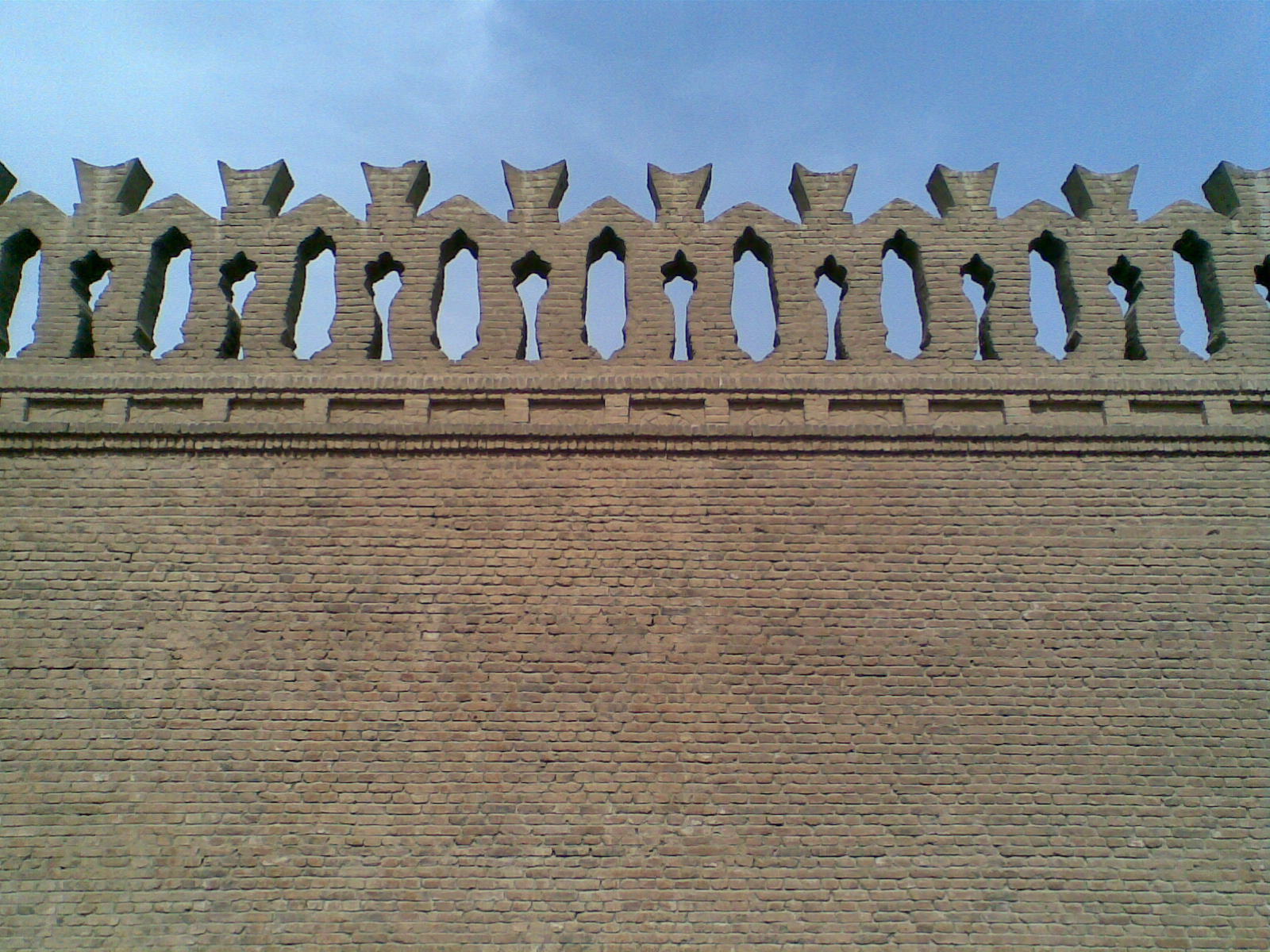
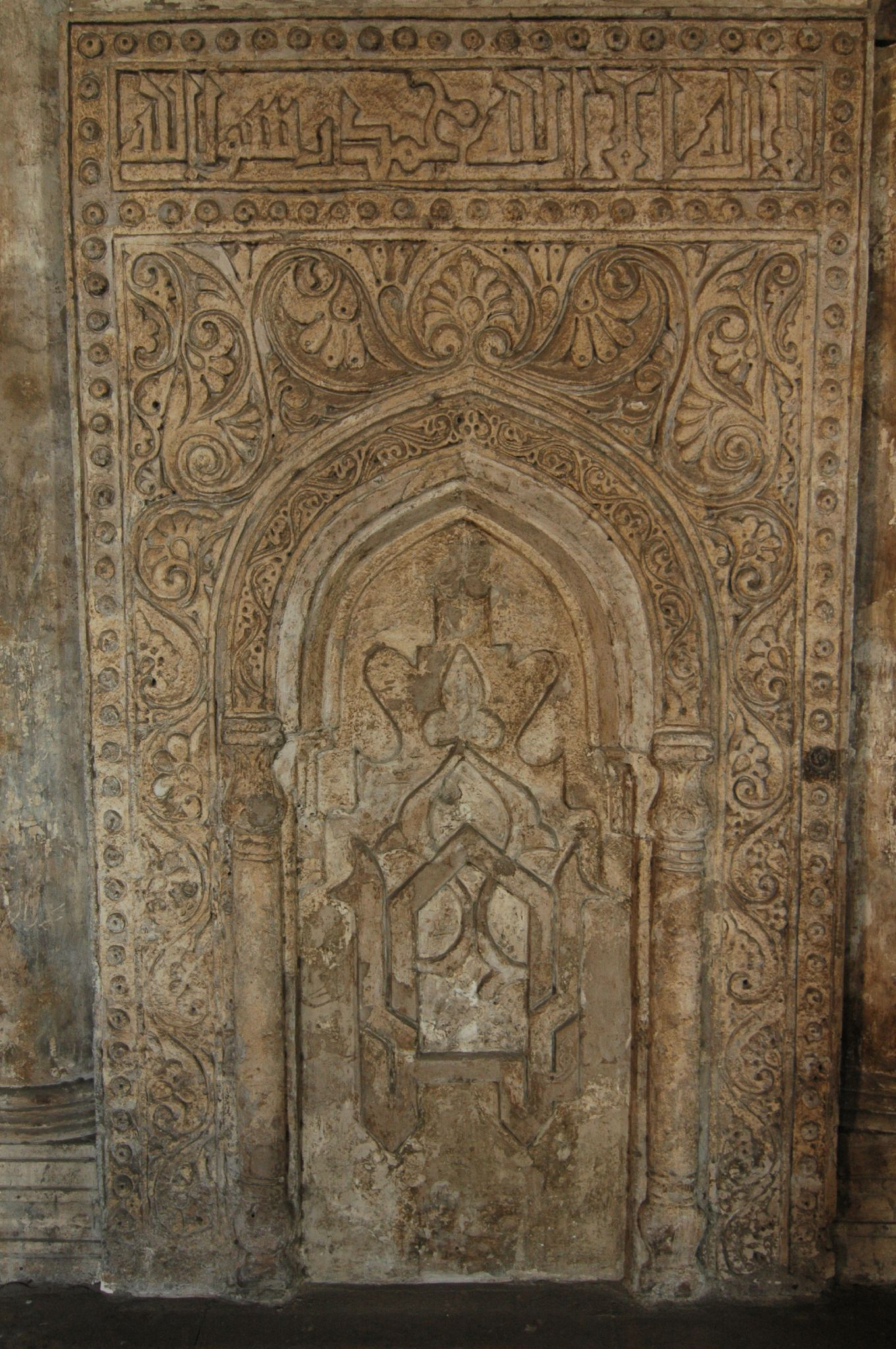
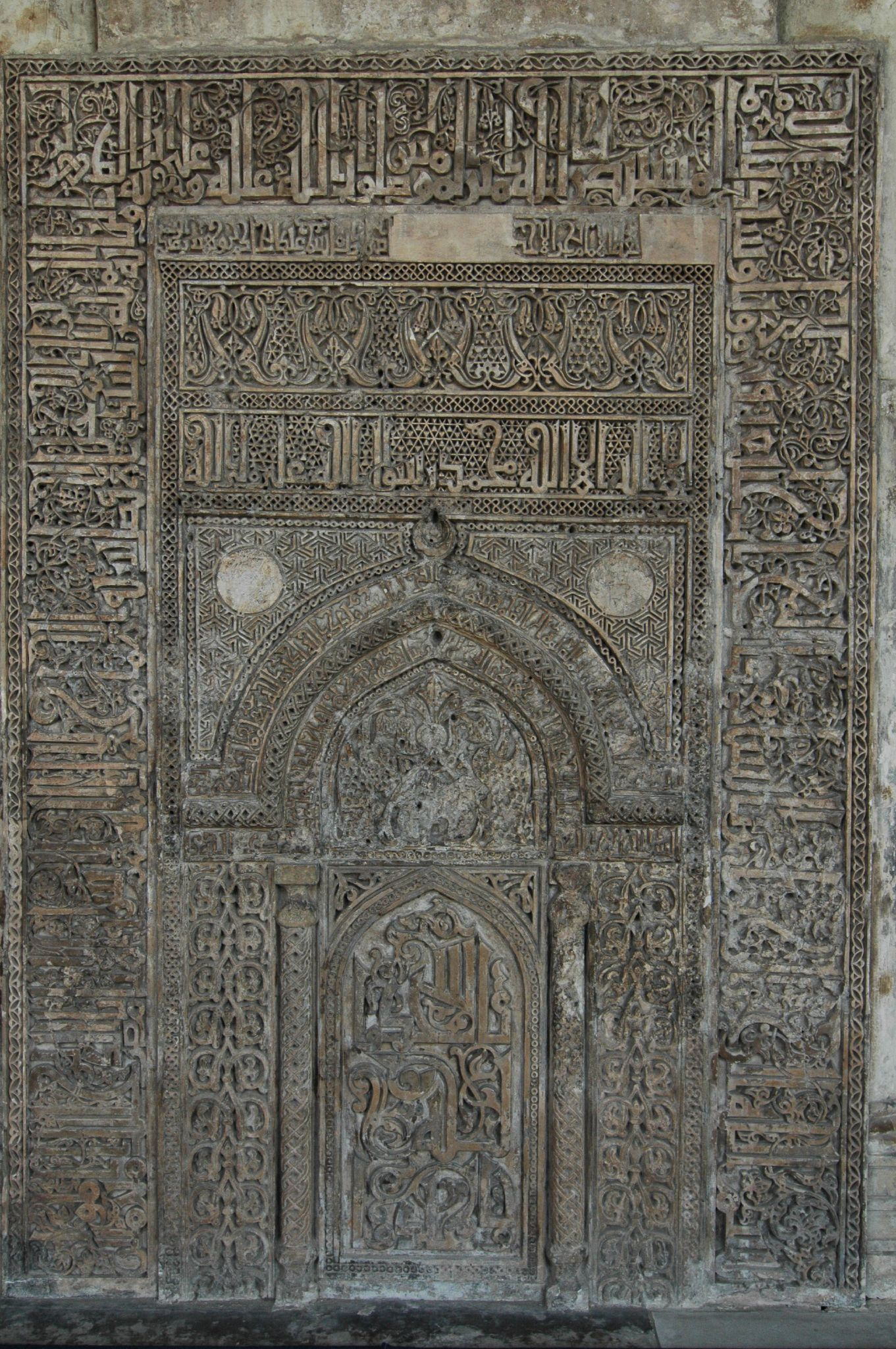
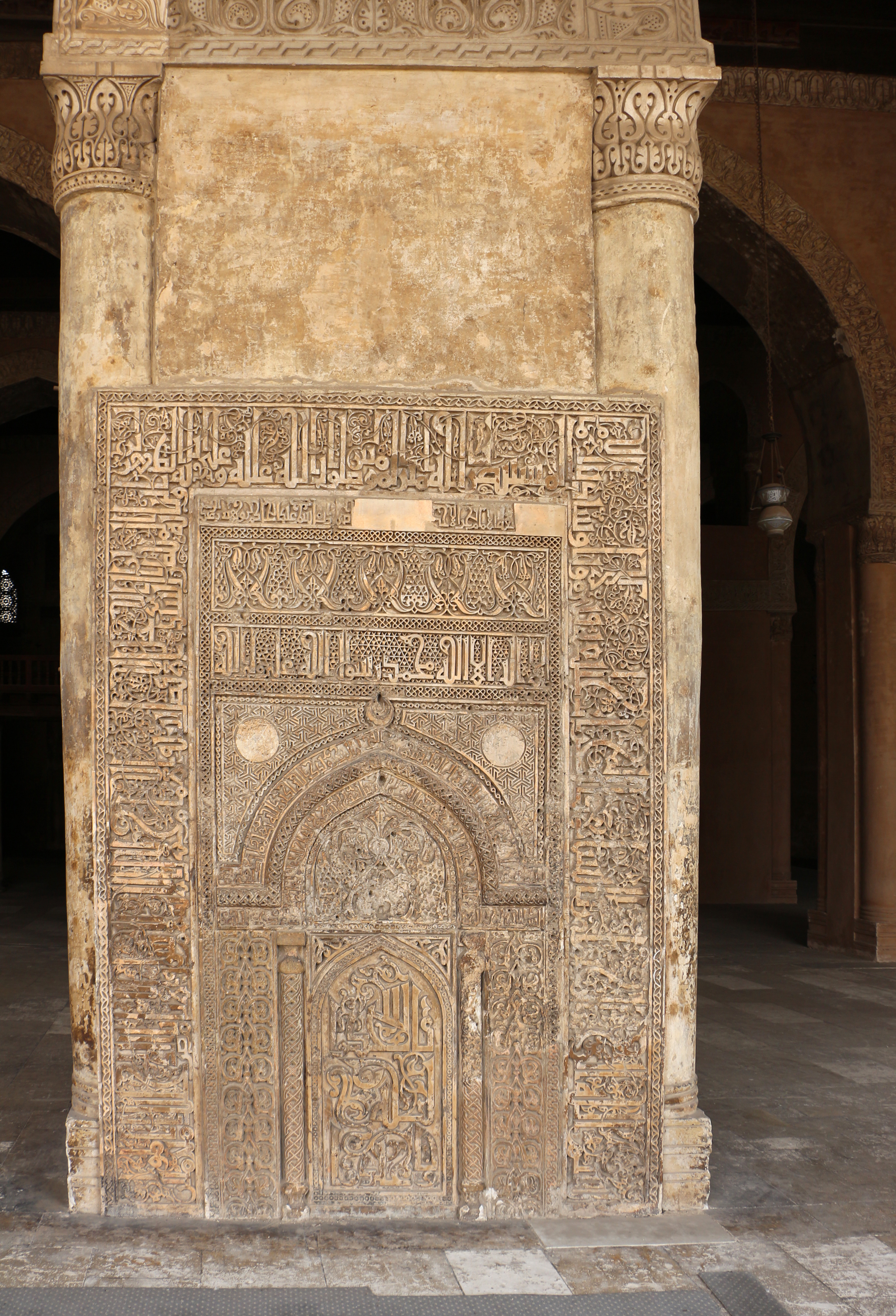
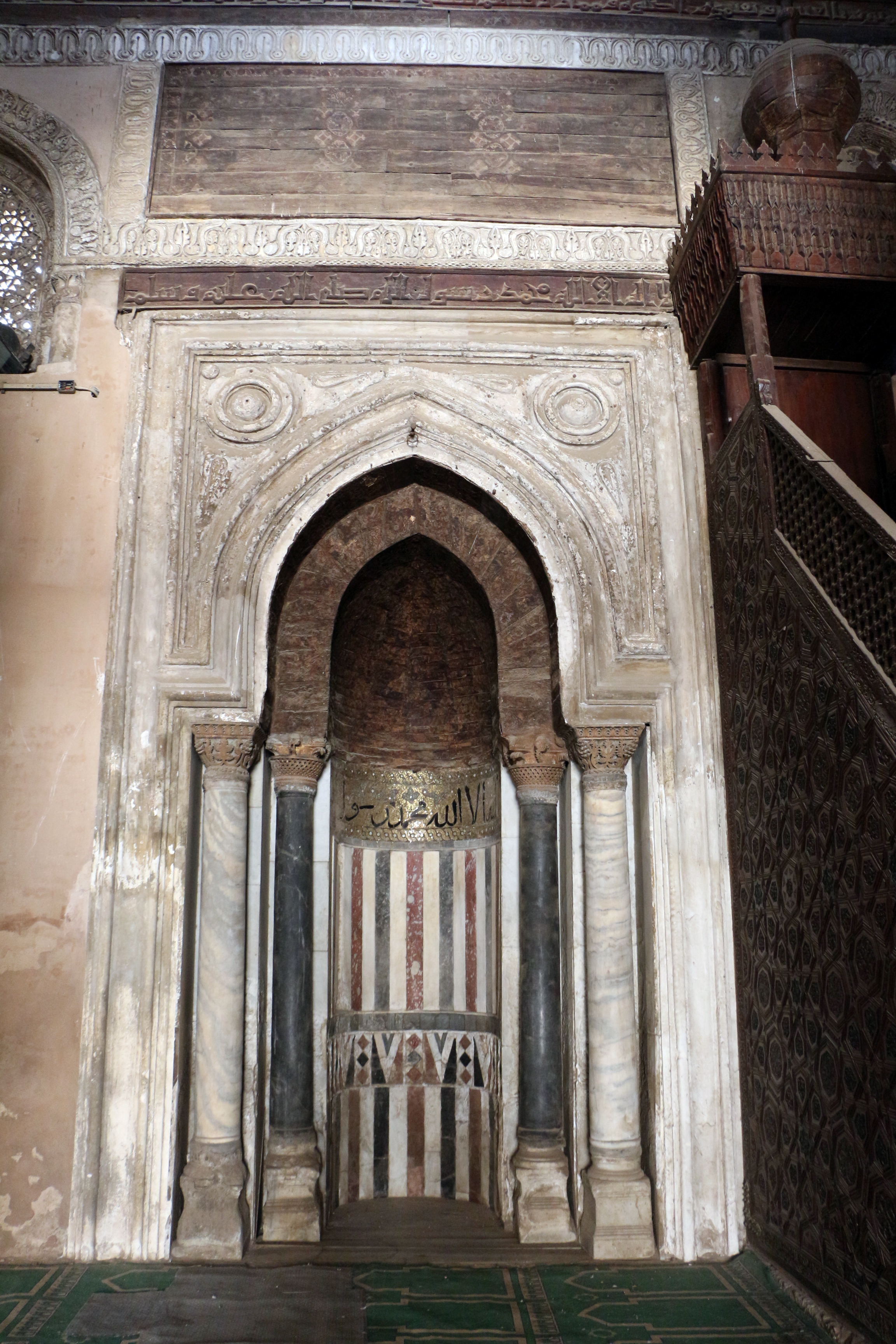
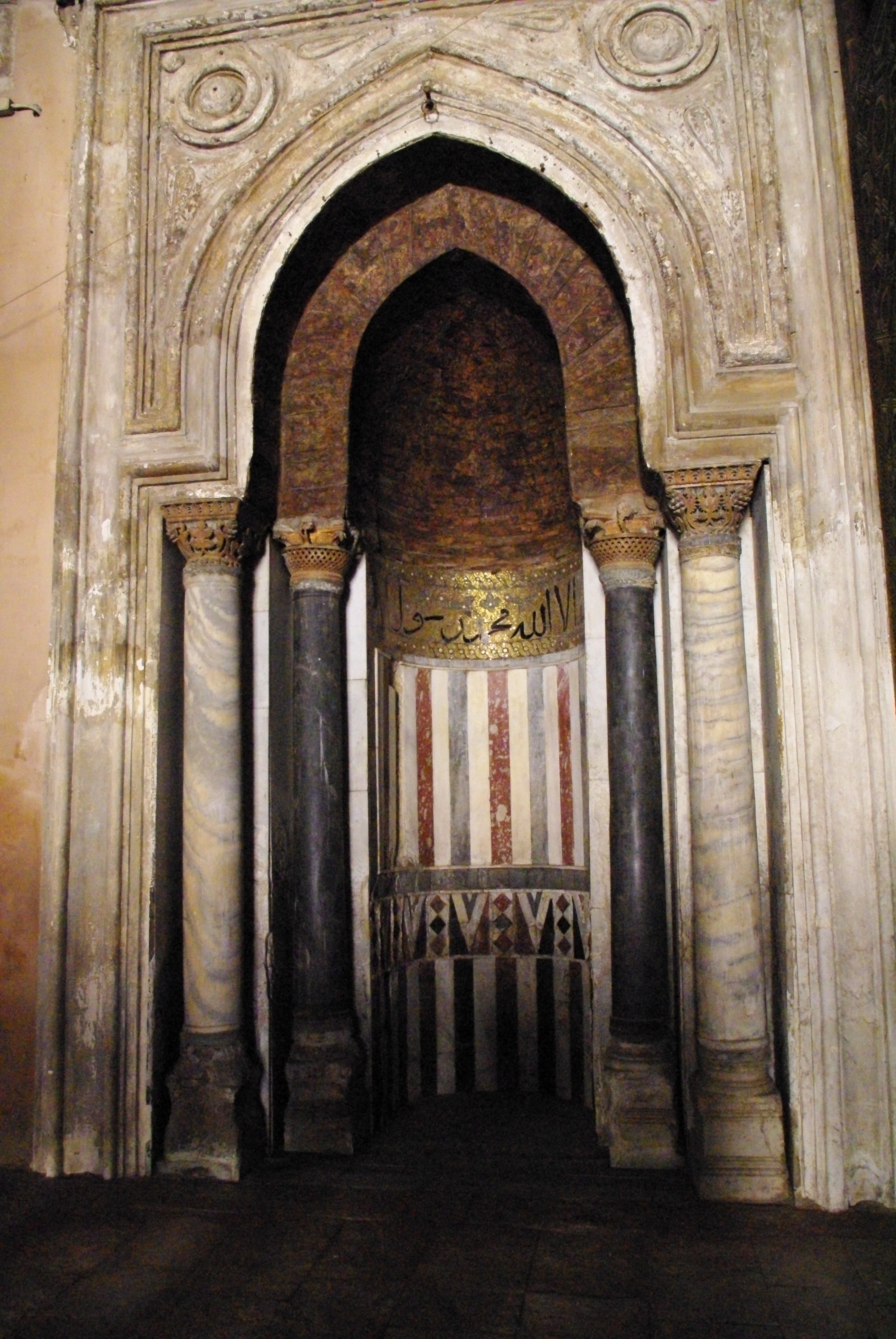
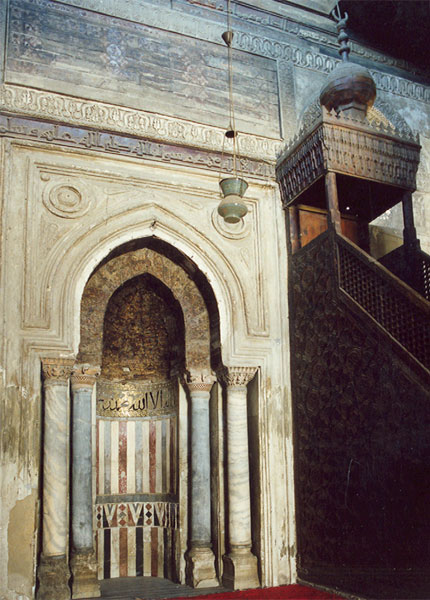
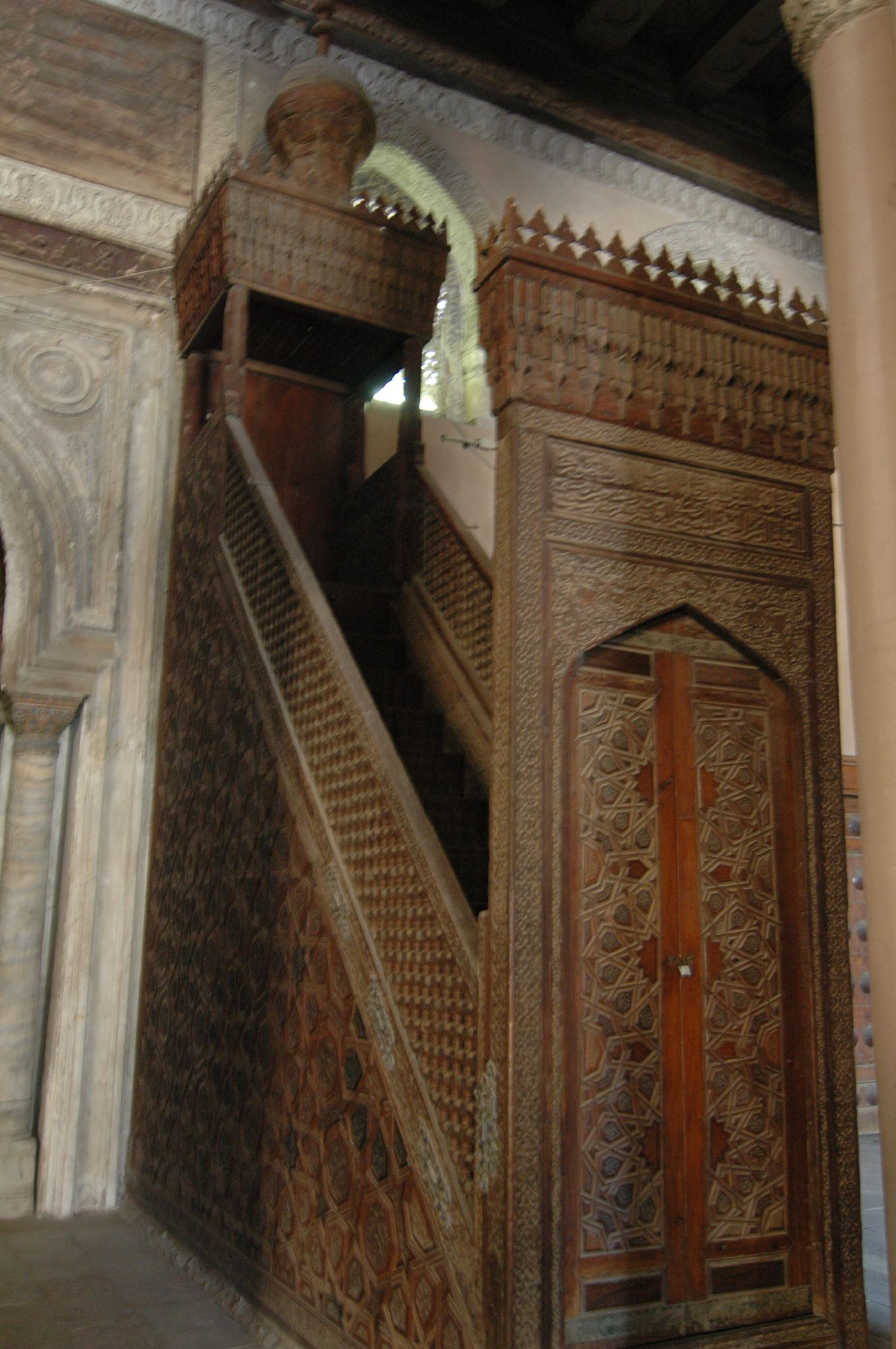
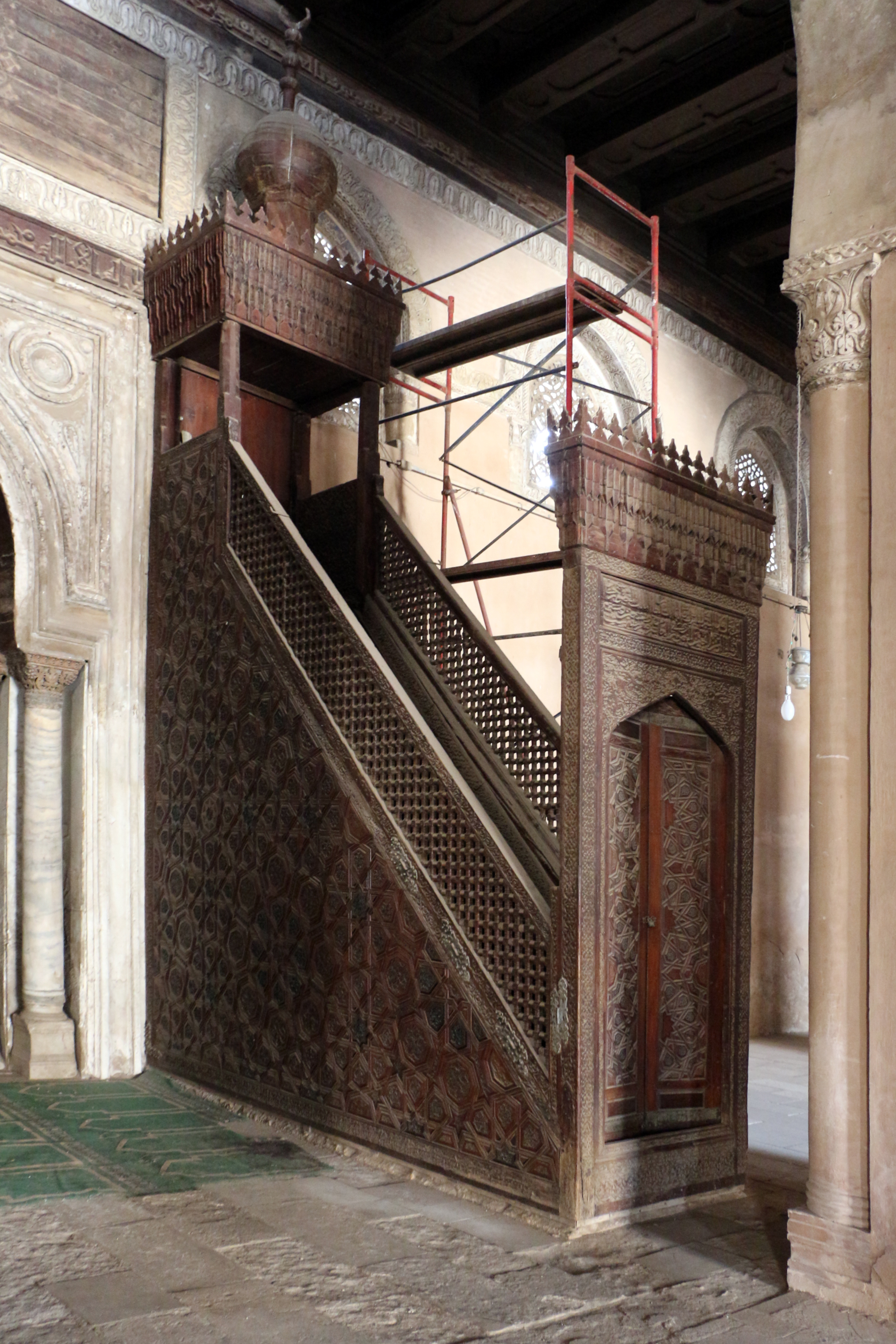
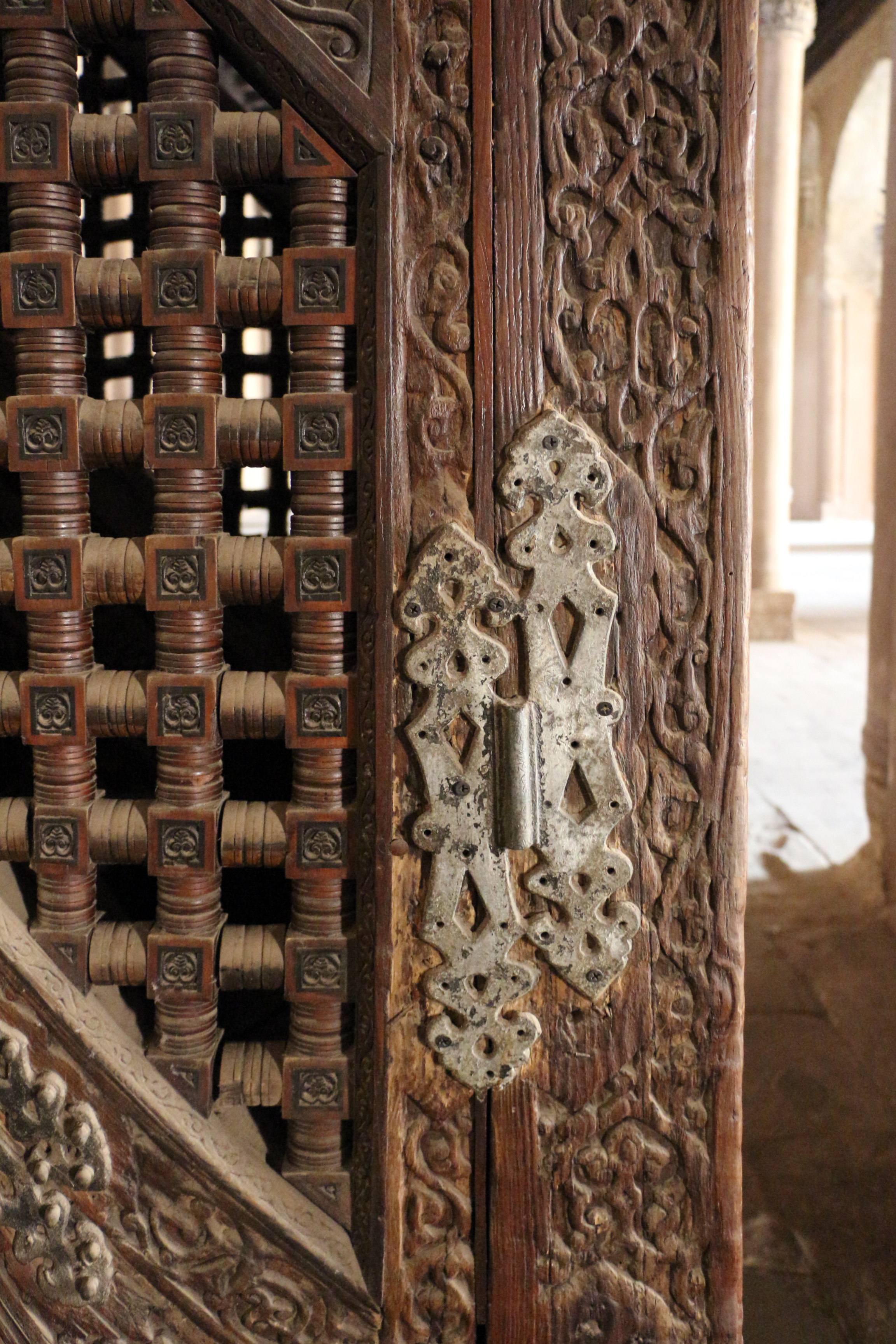
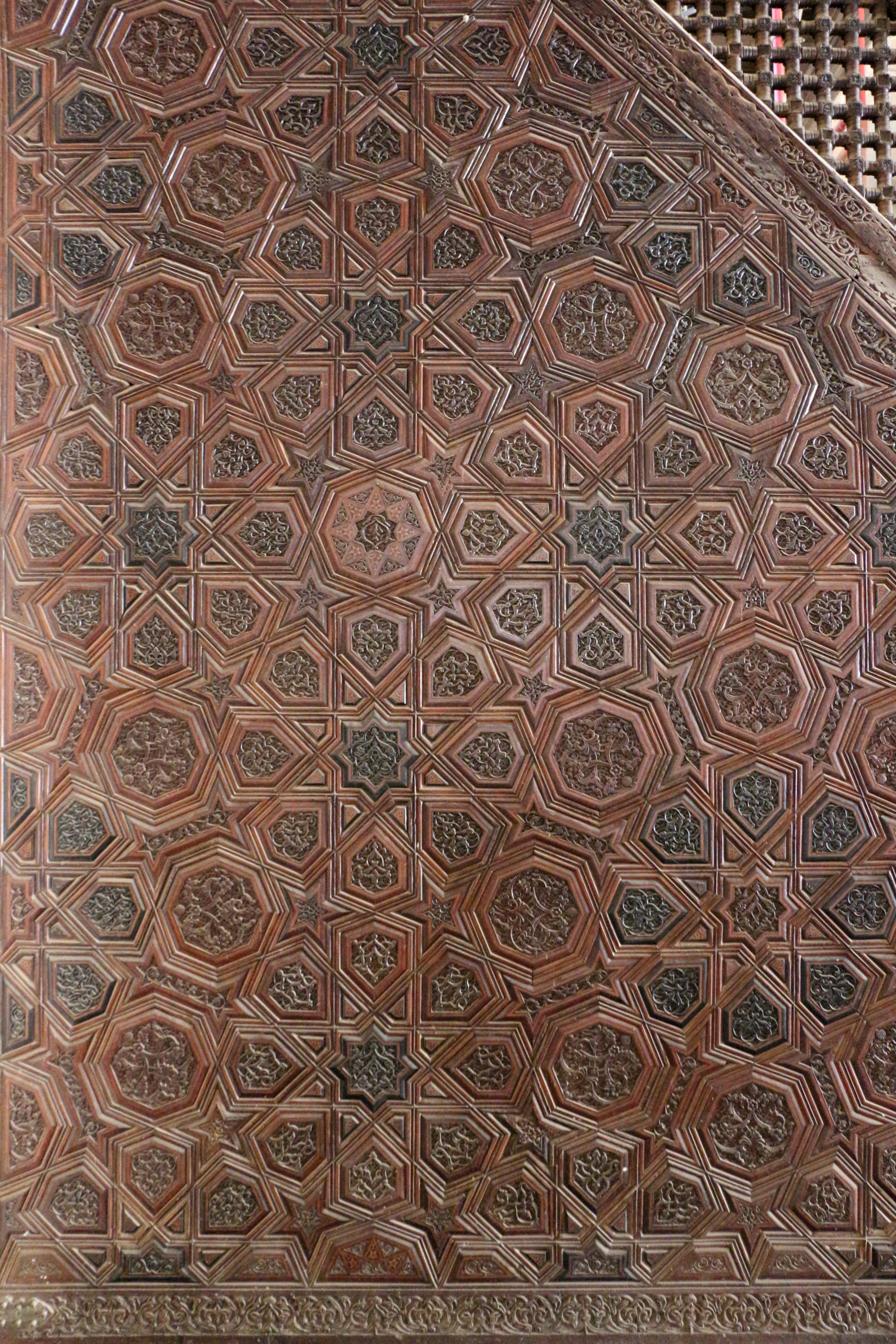
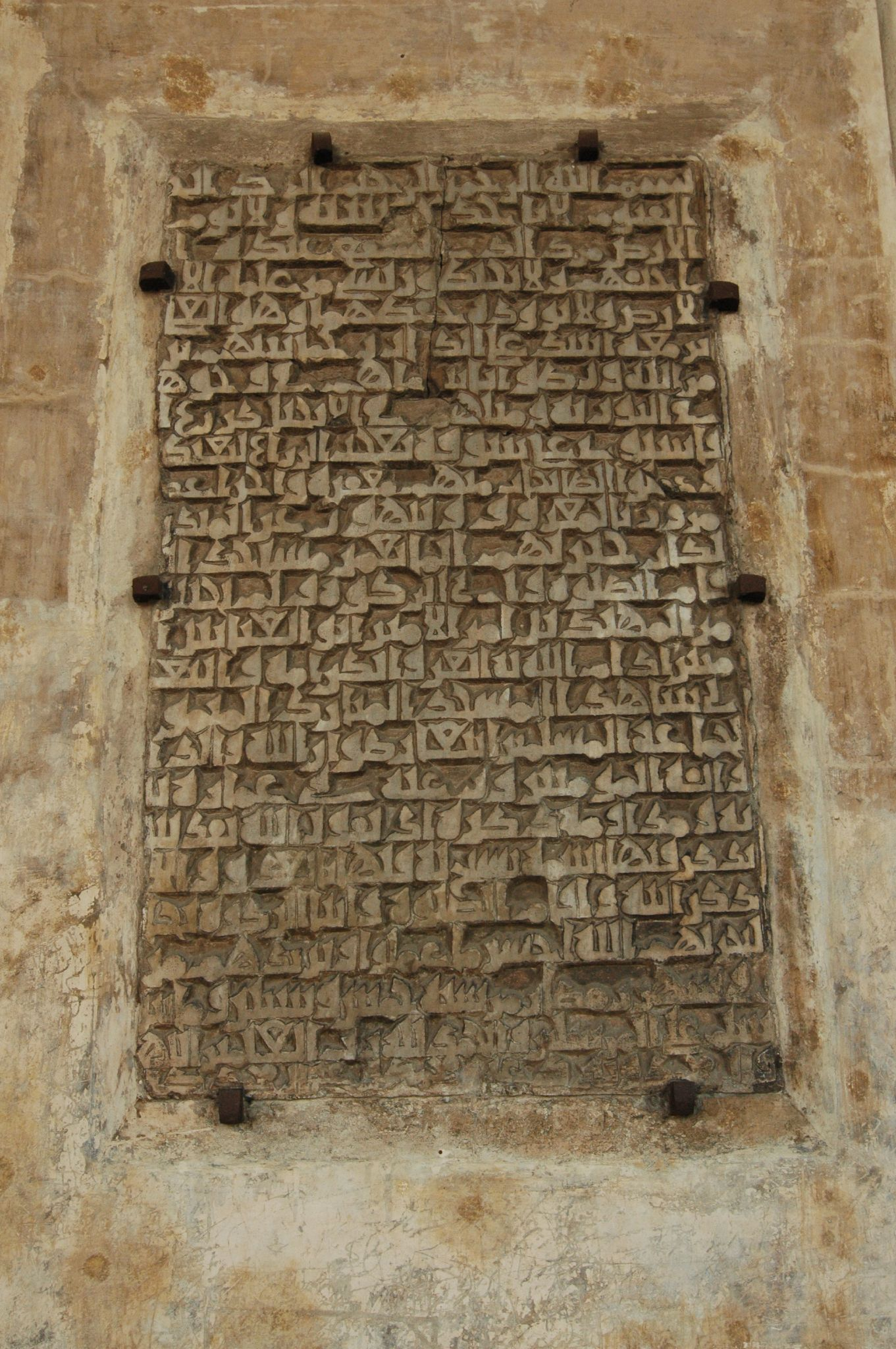
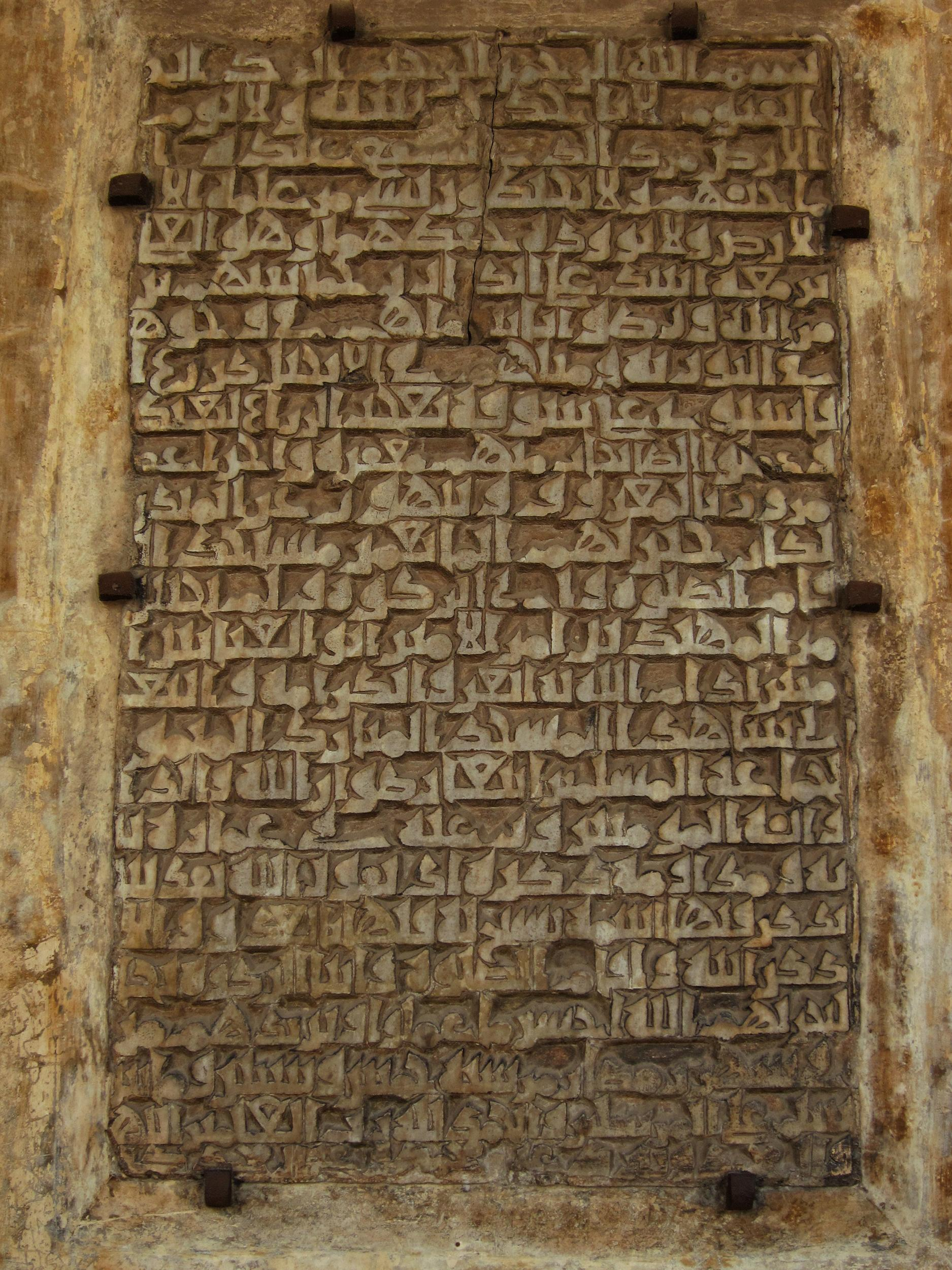
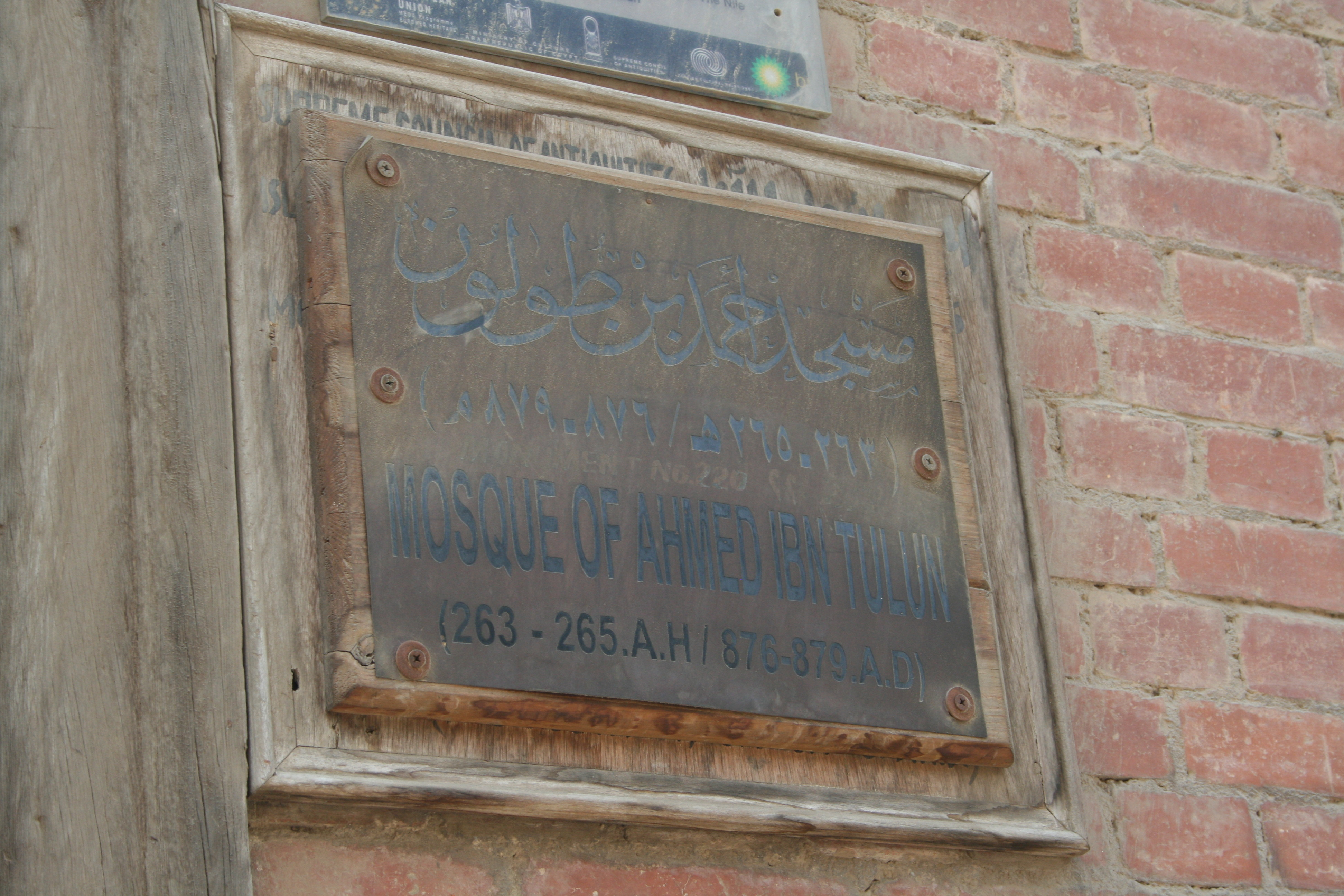
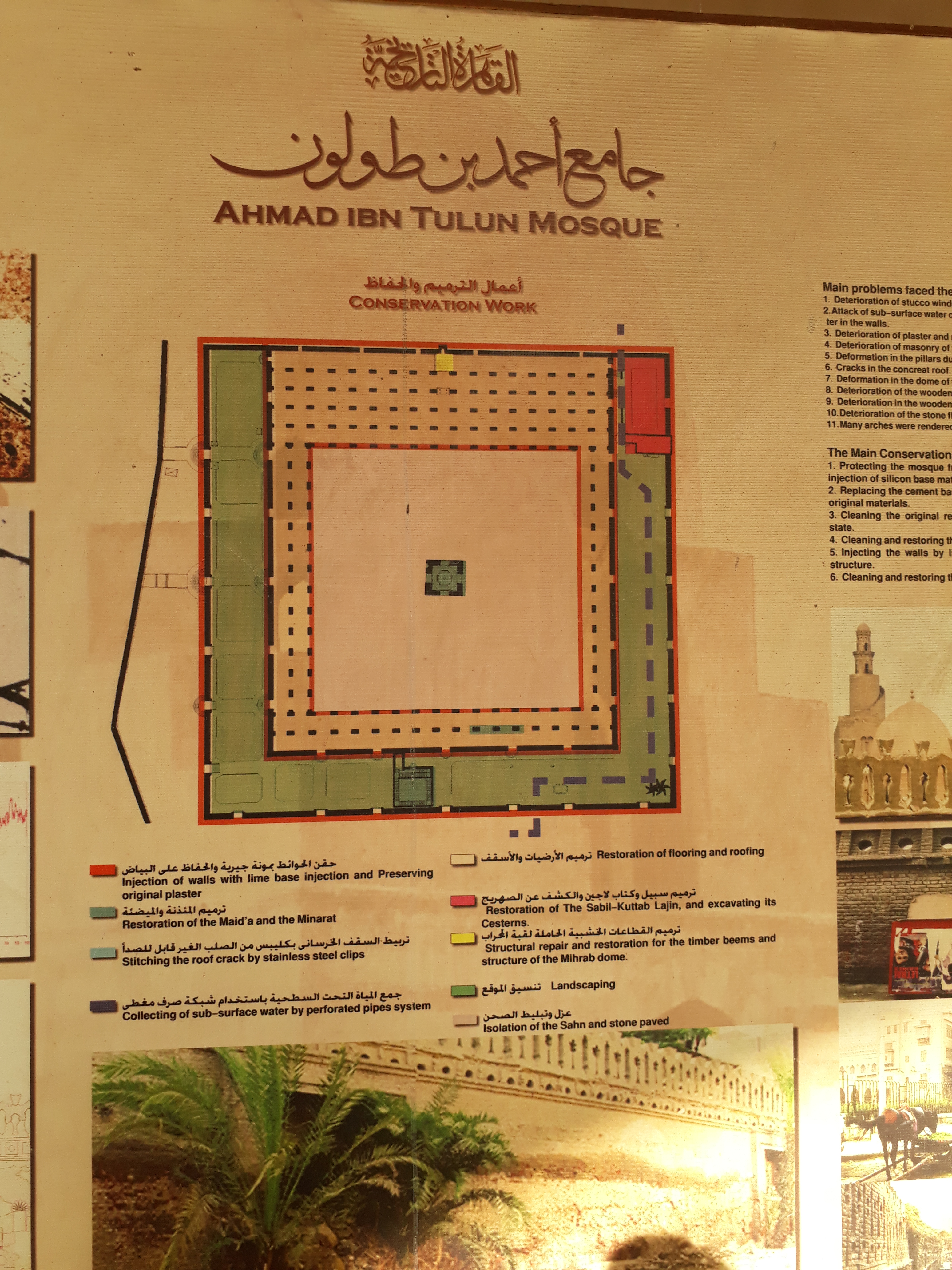
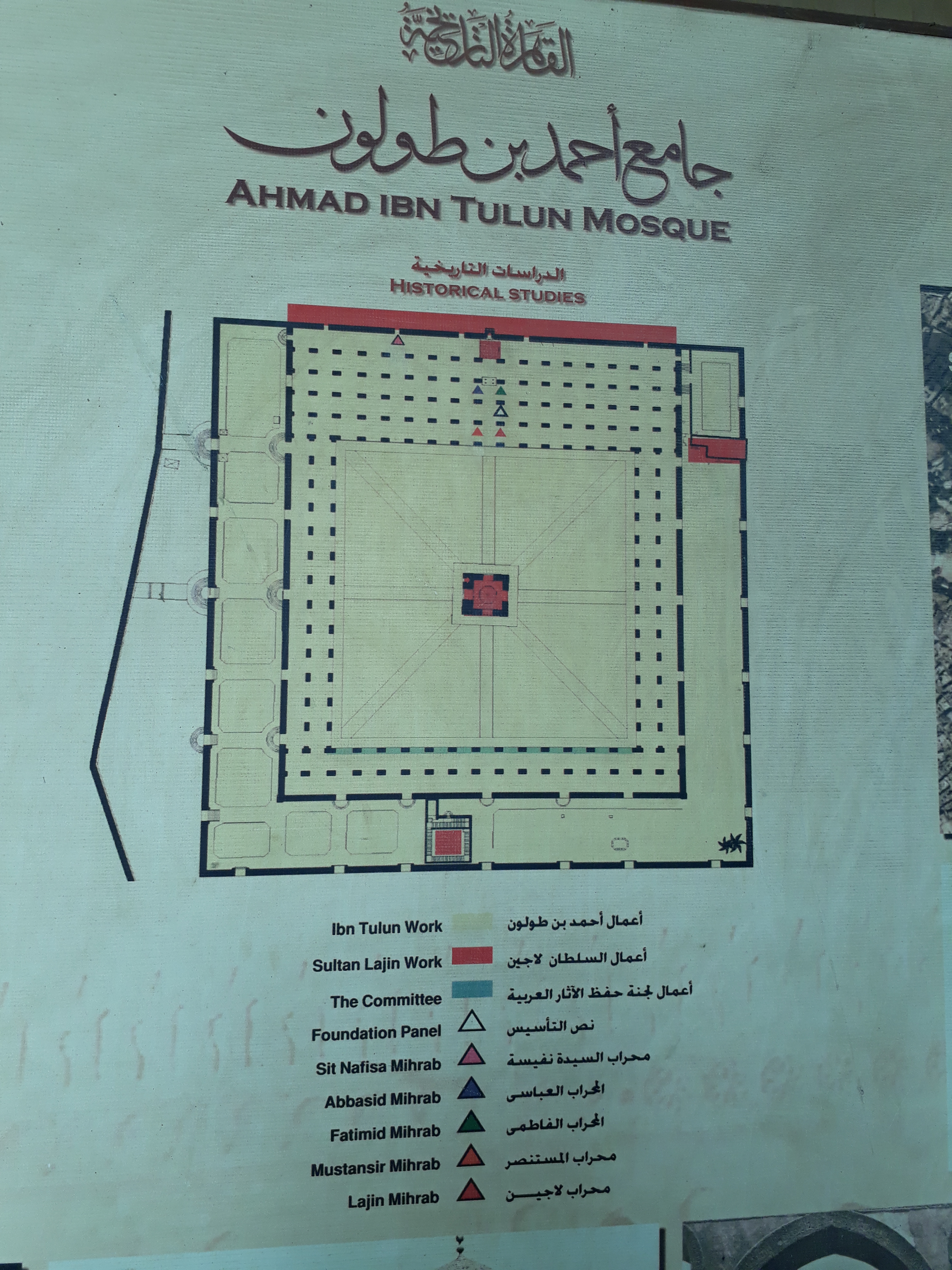